# Olaszország történelme
Olaszország történelme legalább 700 ezer évre nyúlik vissza, amióta az Appennini-félsziget folyamatosan lakott. A modern ember körülbelül 45 ezer évvel ezelőtt jelent meg Itáliában, majd i. e. 6000 körül Dél-Anatóliából és a Közel-Keletről érkező csoportok meghonosították a földművelést a félszigeten. Írott történelme az itáliai népek és az etruszkok városainak kialakulása után kezdődött. Az i. e. 8. században megkezdődött Dél-Itália és Szicília görög gyarmatosítása, míg Szicília nyugati partvidékén karthágóiak telepedtek meg. Észak-Itáliát kelták népesítették be.
Az i. e. 4. századtól megkezdődött Római Birodalom rohamos terjeszkedése; az egykori kis városállam meghódította a félszigetet, majd uralmát kiterjesztette az Ibériai-félszigetre, Észak-Afrikára majd az egész Mediterráneumra és Nyugat-Európára. A Római Birodalom kiépülése lehetővé tette a népek és kultúrák keveredését Britanniától egészen Egyiptomig. A kezdetben a kisbirtokosokon alapuló gazdasági modellt később a rabszolgamunkát kihasználó, kiterjedt latifundiumok rendszere váltotta fel; a terjeszkedő városokat sűrű úthálózat kötötte össze. A 4. században a kereszténység vált a birodalom államvallásává, amely a század végén két részre vált: a mai Olaszország teljes egészében a Nyugatrómai Birodalomhoz tartozott.
A Nyugatrómai Birodalom 5. századi bukása után Itáliát germán törzsek hódították meg, majd a 6. században rövid időre a Bizánci Birodalom hajtotta uralma alá. A 8. században a longobárdok alapítottak államot Észak-Itáliában, amely idővel a Frank Birodalomhoz, majd a Német-római Birodalomhoz került. A félsziget déli részét arabok és a bizánciak, a 11. századtól pedig normannok hódították meg. A középkor során számos észak-itáliai város (Velence, Genova, Pisa, Firenze és Milánó) meggazdagodtak a kereskedelemből, és gyakorlatilag függetlenné váltak. Ezzel szemben a Dél végig idegen uralom alatt maradt: a Normann Királyságot a Hohenstaufenek hódították meg; őket a francia Anjouk, majd Aragónia és a Spanyol Királyság váltotta. Közép-Itáliában létrejött a Pápai állam.
A 14. században Itáliából indult ki az európai kultúrát megújító reneszánsz. A 15. század végétől, de különösen a 16. és 17. században az európai nagyhatalmak – Franciaország, Spanyolország és Ausztria – rendszeresen beavatkoztak az itáliai politikába és a félszigetet háborúik színterévé változtatták. Ugyanakkor az Oszmán Birodalom fokozatosan meghódította Velence kelet-mediterrán kereskedőbirodalmát.
A 19. században sok évszázados széttagoltság után – Giuseppe Garibaldi szabadcsapatainak segítségével – a Szárd-Piemonti Királyságnak sikerült politikailag egyesítenie Itáliát és 1861-ben megalakult a modern Olasz Királyság. 1866-ban sikerült megszereznie Ausztriától Venetót és Friulit, az első világháború után pedig Triesztet, Trentinót és Dél-Tirolt. Olaszország belépett a gyarmatosító hatalmak sorába, meghódították Líbiát, majd Etiópiát. 1922-ben Benito Mussolini jutott hatalomra, aki fasiszta diktatúrát épített ki az országban. Mussolini Németország oldalán belépett a második világháborúba, ahol vereséget szenvedett. Miután a szövetségesek partra szálltak Szicíliában és a védelem összeomlott, a németek megszállták Észak-és Közép-Olaszországot, formálisan Mussolini bábkormányának szövetségeseként.
A második világháború után az államforma köztársaságra változott. Azóta az olasz politikai életet gyakori kormányváltások jellemzik. Az 1990-es évek elejéig a kereszténydemokratáké volt a legtámogatottabb párt, amely kisebb politikai formációkkal igyekezett a második legerősebb kommunistákat távol tartani a hatalomtól. 1992-ben pártfinanszírozási botrányok miatt a pártrendszer összeomlott, új szerveződések jöttek létre; nem hivatalosan ezt a rendszert második köztársaságnak is nevezik. Olaszország alapító tagja volt a NATO-nak, az Európai Uniónak, az eurózónának és a mai napig Európa gazdasági, kulturális, politikai és katonai hatalmai közé tartozik.

## Őstörténet

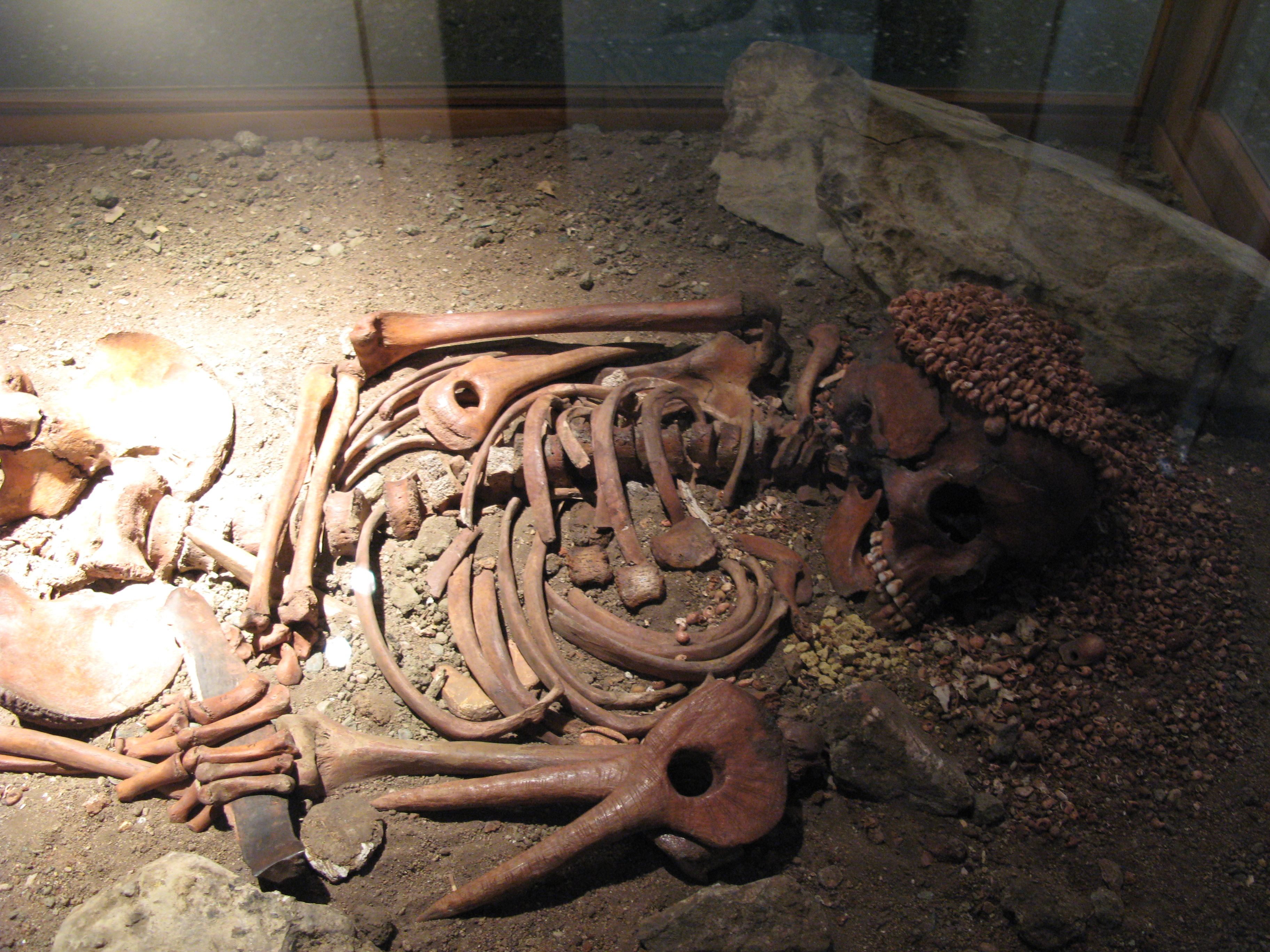
Az ún. „kis herceg” Liguriában feltárt csontváza, akinek a sírjában egy 400 mókusbundacsíkból készült szőrmeköpenyt találtak

Az apuliai Pirro Nord barlangban találták meg az ember legrégebbi nyomait Itáliában; az itteni leletek 1,3-1,7 millió évesek. A félsziget valószínűleg mintegy 700 ezer éve folyamatosan lakott. Az itteni emberek egészen az i. e. 6. évezredig vadászatból, halászatból és gyűjtögetésből éltek. Már legalább 230 ezer évvel ezelőtt kunyhószerű építményeket is emeltek; ezenkívül barlangokban is laktak. Ekkor már ismerték a tüzet is,
A középső paleolitikumban Szardínia és Szicília szigeteinek kivételével már egész Itália lakott volt. A cro-magnoni emberek 45–43 ezer évvel ezelőtt jelentek meg a térségben, legalábbis ilyen idős az a két fog, amelyeket a Grotta del Cavallóban találtak, és ezek egyben az anatómiailag modern ember európai megjelenésének első bizonyítékai is. Néhány évezreddel később a korábban itt élt neandervölgyiek eltűntek. A Würm-eljegesedés végével után a népesség egyre inkább letelepedett életmódra váltott, különösen a tengerpartokon, ahol főleg halászatból éltek. Emellett pásztorkultúrák alakultak ki, mind a magasabb, mind az alacsonyabb hegyvidékeken. Az első neolitikus kultúra Dél-Olaszországban a Cardium-kultúra (vagy benyomott díszítésű, impresso edények kultúrája), amely i. e. 6200 körül alakult ki a Földközi-tenger keleti részéből érkező hatásoknak köszönhetően. A hasonló társadalmak területigényével összehasonlítva a kultúra létszáma nagyjából 60 ezer főt tehetett ki. Csontvázaik alapján a férfiak átlagosan 1,66–1,74 m, a nők 1,50–1,54 m magasak voltak.
Az első növénytermesztők i. e. 6100 és 5800 között telepedtek le a félsziget déli részén. Ők a görög szigetekről (főleg Krétáról), Dél-Anatóliából és a Közel-Keletről érkeztek. Északnyugaton még i. e. 5500 körül is egymás mellett éltek a mezolitikus és a kerámiakultúrák. Különböző típusú falvak alakultak ki, amelyek igen nagy távolságokból is kereskedtek egymással, pl. obszidián vagy balták formájában. A neolitikus Itáliában még nem mutatható ki a társadalom hierarchikus rétegződése. Az emberek alacsonyabbak voltak, mint az őskőkorban vagy a középső kőkorban, és a későbbiekben ismét nagyobbra nőttek. A nők ekkor 1,56 m, a férfiak 1,66 m magasak voltak.

## A réz- és bronzkor, a városok kialakulása

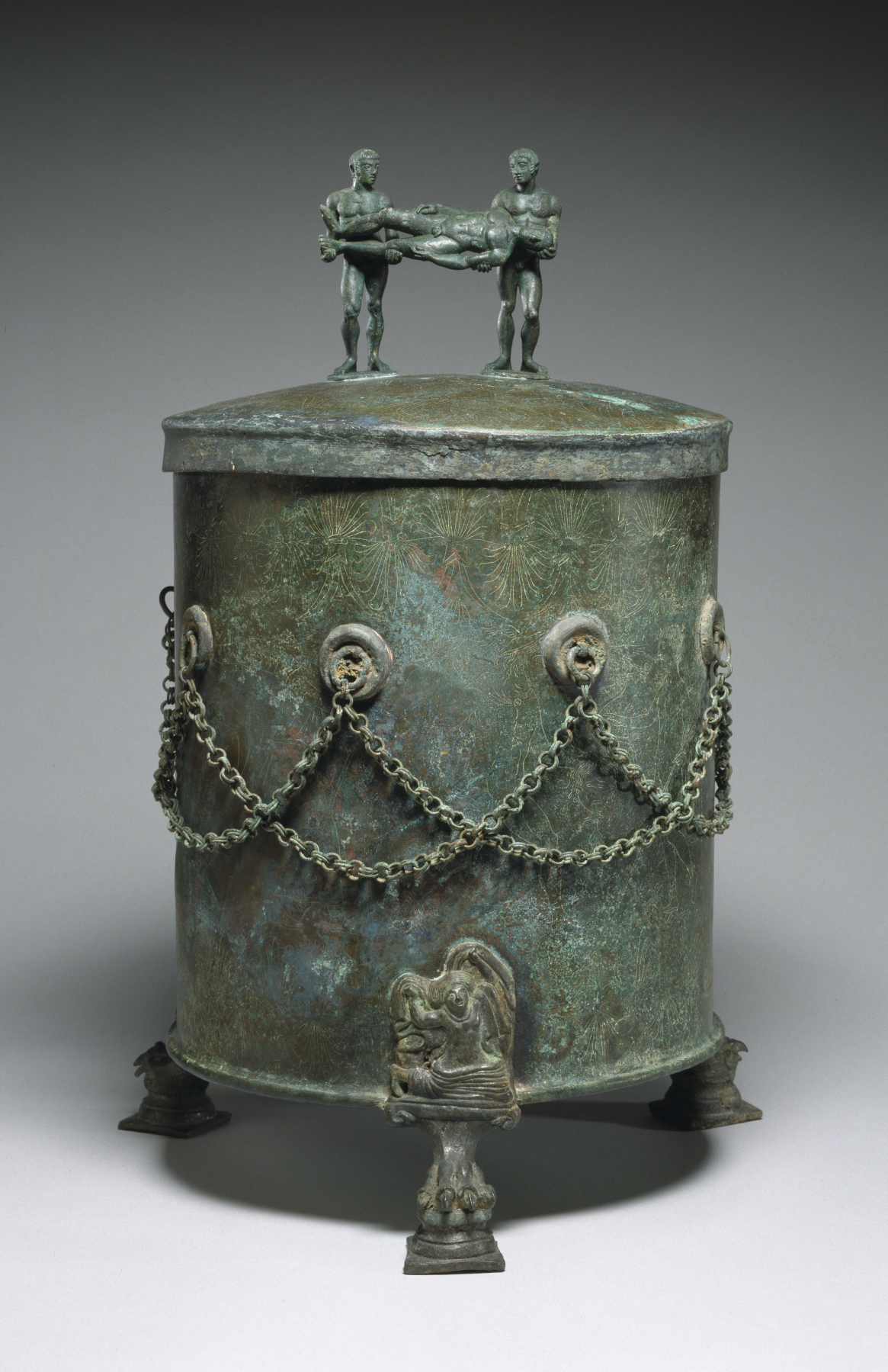
I. e. 4. századi etruszk cista (edény)

Liguriában i. e. 4200 körül már megmunkálták a rezet; a bronzkor pedig az i. e. 3. évezred végén kezdődött. Megjelentek az első városszerű települések; a campaniai Poggiomarinóban egy ilyen „várost” ástak ki, amely az i. e. 17. századtól az i. e. 7. századig állt fenn. Ennek a „bronzkori metropolisznak” még nem voltak védművei.
A bronzkorban (i. e. 2300/2200-950 körül) számos kultúra jelent meg, amelyeknek a legkorábbi írott forrásokban említett népekhez való hozzákapcsolása sokszor bizonytalan. I. e. 1500 körül újabb népvándorlásra került sor, és a településeket egyre inkább megerődítették. A szicíliai leletanyag alapján ekkor már termesztettek szőlőt.
A vaskorban (esetleg a késő bronzkorban) kialakultak az írott forrásokban is megjelenő törzsek. A harcos elit növekvő befolyását jelzi a fegyveres síremlékek nagyobb száma. Ugyanekkor kimutatható a Földközi-tenger keleti medencéjéig kiterjedő hosszútávú kereskedelem. A városokba tömörülő etruszkok és görögök jelentős területeket hódítottak meg; ez a tendencia hamarosan egész Itáliára kiterjedt és csúcspontját Róma egyeduralmában érte el.
Az i. e. 5. században Észak-Itáliában az akkoriban bevándorolt kelták (latin nevükön gallok) éltek, meg lepontusok és ligurok, északkeleten pedig a venétek. Közép-Itáliában etruszkok, umberek (a mai Umbriában), latinok, szabinok, faliszkuszok, volscusok és aequusok (a mai Lazio területén), valamint picenusok éltek (Marche és Észak-Abruzzo). Délen voltak a szamniszok (Abruzzo déli része, Molise és Campania), Apuliában a japigok és a messzápok, a lucanusok és a bruttiusok. A szikulok Szicília keleti részét népesítették be. E népek közül sokan indoeurópai eredetűek voltak, néhányat pedig az indoeurópai bevándorlás előtti őslakosnak tekintenek. Nem voltak indoeurópaiak pl. az etruszok és valószínűleg a közép-szicíliai szikánok sem. A Szardínián élő szárdok feltehetően az egyiptomi forrásokban szereplő serdanu népnek felelnek meg.
Az i. e. 8. századtól megkezdődött Dél-Itália görög gyarmatosítása és számos várost alapítottak, mind a félszigeten (többek között Tarasz, Kümé, Metapontion, Szübarisz, Krotón, Rhégion, Poszeidónia, Neapolisz), mind Szicíliában (Naxosz, Zanklé és Szürakuszai). A görögök lakta területeket Magna Graeciának (Nagy-Görögország) nevezték. Terjeszkedésük egyik maradványa a grikó nyelv, amelyet ma is beszélnek.
A tengeri és kereskedelmi nagyhatalommá fejlődő Karthágó Szicílián és Szardínián is alapított kolóniákat. Az i. e. 6. és 5. században állandó konfliktusban álltak a görög gyarmatvárosokkal, különösen Szürakuszaival. Néha az etruszkokkal szövetkeztek. Karthágó és Róma i. e. 264-ig jó kapcsolatokat ápoltak; első barátsági szerződésüket i. e 508 körül kötötték, amelyet továbbiak is követtek i. e. 348-ban és 279-ben.

## Róma

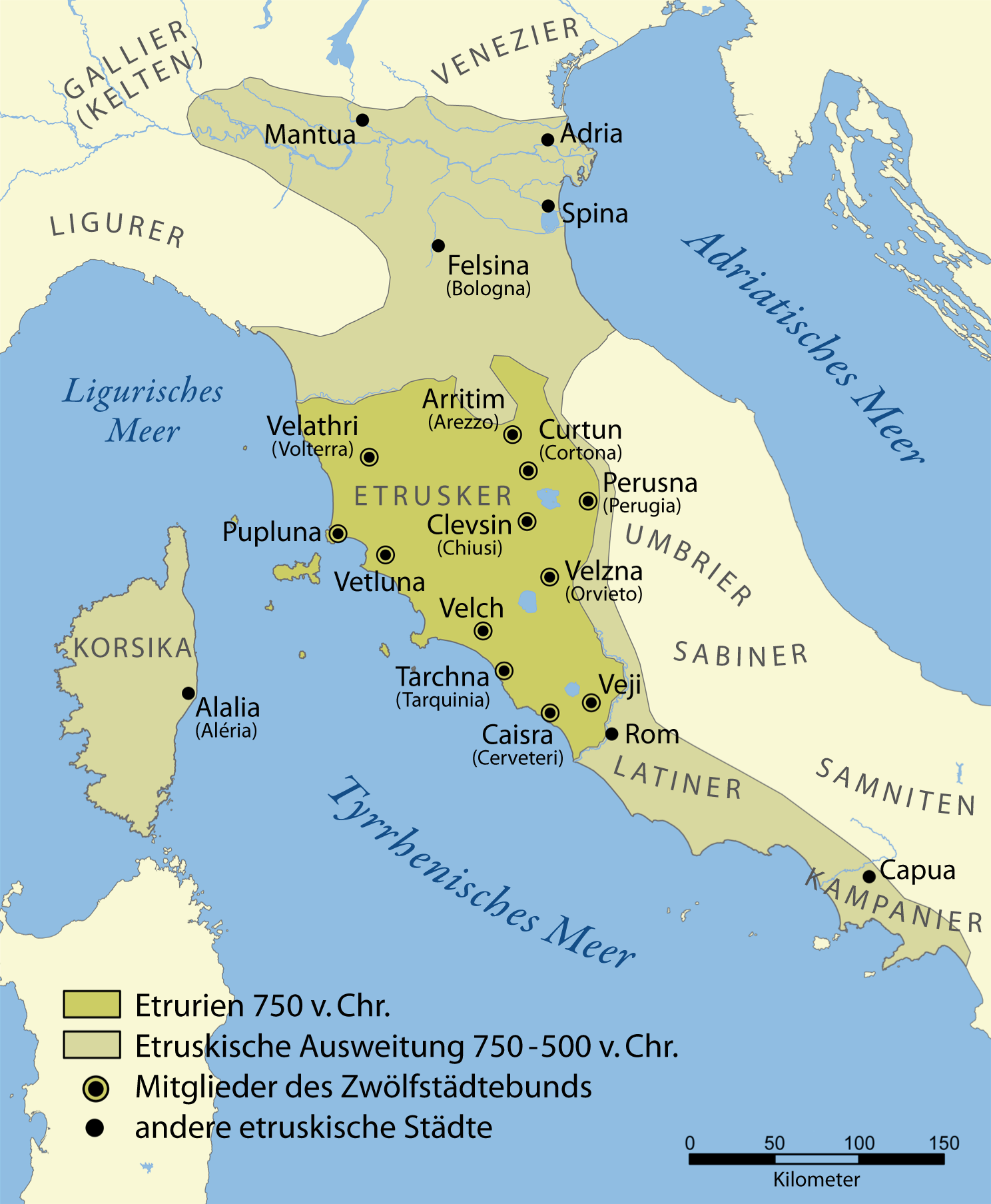
Az etruszk tizenkét város szövetségének területe legnagyobb kiterjedésének idején

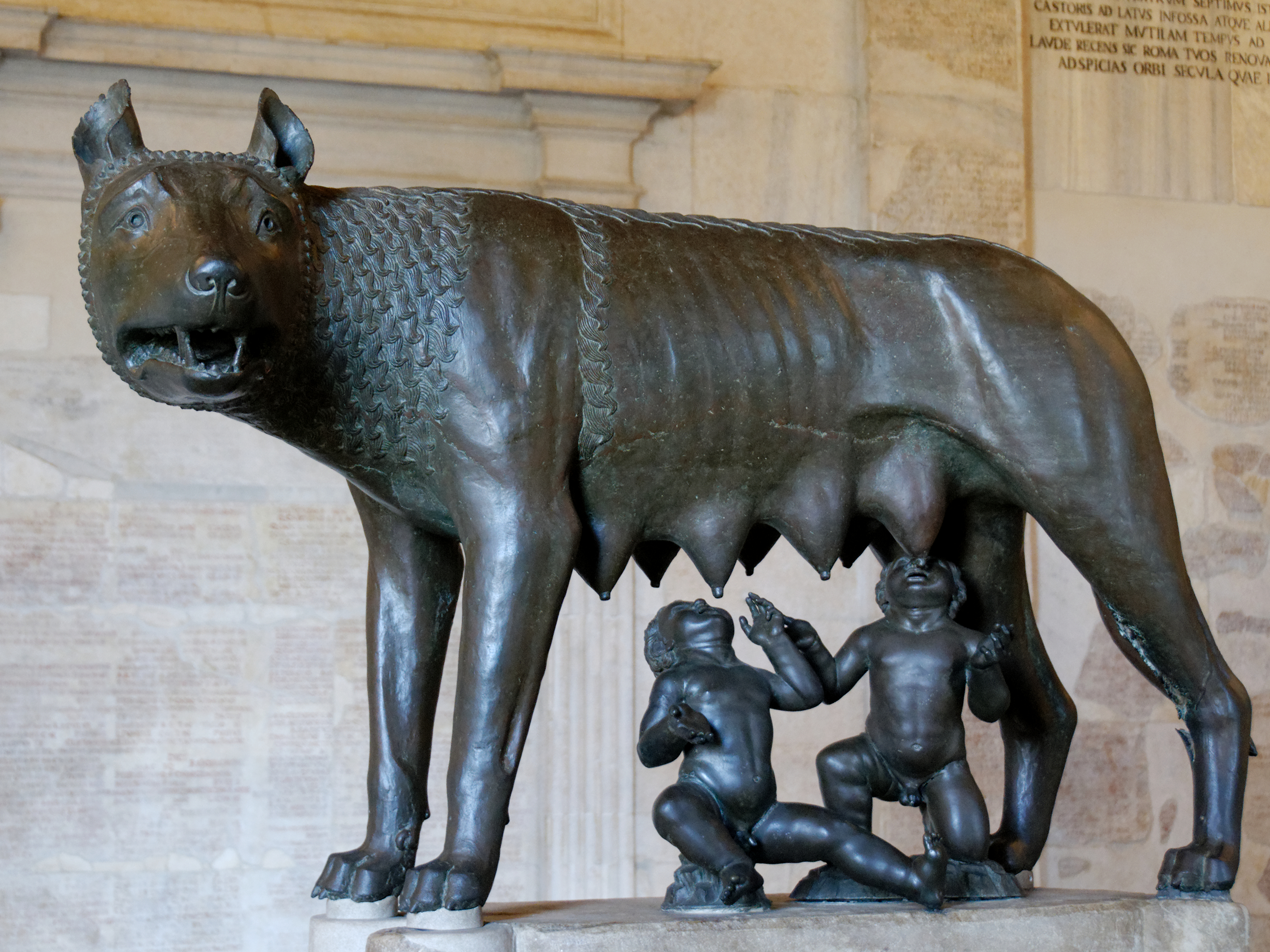
Romulus és Remus az őket szoptató nőstényfarkassal

Róma a 8. században még csak egy kis földművelő közösség volt, amely több településből olvadt össze. A hagyomány szerint i. e. 509-ben rázta le magáról az etruszk királyok uralmát. Terjeszkedése a szabinok elleni háborúval kezdődött, majd Alba Longa városát annektálták. Történetének ebben a korai szakaszában vált szét a patríciusok és a plebejusok társadalmi osztálya, ekkor alakultak ki vallási intézményei (pl. a Vesta-kultusz). A rómaiak szerint Tarquinius Priscus etruszk király építtette a Cloaca Maxima csatornarendszert és a capitoliumi Jupiter-templomot is. A monarchia megszűnése után a szenátus vette át az államban az irányító szerepet.
Róma először Közép-Itáliára terjesztette ki fennhatóságát. Három hosszú háború kellett ahhoz (i. e. 343–341, 327–304 és 298–290) hogy leigázzák a szamniszokat. Miután i. e. 275-ben legyőzték I. Pürrhosz epiruszi királyt, kiléptek az Itáliai-félsziget keretei közül és gyors ütemben terjeszkedni kezdtek. 

A Földközi-tenger nyugati medencéje i. e. 279-ben

Ez a terjeszkedés az első két pun háborúban, amely némi megszakítással i. e. 264-től 201-ig tartott, túlterhelte erőforrásait, így kénytelen volt itáliai szövetségesei segítségére támaszkodni. Karthágó legyőzését követően további háborúkat vívtak a keleti hellenisztikus birodalmakkal (i. e. 200 és 146 között), az észak-itáliai gallok ellen (meghódított területeikből szervezték meg i. e. 191-ben Gallia Cisalpina provinciát), valamint a dél-galliai területek ellen. I. e. 175-ben Liguriát annektálták, fennhatóságuk alá vonták a dél-itáliai görögöket és az észak-afrikai numidákat, a harmadik pun háború végén, i. e. 146-ban pedig teljesen elpusztították Karthágót. I. e. 133-tól továbbterjeszkedtek Kis-Ázsiába, i. e. 19-re több évszázados küzdelem után teljesen annektálták az Ibériai-félszigetet. I. e. 58-51 között meghódították Galliát és a határt egészen a Rajnáig tolták ki; az utolsó nagy léptékű hódítással pedig a korai császárkorban birodalmukhoz csatolták Britanniát.
Sem a központi kormányzat, sem a hatalmi és közigazgatási apparátus nem volt alkalmas egy ekkora területű állam irányítására. Az inadekvát társadalmi és tulajdonviszonyok sok esetben a szétesés szélére sodorták a birodalmat. Az alapvetően megváltozott életkörülmények, valamint a társadalmon belüli rendkívüli anyagi és jogi egyenlőtlenségek paraszt- és rabszolgalázadásokhoz (különösen i. e. 135-ben, 104-ben és Spartacus i. e. 73–i. e. 71-ben) vezettek. A hódításokkal megnőtt a hellenisztikus kultúra, majd később a közel-keleti kultúrák hatása is, amit a változásoktól idegenkedő konzervatív szenátusi csoportok az értékek hanyatlásaként érzékeltek.
Felmerült egy másik probléma is: Róma győzelmeit csak a itáliai szövetségeseinek segítségével érhette el. Mivel azonban Róma megtagadta tőlük a jogegyenlőséget, az i. e. 2. század végén zavargások kezdődtek, i. e. 90–89-ben kitört a szövetséges háború. Vereségük ellenére Itália közösségei megkapták a római polgárjogot, amit i. e. 42-ben a Pó-síkság városaira is kiterjesztettek. Az i. e. 29–28-as népszámlálás során minden itáliai lakos római polgárrá vált, így Itália egységes jogterület lett, de továbbra is kiváltságos maradt a birodalom többi részével szemben. Ez a helyzet egészen i. sz. 212-ig tartott, amikor a római polgárjogot a birodalom minden polgárára kiterjesztették, az ezzel járó kötelezettségekkel együtt. Ezenfelül szinte valamennyi többi tartomány gazdasága Itália (különösen Róma) kiszolgálására irányult, amely a határok kitolásával aránytalanul kevés terhet vállalt az óriási birodalom védelméből.
Az i. e. 2 század végén, 1. század elején felborult a korábbi társadalmi konszenzus és súlyos hatalmi harcok kezdődtek. A gracchusi reformokkal kapcsolatos viták a Sulla és Marius közötti harccá fajultak. A polgárháborúk tetőpontjukat azokban a csatákban érték el, amelyekből előbb Iulius Caesar, majd Augustus került ki győztesen.

### Pax Romana, közigazgatás és gazdaság (1–2. század)

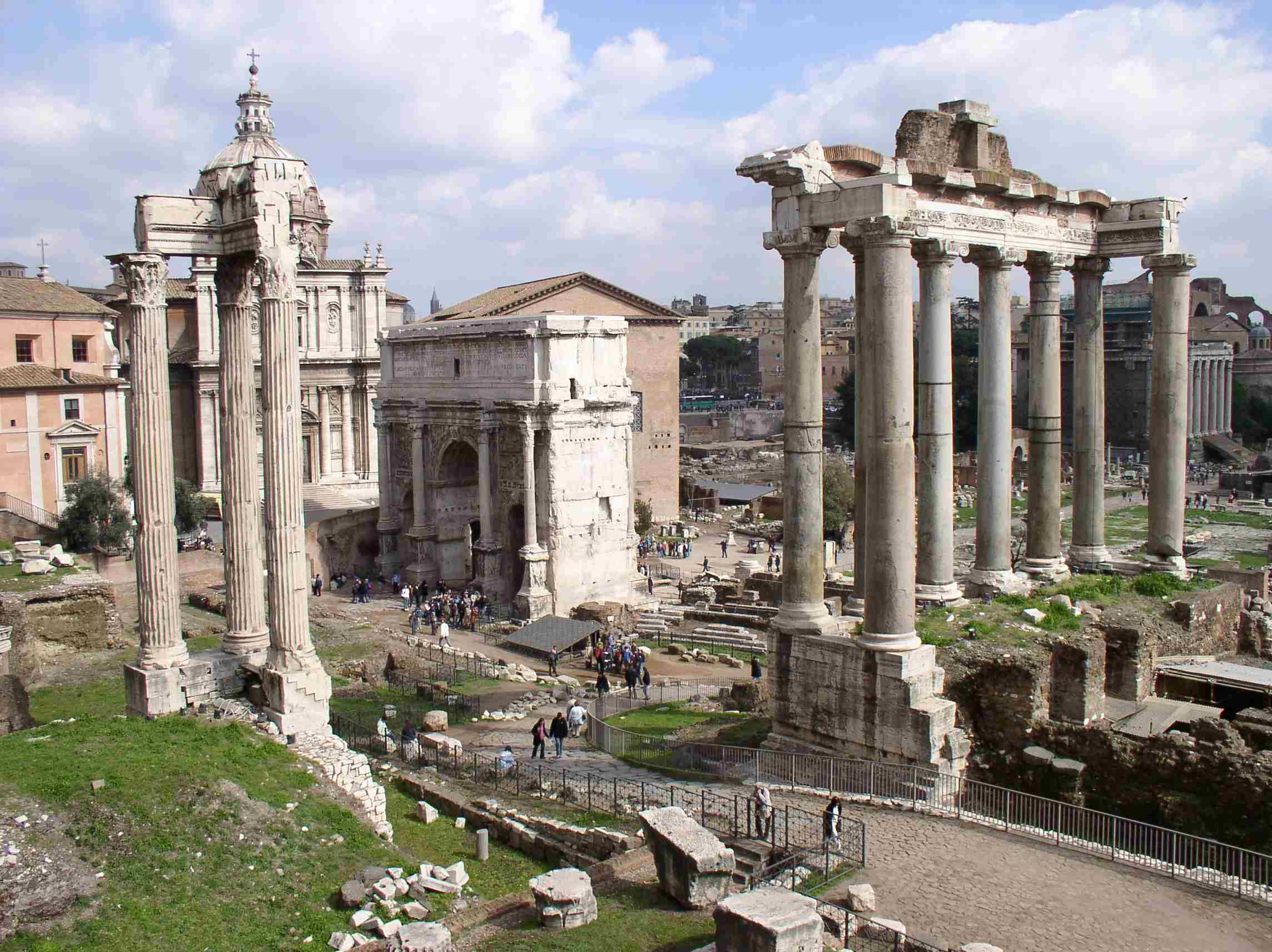
A Forum Romanum

Az ezt követő hosszú békeidőszak (Pax Romana, Róma békéje) Itáliában lehetővé tette a gazdaság, a művészetek és a kultúra virágzását. A népsűrűség csak évszázadokkal később érte el újra az ekkori szintjét. Róma jogi, közigazgatási és művészeti vívmányai megvetették a nyugati civilizáció alapjait.
A közigazgatás és a hadsereg elavult szervezete a korai császárkorban alapvető reformokon ment keresztül. Augustus tizenegy régióra osztotta fel Itáliát. A köztársasági intézmények többnyire formálisan megmaradtak, de azok nagymértékben az ő döntéseitől függtek, és gyakorlatilag csak adminisztratív feladataik maradtak. A szenátus továbbra is megtartotta előjogai egy részét, például ők rendelkeztek a bronzpénz veréséről, ők felügyelték a templomokat és az aerarium Saturnit (az államkincstárat). A néptribunusok megtartották jogaikat, de a korábbi viszonyok megfordításával formálisan a szenátusnak – valójában a császárnak – voltak alárendelve.
Míg a köztársaságban csak kezdetleges közigazgatás létezett – nem voltak lefektetett alapelvek, apparátusok, erre a célra képzett személyzet -, addig a császárok idején ez is megváltozott. Claudius a közigazgatásban főleg a felszabadított rabszolgákra támaszkodott (akik a Flaviusok alatt elvesztették befolyásukat), Domitianus és Hadrianus inkább a gazdag lovagokban (equites), vagyis a kereskedők, városi középosztály azon csoportjában bíztak, akiknek korábban a köztársaság nem talált megfelelő feladatot. Vespasianus a provinciák elitjének kezdett szenátori rangot osztogatni; Traianus idején ez kiterjedt a keleti tartományokra is. A pénzügyek kezelését centralizálták (a római kincstár átvette a provinciák bevételeinek kezelését) és erre szakosodott személyzetre bízták. 

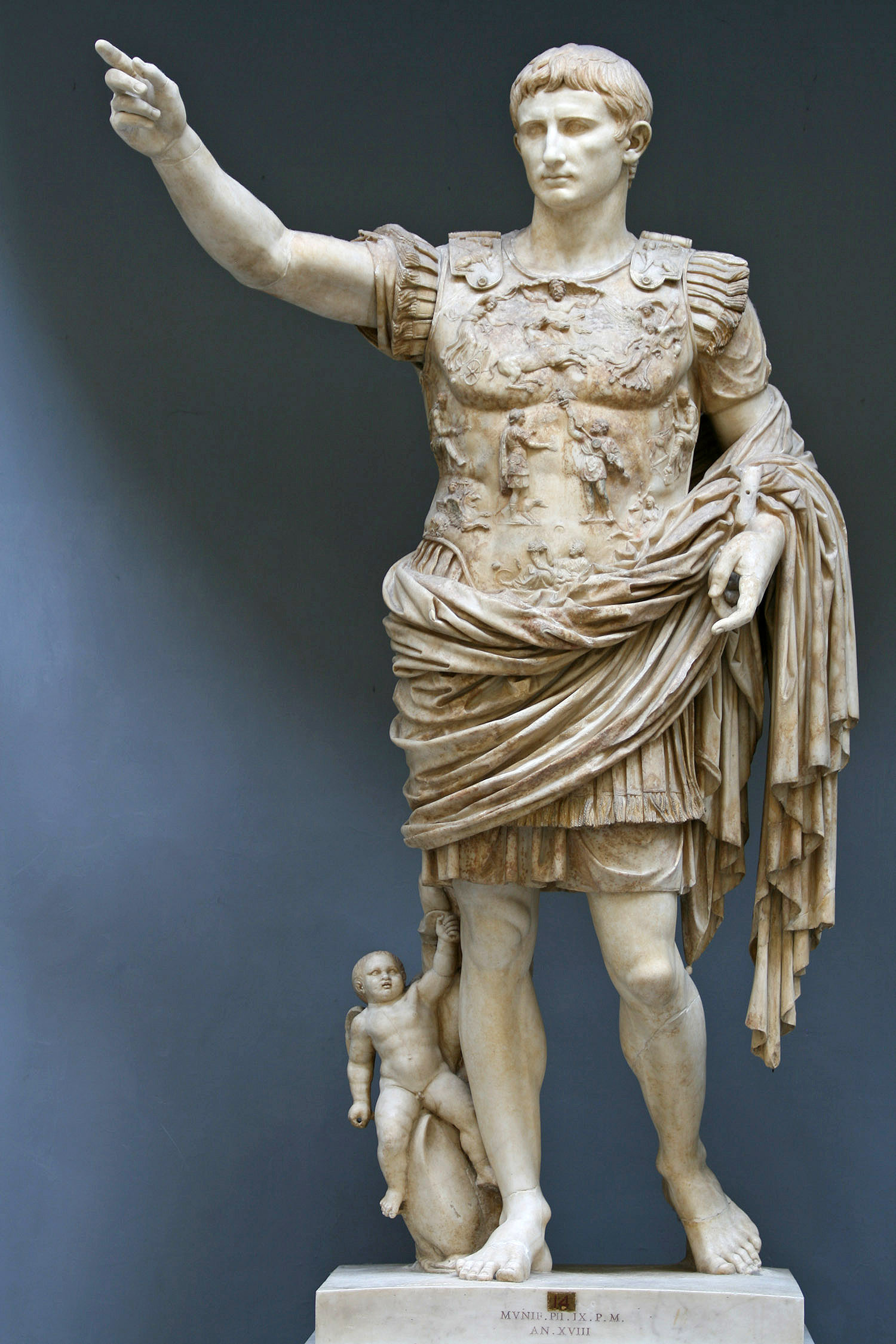
Augustus, az első római császár

A 2. századtól kezdve a némileg nehezen megfogható funkciójú császári tanácsadó szervezet, a consilium principis, közvetítő testületként működött. Hadrianus idejében már jogászok is részt vettek a munkájában. Szerepét a késői birodalomban a consistorium vette át. Emellett nagy befolyással bírt a praetoriánusok prefektusa (praefectus praetorio), aki kezdetben a testőrgárda parancsnokaként a császár biztonságáért felelt, de idővel a katonai szférán túlmutató bírói jogköröket kapott (a Severusok idején Róma 100 római mérföldes, azaz kb. 150 km-es körzetében), és gyakran hadvezérként is tevékenykedett. Nerótól kezdve az erre a célra kivetett adó, az annona szolgálta csapatai ellátását. Róma városában a praefectus urbi volt a városi cohorsok parancsnoka és ő elnökölt a bíróságokon is. A praefectus annonae volt felelős az élelmiszerellátásért, a piacfelügyeletért, a Tiberisen való hajózásért és a pékségekért. A praefectus vigilum vezette a vigileket, Róma tűz- és rendőrségét. A feladatok hamarosan túl bonyolulttá váltak, így Traianus alatt subpraefectusokat neveztek ki, akikre a részfeladatokat bízták.
Itália biztonságára a praetoriánusok vigyáztak. Tiberius Rómába költöztette őket, csak a flottákért felelős praefectusok maradtak Misenumban és Ravennában. Az bíráskodást a helyi városi elöljárók végezték, a fellebbezők Róma bíróságaihoz fordulhattak. Az utak építését a censoroktól a curatores viarum vette át. A városok gyakran kaotikus pénzügyei Nervától kezdve a curatores civitatis alá tartoztak. Összességében sikerült elviselhető szintre csökkenteni azt a kavarodást, amely a köztársasági időkben a politikai, katonai és közigazgatási hivatalok átfedéséből és a hivatalok rövid távú jellegéből fakadt. A 2. század végére kialakult egy viszonylag szilárd hierarchia az annak megfelelő javadalmazásokkal.
A városok egyben a környező vidéket is felügyelték. A legtöbb provinciális várossal ellentétben az itáliaiak nem voltak adókötelesek. Az incolae, az egyszerű lakosok vagy idegenek, és az attributi, akik a városoktól távol éltek, másodrendű jogokkal rendelkeztek.
A polgárháborúk befejezése nagy terhet vett le a birodalom gazdaságáról, bár az itáliai elit, különösen a nagybirtokosok akkor is jelentős hasznot húztak az olcsó rabszolgamunkából és a provinciák megsarcolásából. A municipiumok állami támogatása és a kiterjedt császári földbirtokok a városok vezető rétegeinek vagyongyarapodását is elősegítették. A latifundiumok térnyerése azonban a parasztok elvándorlásához, a vidék elnéptelenedéséhez, a pásztorkodás elterjedéséhez vezetett, és mindez fokozta az urbanizációt. Emellett az itáliai olajbogyó- és gabonatermelőknek erős konkurenciát jelentett az Galliából, Hispániából és Afrikából érkező import. Traianustól kezdődően egyre gyakoribbak voltak a provinciákból származó császárok, akik Itália rovására támogatták szülőföldjüket.
Itáliában munkaerőhiányt okozott, hogy a legtöbb legionárius továbbra is innen származott; ők pedig vagy elestek a háborúkban, vagy a provinciákban telepítették le őket. Traianus emiatt a toborzási súlypontját Hispániába helyezte át, hogy megpróbálja enyhíteni Itália népességének megfogyatkozását. Megtiltotta az Itáliából való kivándorlást; elrendelte, hogy a tartományok szenátorainak vagyonuk legalább egyharmadát itáliai földbe kell fektetniük, és segélyprogramot (alimenta) indított az árvák és a szegény gyerekek felnevelésére; utóbbi a 3. századig létezett és valószínűleg több százezer gyermek havi ellátását biztosította. A kikötők, utak, közművek építését erőteljesen támogatták, különösen Rómában.

A római Colosseum

A 2. századtól a rabszolgaellátás hiányosságai és az alacsony termelékenység miatt a nagybirtokokat kezdték felosztani, és colonusoknak bérbe adni. A colonusok a földhasználatért pénzzel, természetben vagy munka formájában fizettek. Jelentős jövedelemhez ekkor már nem a latifundiumokból, hanem kereskedelemből vagy iparból lehetett jutni. A bányákat is inkább a provinciákban működtették, hogy Itáliában ne vonják el a munkaerőt a mezőgazdaságtól. Az iparban Itália csak a gyapjútermékek előállításában maradt meg vezető szerepben, elsősorban a Pó-síkságnak (például Altinum) és Tarantónak köszönhetően. Az üveg-, kerámia-, fémáruk termelését a provinciák vették át. A vidéki birtokok, a villák nagy tömegben kezdtek iparcikkeket előállítani, amivel szemben a kisiparosok, akik még mindig az áruk oroszlánrészét állították elő, alig tudtak versenyezni.
A cserekereskedelem nagyrészt eltűnt, mindenütt pénzérmékkel fizettek. Először nyert nagy jelentőséget a pénzkibocsátási politika. A bronzpénzeket a szenátus, az arany- és ezüstpénzeket a császár verette. I. sz. 64-ben először került sor az érmék leértékelésére. Traianus a dákok aranyából, amelyből állítólag 5 millió római fontnyit, azaz több mint 1600 tonnát zsákmányolt, hajtotta végre pénzreformját, de a rézérméket a réztartalom csökkentésével leértékelte. Hadrianus békepolitikája hosszú távon stabilizálta a monetáris rendszert, de már Marcus Aurelius alatt egyértelműen érzékelhetővé vált az infláció, az érmék értékének egyre nagyobb mértékű csökkenése. Ez a folyamat a 3. század második felében, a birodalom gazdasági és politikai válsága alatt érte el a csúcspontját. A nemesfémek kitermelése ekkor már nem volt elegendő a kereslet kielégítésére, megingott az arany és az ezüst közötti értékarány. A római bankrendszer kevéssé ismert. A pénz tranzakcióját esetenként „papíron” bonyolították le, hogy csökkentsék az érmék és nemesfémtömbök szállításának kockázatait. A határmenti provinciák jelentős külkereskedelmet bonyolítottak le, de a tartományok közötti kereskedelem volumene jóval nagyobb volt.

### A késő császárkor, a kereszténység elterjedése (3–5. század)

A Római Birodalom legnagyobb kiterjedése idején (117-ben)

Megbecsülni Itália ókori lakosságát nem könnyű feladat és az eredmények nagymértékben eltérnek egymástól. I. sz. 200 körül a Római Birodalomnak 46 millió lakosa lehetett, Rómának pedig legalább 700 000; más becslések viszont ennél jóval magasabbak, pl. az 1. század esetében a birodalomra 54 és 100 millió között mozognak, Róma városát illetően pedig pedig az 1,1 milliót is elérik. A 3. századra vonatkozóan 50-90 millió lakost becsülnek. Régebbi számítások szerint Itáliának 7-8 millió lakosa lehetett, amelyhez Szicília még 600 ezerrel, Szardínia pedig 500 ezerrel járult hozzá, de ez a szám i. sz. 500 körül 4 millió körülire, sőt 650-re 2,5 millióra csökkent.

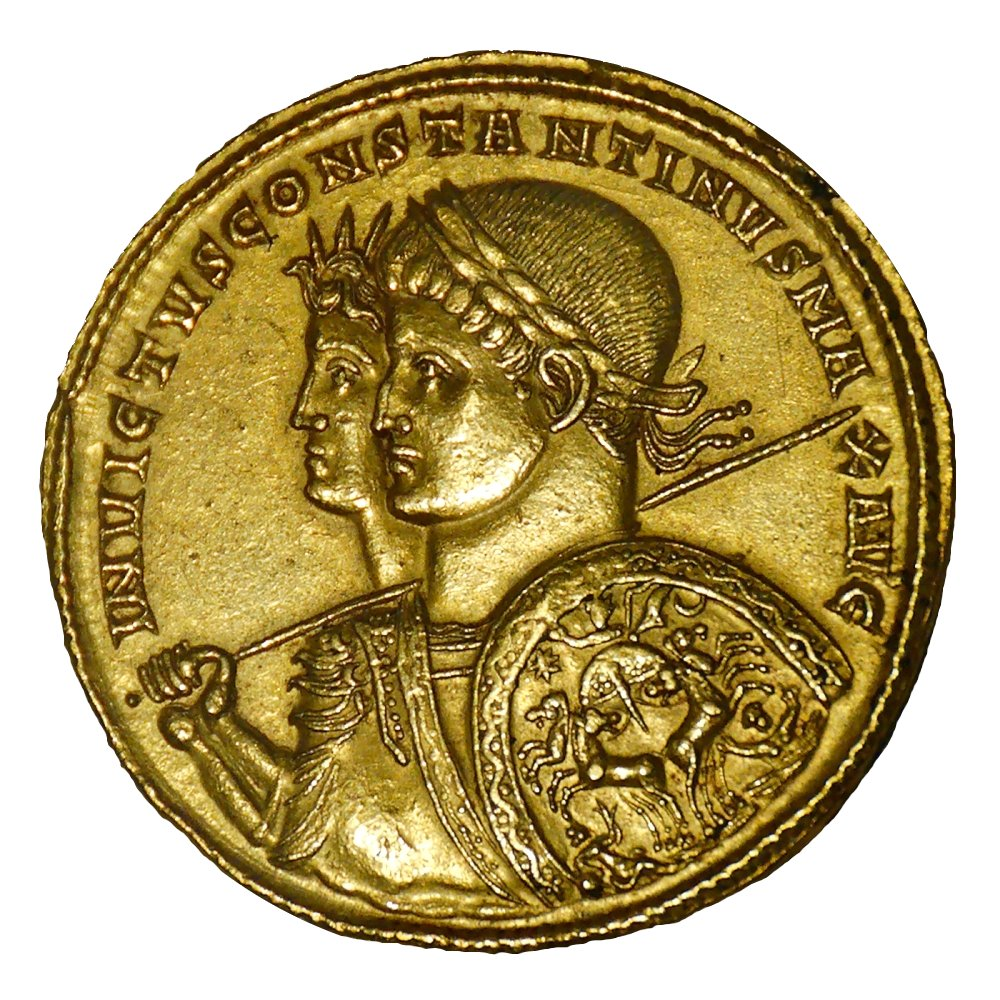
Nagy Konstantin aranypénze (saját arcképe mögött Sol Invictusszal)

212-ben a Constitutio Antoniniana kihirdetésével a birodalom minden polgára megkapta a római polgárjogot, és megszűnt Itália korábbi kivételezett helyzete. A birodalom 3. századi válságának során, amelyet a katonacsászárok, trónbitorlók színre lépése és a hadsereg egyre fokozódó befolyása jellemzett, Itália egyre inkább elvesztette a birodalom központjának szerepét, és ez a tendencia a válság leküzdése után is folytatódott. Megtörtént, amire évszázadok óta nem volt példa: ismét barbárok törtek be Itáliába, Rómát pedig fallal kellett körülvenni. A fosztogató germánok támadásait 259-ben Mediolanum (Milánó) alatt, 268-ban pedig a Garda-tónál verték vissza.

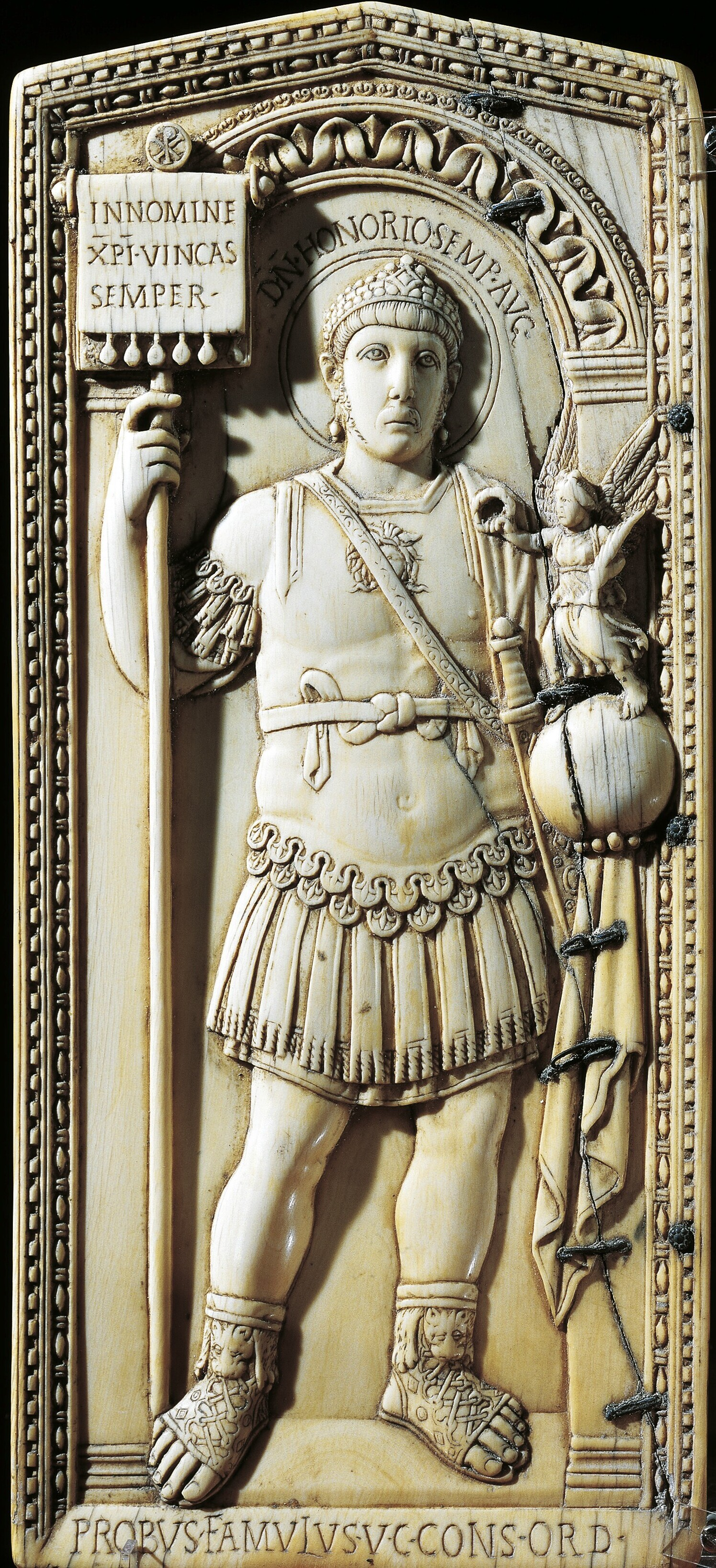
Honorius császár alakja consuli diptichonon

Diocletianus idején a birodalom többi részéhez hasonlóan az Itáliai-félszigetet is provinciákra osztották fel. A Dioecesis Italiciana a Praefactura praetorio Italia részét képezte, egy-egy vicarius székelt Mediolanumban és Rómában. A félsziget északi részén fekvő, Mediolanumból irányított regiones annonariae a császári udvar fenntartását, míg a Rómából irányított regiones suburbicariae Róma ellátását szolgálta. Ide tartoztak a szigetek is. Róma, amelyet a praefectus urbi (akinek politikai befolyása jóval túlnyúlt a városon) igazgatott, Nagy Konstantin alatt gyakorlatilag elveszítette császári székhelyi funkcióját.
A 3. századik üldöztetések (különösen Valerianus és Diocletianus idején) ellenére a kereszténység rohamosan terjedt és a 4. század első harmadára államvallássá erősödött; ezt a folyamatot Iulianus Apostata rövid pogány reneszánsza sem tudta feltartóztatni.
A 325-ös niceai zsinat után teológiai viták osztották meg az egyházat. A nyugati császár, Constans a niceai hitvallást fogadta el, míg a keleti II. Constantius az ariánusok pártjára állt. A megosztottság miatt Mediolanum és Róma elöljáróinak helyzete megváltozott. Ambrosius mediolanumi püspök jelentős befolyással bírt a császár udvarában, míg a római pápa fokozatosan elvesztette azt. Egyes császárok, mint I. Valentinianus nyíltan beavatkoztak a római püspökválasztásba. A klérus ekkorra mentesült az adók, valamint a katonai szolgálat alól, így végül külön társadalmi osztállyá vált.
A zsidók már az i. e. 2. században megjelentek Itáliában, de az első zsinagóga csak i. sz. 100 körül épült Ostiában. Az 1. században számuk 60 ezer körül lehetett, ebből 30-40 ezer Rómában. 300 körül az elvirai zsinat először ott tiltotta meg a zsidók és keresztények közötti házasságot, majd az 5. századi Codex Theodosianus ezt a tilalmat halálbüntetés terhe mellett az egész birodalomra kiterjesztette. Megszabták a zsidók öltözkédésének módját, tilos volt rabszolgákat tartaniuk (így nem lehetett latifundiumuk) és közhivatalt viselniük; 537-től különadót szedtek tőlük a hivatalok fenntartására.
Miután Nagy Konstantin 330-ban Konstantinápolyba helyezte át székhelyét, 395-ben pedig a birodalom két részre vált szét, Itália fontossága még inkább lecsökkent. A Nyugatrómai Birodalom hamarosan fel is bomlott a germán törzsek és a hunok nyomására megindult népvándorlás, a gazdaságilag fontos provinciák elvesztése, a császár által már nem ellenőrizhető hadvezetés és széttagolódó társadalom következtében.

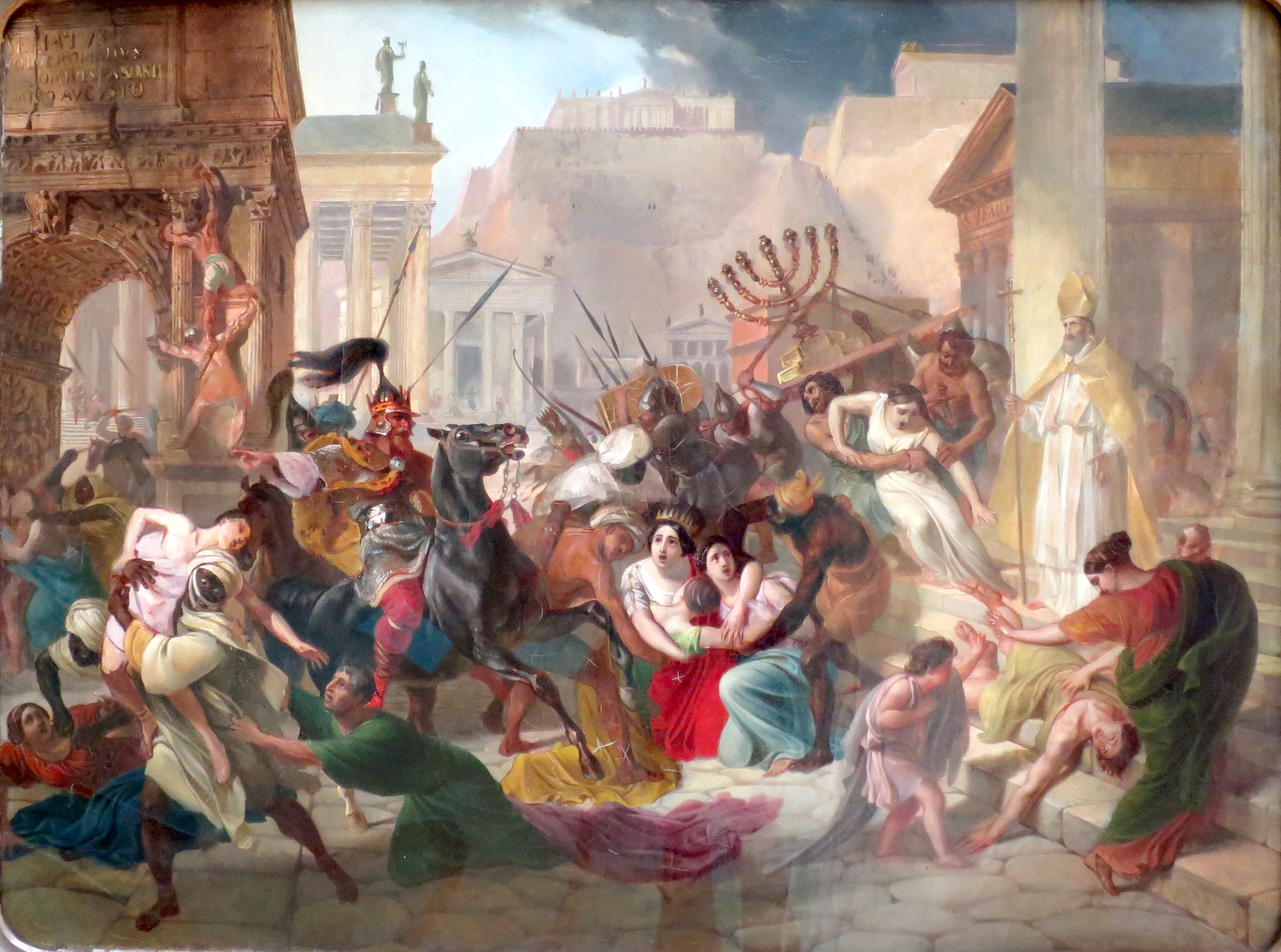
A vandálok kifosztják Rómát (Karl Brjullov képe)

401 novemberében Alarik germán vizigótjai (akiket a rómaiak az alánokhoz és hunokhoz hasonlóan a szkíták közé soroltak) először törtek be Itáliába. Aquileia, majd 402 márciusában a főváros, Mediolanum előtt azonban kudarcot vallottak. Honorius császár ezt követően a biztonságosabb Ravennába húzódott. Abban az évben a vereséget szenvedett gótok, Stilicho révén, kitakarodtak Itáliából. Később pedig szövetségesként nyerte meg őket Kelet-Róma ellen. Alarik a rajnai limes 406-os összeomlását követően ismét azzal fenyegetőzött, hogy bevonul Itáliába, amit Stilicho bukása után meg is tett. 410-ben Rómát kifosztották, de a gótok 412-ben átvonultak Galliába.
Honorius 423-ban bekövetkezett halála után a keleti császár határozta meg az itáliai politikát. A római püspököknek, különösen I. Leónak sikerült mind a nyugati, mind a keleti udvarban tekintélyt szerezniük; ez bebizonyosodott 452-ben is, amikor az Attila vezette hunok törtek be Itáliába. Három évvel később a vandálok kifosztották Rómát, és elfoglalták Szardíniát és Szicíliát. Néhány évig a germán származású Ricimer határozta meg a nyugati politikát, majd a Konstantinápoly által támogatott Iulius Nepos vette át a hatalmat. Őt 475-ben Orestes buktatta meg, aki fiát, Romulus Augustulust emelte császárrá, akit viszont 476 augusztusában Odoaker elűzött. Ez a pillanat jelentette formálisan is a Nyugatrómai Birodalom végét, Odoaker hivatalosan elismerte a keleti császár uralmát.

## Germán és bizánci uralom

### Odoaker, osztrogótok és a gót háború (476–568)

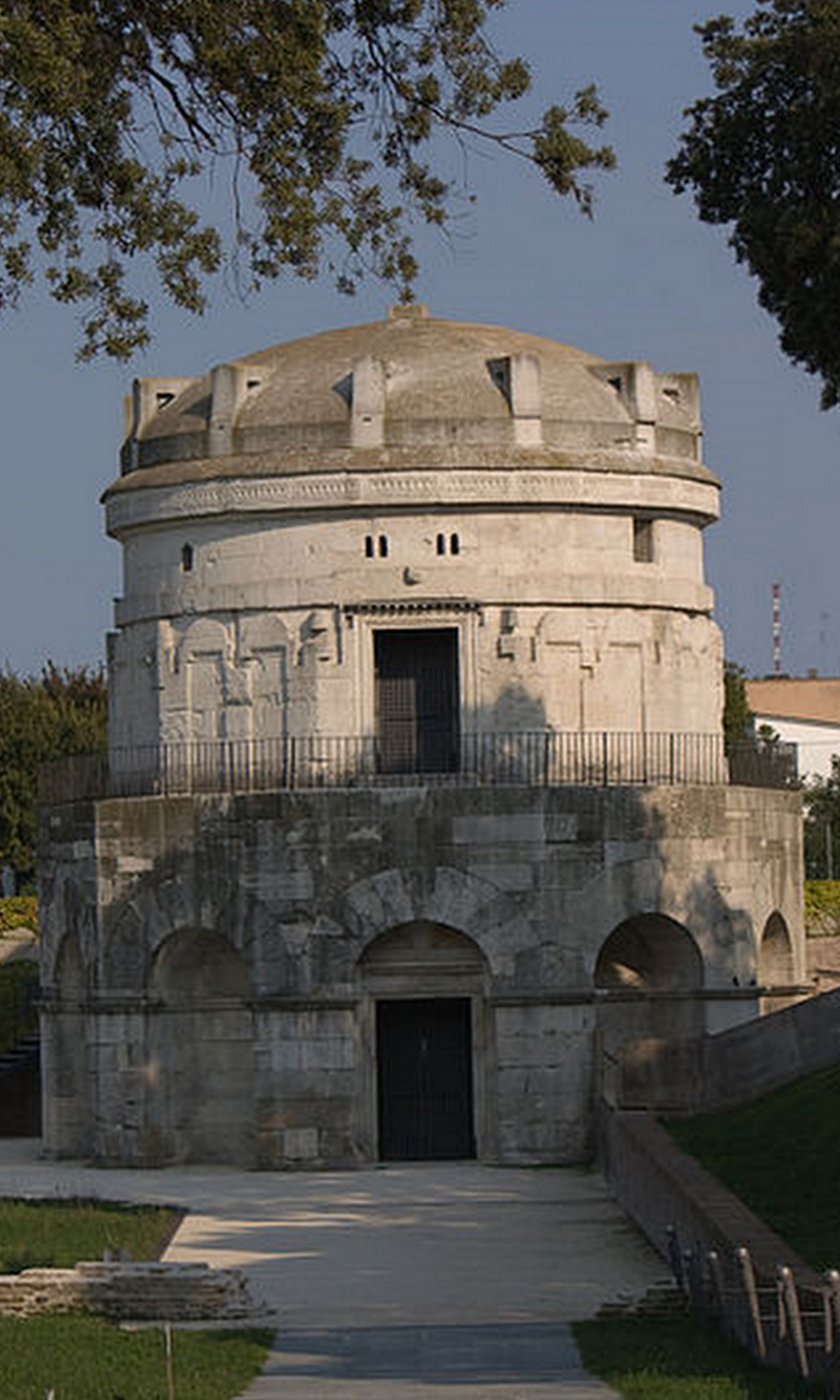
Teoderik sírja Ravennában

A késő császárkori szervezeti struktúrák 476 után is fennmaradtak. A Nyugatrómai Birodalom bukása után a félszigetet előbb Odoaker uralta rex Italiae-ként, majd 489-től (vagy 493-tól) az osztrogótok birodalmának központja volt, akik Teoderik vezetésével, Zénón keletrómai császár megbízásából betörtek Itáliába. Teoderik formálisan a császár nevében uralkodott és a polgári és katonai hatalmat etnikai elvek szerint választotta szét; előbbit a rómaiakra bízta, de a katonai hatalom és a földek birtokjoga a gótok kezében maradt. Az osztrogótok kiváltságos helyzete megakadályozta, hogy a római arisztokrácia összeolvadjon a gót nemességgel. A különállást tovább mélyítette, hogy a gótok ariánusok voltak és eretneknek tekintették az itáliai egyházat. Teoderik gyanakodott itáliai alattvalóira, az árulás gyanújába keveredett Symmachust kivégeztette, Laurentius ellenpápát bebörtönöztette. 519-ben rendeződött a Róma és Konstantinápoly közötti egyházszakadás és az idősödő gót király egyre inkább tartott attól hogy keletrómai szövetségesei elárulják. 526-os halálát követően lánya, Amalasuntha próbált kedvezni a rómaiaknak, de meggyilkolták és ez megfelelő indokot szolgáltatott Iusztinianosz császárnak a katonai beavatkozáshoz. 

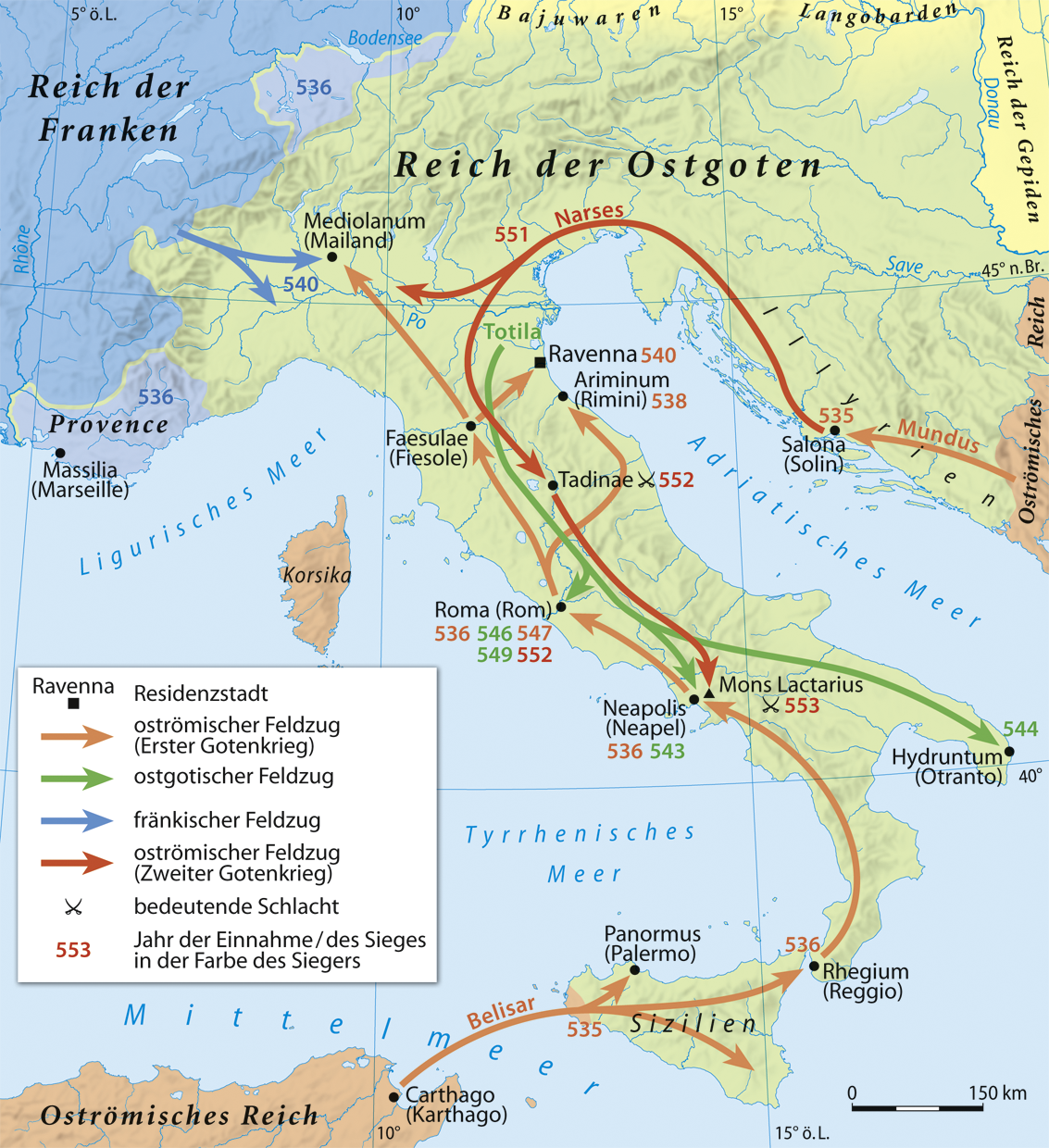
Iusztinianosz gót háborúja (535–554)

Elsőként Szicíliát szállták meg és az ottani közigazgatást közvetlenül Konstantinápoly alá rendelték. Az 535-553 közötti véres gót háborúban Belizar és Narszész hadvezérek meghódították egész Itáliát. Iusztinianosz feltett szándéka volt, hogy visszaállítja a Római Birodalmat (Renovatio imperii), de a háborúskodás következtében egész tartományok szegényedtek el. 554-ben átszervezték Itália közigazgatását, megszüntették a legtöbb szenátori tisztséget; a városi prefektus tisztsége azonban érintetlen maradt. Itália 554-ben hivatalosan is a Keletrómai Birodalom része lett, az utolsó gót erősségek pedig 562-re elestek. Alig néhány évvel később, 568-ban a longobárdok betörtek a félszigetre és nagy részét meghódították. Olaszországban ezt az időpontot tekintik az ókor végének, amikor is az állam egysége a következő 1300 évre felbomlott. A longobárdok országa hamarosan kisebb-nagyobb hercegségekre (dukátusokra) esett szét. A Konstantinápoly ellenőrzése alatt maradó területet területeket Maurikiosz császár idején (585 körül) a Ravennai Exarchátusba tömörítették. A Róma és Ravenna közötti területen kívül a déli részek, valamint Liguria, Veneto és Isztria partvidékei is bizánci uralom alatt maradtak, bár Liguria a 7. században a longobárdok kezére került.
I. Gergely pápa idején Szardínia megmaradt pogány lakosait erőszakosan (veréssel, bebörtönzéssel) térítették át a katolicizmusra. 710-ben arabok szállták meg Szardíniát, de a lakosság 778-ban kiűzte a megszállókat, és 821-ben visszaverték az utolsó támadásukat is. A szigeten négy judikátus, bírák által irányított független politikai entitás jött létre, amelyek közül az utolsó, az Arboreai Judikátus 1478-ig állt fenn. A tengerparti városok sok esetben elnéptelenedtek, ahogyan az egész Itáliában történt.
A gót háború, a bizánciak kíméletlen adószedése, a longobárd invázió, a kereskedelmi kapcsolatok megszakadása és a növekvő bizonytalanság a népesség drasztikus csökkenéséhez, a régi szenátori arisztokrácia eltűnéséhez, a városok zsugorodásához, a hatalmi központok regionalizálódásához és a mezőgazdaság térnyeréséhez (az ipar és kereskedelem kárára) vezetett. Megváltoztak a kereskedelmi útvonalak is, különösen miután az észak-afrikai partokat kb. 700-ra teljesen meghódították a muszlimok, így Itália elvesztette az itteni gabonaszállítmányokat, tengerparti városait pedig rendszeresen zaklatták a muszlim kalózok.

### Longobárdok és bizánciak (568–774)

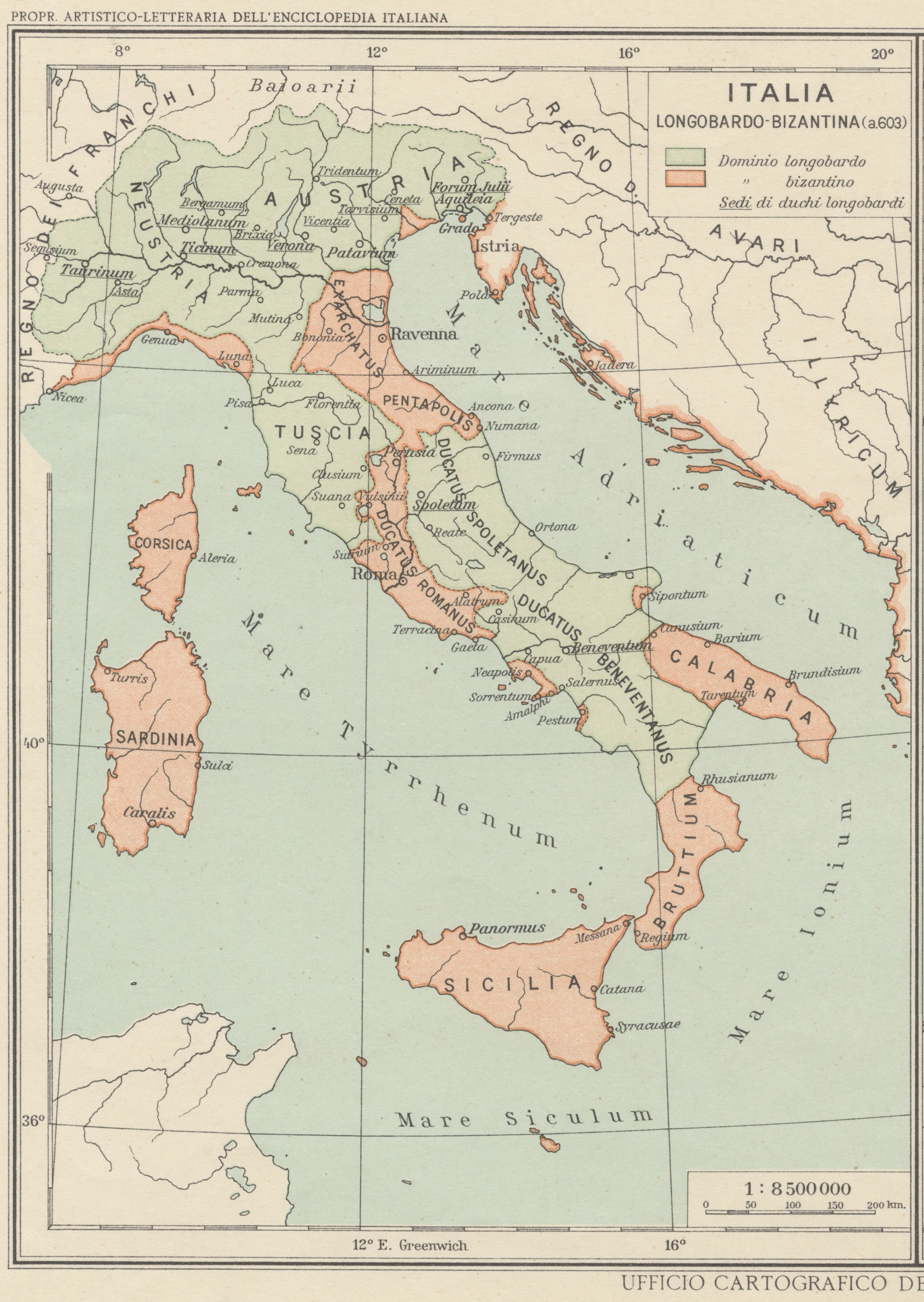
Itália 603-ban (kékkel a longobárd, rózsaszínnel a bizánci területek)

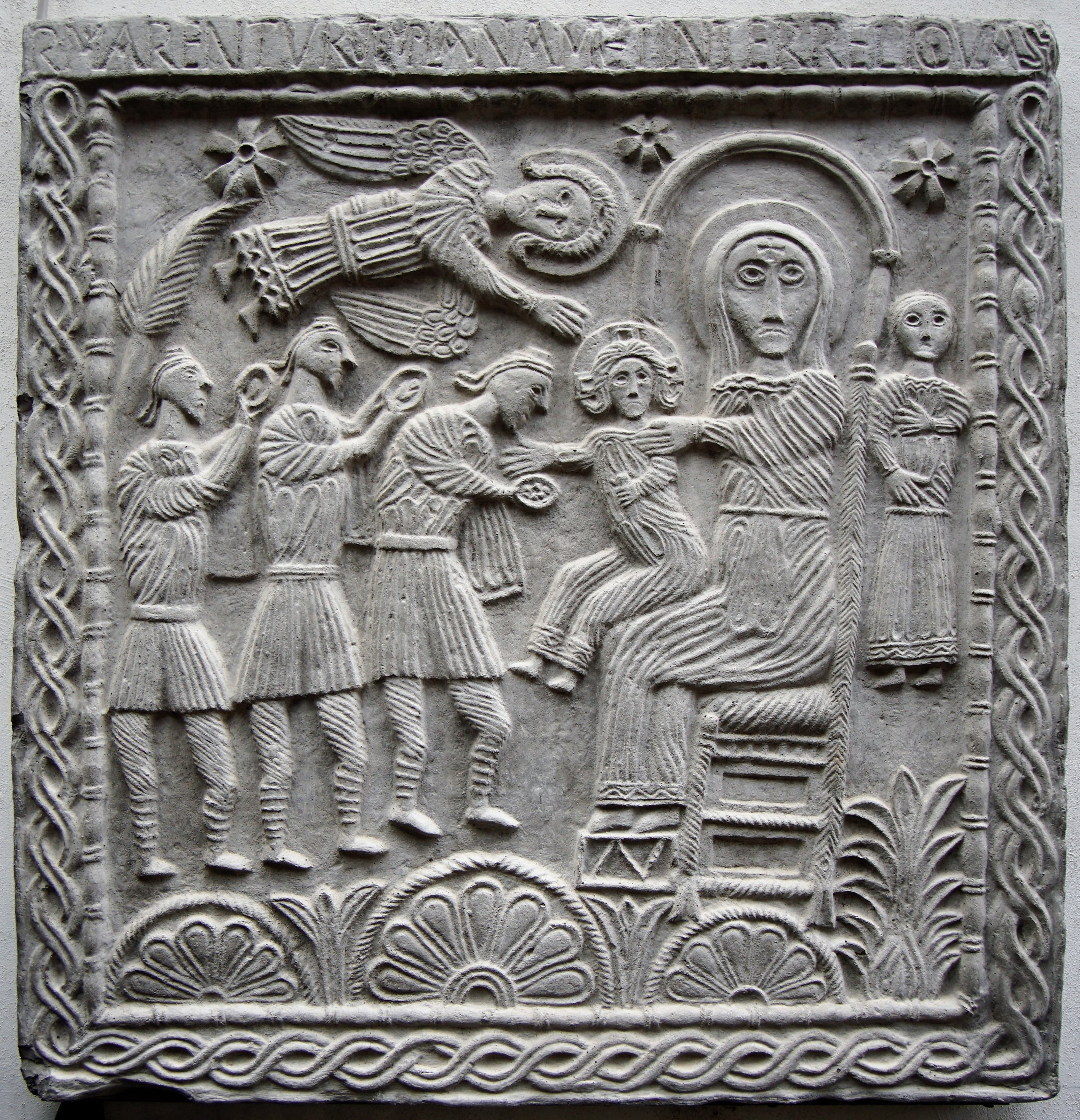
Longobárd-kori (kb. 740) oltár Cividale dómjában: Madonna Gyermekével

A Ravennai Exarchátusban a földbirtokos osztály egészét integrálták a katonai rendszerbe, a helyi milíciák pedig a bizánci hadsereget erősítették. Kialakult a katonai-politikai szerepű nemesség, mely helyenként gyakorlatilag független volt, másutt kevésbé. Róma környékén a helyi püspökhöz kötődött szorosabban, Ravenna környékén az exarchához, Velencében az arisztokrata klánokhoz, délen pedig a Bizánchoz kapcsolódó államapparátushoz. II. Kónsztasz császár 662-ben seregével átkelt Itáliába, hogy harcoljon a longobárdok és az arabok ellen; egészen 668-as meggyilkolásáig a szicíliai Siracusában tartózkodott, de tartós sikereket nem tudott elérni.
A longobárdok 574–576 között nem álltak egységes vezetés alatt, de a frankok elleni háború szükségessé tette a királyság intézményének újbóli bevezetését. Székhelyüket Paviában rendezték be, de épültek királyi paloták Veronában (580 után), Milánóban és végül Ravennában is. A Frank Birodalomtól eltérően a lombard királyok rezidenciákból (elsősorban a paviai palotából (palaceum), amely Rothari óta játszotta a székhely szerepét) uralkodtak, és nem utaztak állandóan, mint az Alpoktól északra még sokáig szokásos volt. Egy másik eltérés volt a Frank Birodalomhoz képest, hogy itt nem történt meg a római uralkodó osztályok összeolvadása a germánokkal, mivel az utóbbiak ariánusokként távol álltak a katolikus lakosságtól, és a hódítás korai szakaszában elkövetett erőszakos cselekményeikkel sok nemesi családot, különösen a szenátori nemességet bizánci területre űztek. 600 körül azonban I. Garibald bajor herceg lányának, Theodelinda királynének sikerült közelebb hoznia a hódítókat és az "őslakosokat". Ezt követően ariánus és katolikus királyok váltották egymást. Rothari király 643-ban törvénybe foglaltatta a longobárdok ítélkezési hagyományait. Eközben Benevento és Spoleto longobárd hercegeinek sikerült megőrizniük nagyfokú autonómiájukat.
Liutprand király (712–744) egyesítette a longobárdokat, és folytatta a Bizánc elleni harcot. Ekorra a germánok többsége áttért a katolikus hitre és a római arisztokráciával összeolvadva egységes uralkodó osztályt hoztak létre. Aistulf király 750-es ediktuma már nem etnikai vagy vallási hovatartozás szerint tett különbséget, hanem a lakosságot vagyonuk és felszereltségük szerint különböző katonai kategóriákba osztotta. 751-ben sikerült meghódítania Ravennát.
A II. István pápával szövetséges Pippin frank király 756-ban Pavia alá vonult, és arra kényszerítette Aistulfot, hogy ismerje el fennhatóságát és engedje át Ravenna exarchátusát, amelyet Pippin átadott a pápának (pippini adomány), és átvette a Róma városa feletti védnökséget. Az Itáliai-félszigeten kialakult az északi Longobárd Királyság és a pápa világi uralma alatt álló Dél-Itália (Patrimonium Petri) kettőssége, és ez a helyzet hosszabb időre stabilizálódott, mivel Bizánc az avarok és az arabok fenyegetése miatt kb. 650 óta csak alkalmanként avatkozhatott be nyugaton.

## A Frank Birodalom részeként (774–951)

### Frank hódítás
Itália a kora középkorban politikailag továbbra is megosztott maradt, és több alkalommal került sor kisebb-nagyobb villongásokra. A longobárdok 751-ben elfoglalták Ravennát, és 750 körül megtiltottak minden kereskedelmet a bizánciakkal. A lombard fenyegetés miatt a pápa a frankok segítségét kérte. Pippin király elfoglalta Ravennát, amelyet azonban a pápa magának követelt. Hasonló vitákra került sor Desiderius királlyal is, így Pippin fia és utódja, Nagy Károly 774-ben elfoglalta Paviát és meghódította a Longobárd Királyságot. Károly a korábbi bizánci területeket a pápának adta át, és így konfliktusba került Konstantinápollyal. Miután a pápa 800-ban császárrá koronázta Károlyt, a a két birodalom között beállt a hadiállapot, amely egészen 812-ig tartott. A spoletói hercegséget a Frank Birodalomhoz csatolták, a beneventói hercegséget azonban nem.
Károly Itáliát grófságokra és őrgrófságokra osztotta fel, amelyek élére frank nemeseket ültetett. Az apátságok és püspökök kiváltságokat kaptak, a császár többek között földesúri jogokkal ruházta fel őket. A longobárdokat arimanni (a királynak közvetlenül alárendelt szabad harcos) státuszban vették fel a frank hadseregbe. Megtartották kiváltságos helyzetüket, különösen a püspökségekben, és a frank nemességgel azonos jogokat élveztek. Bár a 9. század közepétől kezdve a longobárd nyelv használata fokozatosan eltűnt, különálló identitásuk megmaradt, egykori királyságuk területét ma is Lombardiának hívják (a „rómaiak” fennhatósága alatt maradt Ravennai Exarchátus területét pedig Romagnának). A Karoling reneszánsznak köszönhetően átmenetileg Észak-Itáliában is fejlődésnek indult a római hagyományokra támaszkodó művészet és tudomány.

### Regnum Italicum, külső támadások

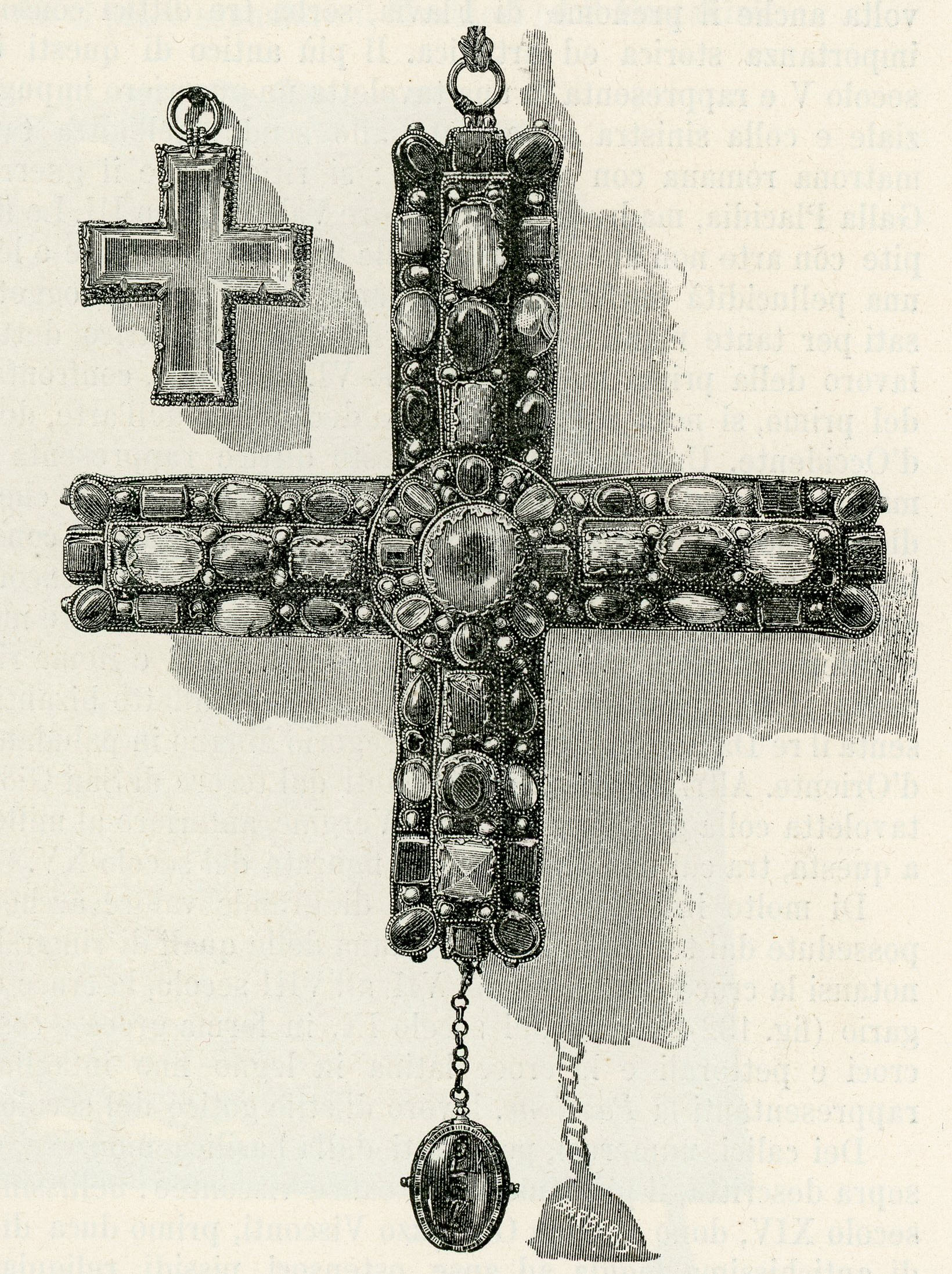
I. Berengár itáliai király mellkeresztje

Jámbor Lajos 840-es halála után a Frank Birodalmat felosztották, és a Regnum Italicum nagyobb fokú autonómiát kapott. Az Itáliát megöröklő II. Lajos (844–875) az országában tett körútjai során évente legalább egyszer meglátogatta Paviát és összehívta a főurak tanácsát. A főváros környékén, két-három napi járásra voltak a palotái, ahol az okleveleket is kiállították. Januártól áprilisig az udvar rendszerint Mantovában töltötte a telet. Az udvar legtöbbször a Pó völgyében utazott, csak ritkán jutott el Toszkánába vagy akár Spoletóba; az ilyen utazásokat római látogatással kötötték össze. Bár Lajos 866 és 872 között folyamatosan Rómától délre tartózkodott, ez nem veszélyeztette uralmát északon.
Lajos külpolitikája elsősorban az arab Aghlabidák ellen irányult, akik 827-től kezdve fokozatosan meghódították Szicíliát, és hamarosan Dél-Itáliában is megtelepedtek. A szigetet 902-re sikerült teljesen uralmuk alá vetniük, és székhelyét Siracusából Palermóba helyezték át. 843-ban arab emirátust hoztak létre Bariban, de vereséget szenvedtek Lajostól. Ezt követően Bizánc visszahódította Apuliát, sőt Beneventóban is visszanyerte korábbi befolyását. A függetlenedő Nápolyi Hercegség Nápoly, Amalfi és Gaeta városállamokra esett szét.
Az északkelet felől érkező kalandozó magyarok 899-től kezdve olyan rendszeresen fosztogattak Itáliában, hogy útvonalukat strata Hungarorumnak nevezték. Fegyveres erejüket a viszálykodó államok zsoldosként is felhasználták. 922-ben egészen Apuliáig jutottak, 924-ben pedig Berengár szövetségeseként kirabolták Pavia városát, felgyújtották a királyi palotát, III. János püspököt pedig megölték. Betöréseik csak 955 után értek véget, miután súlyos vereséget szenvedtek (Augsburgi csata), majd felvették a kereszténységet. Olaszországban a magyar „kalandozásokat” a barbárok utolsó inváziójának és a népvándorlás lezárásának tekintik.

### Feudalizáció, az első független városok
Északon a frank földbirtokokból hatalmas családi uradalmak alakultak ki, de emellett a püspökségek is jelentős regionális hatalomra tettek szert, új hatalmi központok alakultak ki. Az itáliai koronáért küzdő frank főurak burgundiai szövetségeseiket és a birodalom más nemeseit is bevonták háborúikba. Előbb Spoletói Guidó és Friuli I. Berengár volt a legesélyesebb jelölt, majd 926 és 941 között Arles-i Hugó szerezte meg a koronát. Végül 951-ben I. Ottó császár magához ragadta II. Berengártól az Észak-Itália fölötti uralmat.
A feudális nagybirtokok mellett létrejöttek az első „városállamok”, mint Róma, amelyet Theophilactus szenátor és családja irányított, valamint Velence, amely bár ekkor még formálisan Bizánc vazallusa volt, a dózsecsaládok irányításával önálló külpolitikát folytatott. A Pactum Lotharii szerződésben I. Lothár császár messzemenő kereskedelmi jogokat biztosított Velencének. Ugyanakkor a lagúnák városának többször is vissza kellett vernie a frankok, szlávok (846 körül), arabok (875) és magyarok (899-900) támadásait.

## A Német-római Birodalomban (951-től)

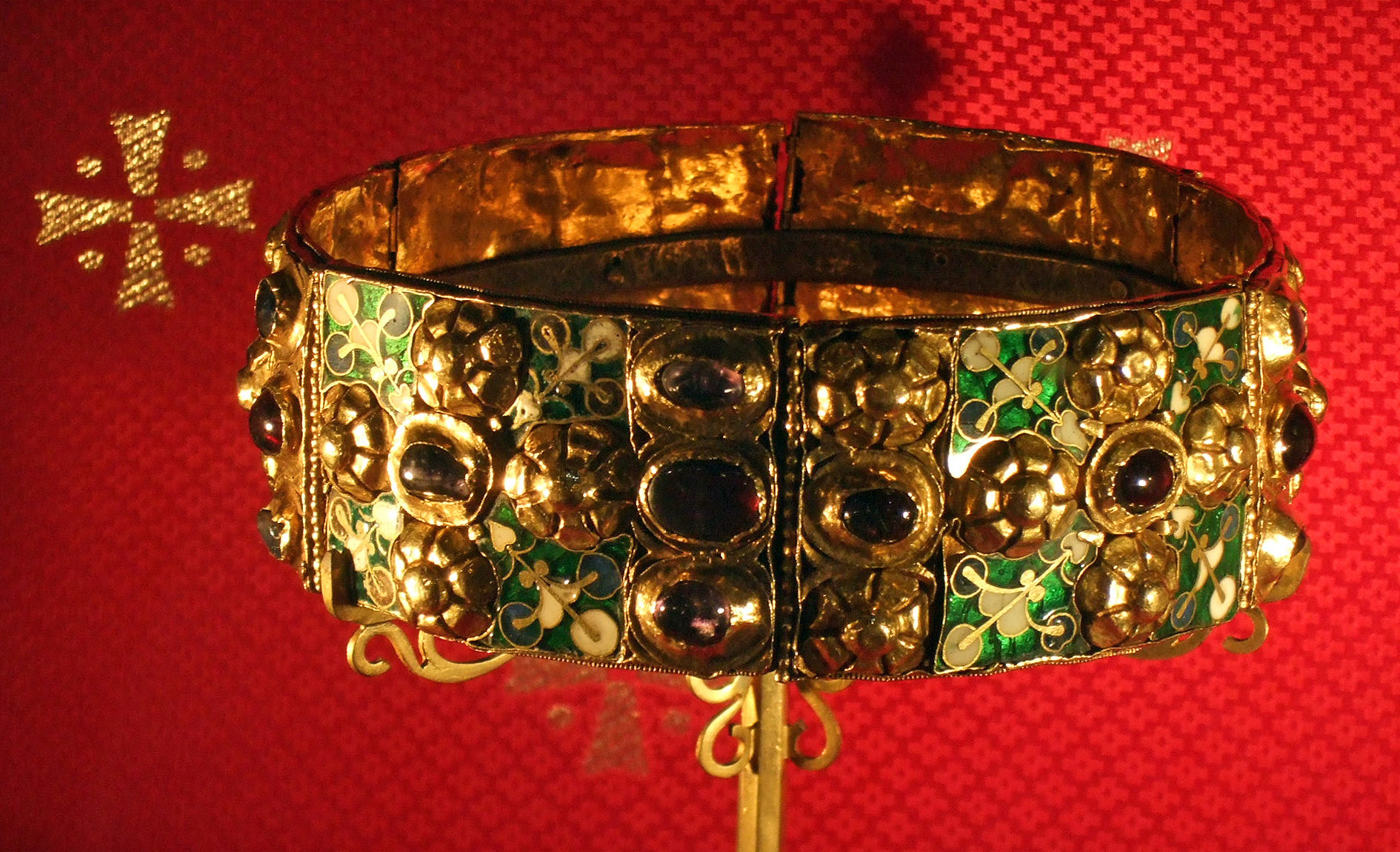
A lombard Vaskorona, az Itáliai Királyság jelképe

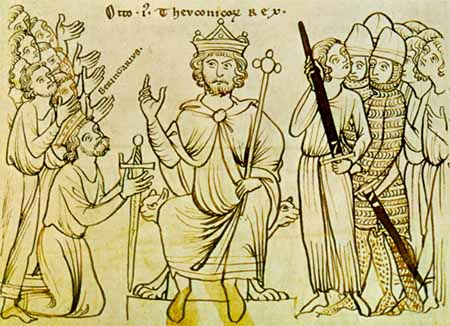
I. Ottó császár (középen) fogadja Berengár (balra) behódolását

951-ben I. Ottó feleségül vette II. Lothár özvegyét, Adelheidet, ezáltal uralma alá került Észak-Itália, valamint Közép-Itália egyes részei és összekötötte ezen régió sorsát az általa megteremtett Német-római Birodalommal. Birodalomépítéséből csak Velence maradt ki (ő a Longobárd Királyságnak sem volt a része), amely a 14. századtól (különösen 1405-től) terjeszkedni kezdett Észak-Itália keleti és középső részén.
Az Ottók a birodalomban sikeresnek bizonyult, püspökségeket megerősítő egyházpolitikát folytatták Itáliában is. II. Ottó és Theophanu hercegnő házasságával rendeződött a Dél-Itália hovatartozása miatt Bizánccal fennálló konfliktus, ám a császár 982-ben a Colonna-foknál súlyos vereséget szenvedett a szaracénoktól. Fia, az idealista III. Ottó 983-ban követte őt a trónon. Ő Rómát, a császári koronázások helyszínét akarta birodalma fővárosává tenni, vissza akarta állítani a Római Birodalmat, de korai halála miatt nagyratörő tervei nem valósulhattak meg.
A császárok itáliai uralmának biztosítása érdekében rendszeresek voltak a "római utak" (többnyire a pápa általi megkoronázásához kapcsolódóan), de gyakran volt szükség hadjáratokra is. Az uralkodókat többnyire előbb a longobárd vaskoronával Itália királyává koronázták és csak ezt követően került sor a császári felavatásra.

## Bizánciak (1071-ig) és arabok (827–1091)

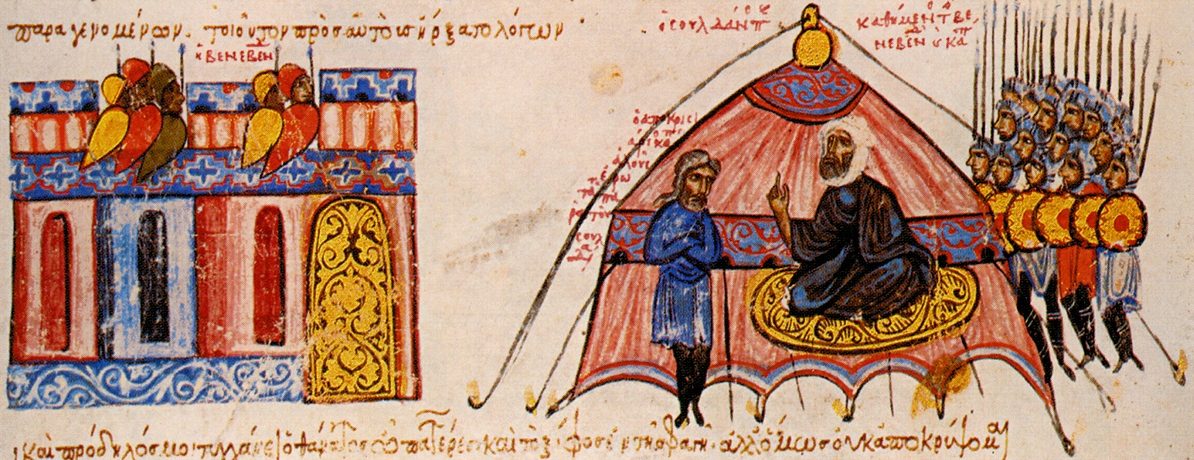
Soldanos (Mofareg ibn Szálem), Bari emírje a bizánci küldöttel tárgyal (1070-es ábrázolás)

Dél-Itália a 11. századig részben bizánci vagy lombard uralom alatt maradt (Beneventói, Capuai, Salernói hercegségek). A Szicíliát valamint (847 és 871 között) Bari környékét uraló arabok támadásai ellen védekezve a lombard hercegek normann zsoldosokat béreltek fel, akik aztán később egész Dél-Itáliát meghódították, beleértve megbízóik fejedelemségeit is, és a korábbi lombard, arab és bizánci területeken 1130-ban megalapították a Szicíliai Királyságot.
A muszlim flották már 668-ban és 703-ban is megtámadták Siracusát, de az araboknak nem sikerült tartósan megtelepedniük a szigeten. 827-ben azonban Eufémiosz admirális legyőzte Szicília bizánci kormányzóját, hogy elkerülje a letartóztatást, és császárrá nyilvánította magát. Segítségül hívta a tuniszi Aglabidákat (akinek emirátusa 800-ban vált függetlenné), akik Aszad ibn al-Furát vezetésével Lilybaeumban (Marsala) szálltak partra. Hosszadalmas harcok után 831-ben elesett Palermo, majd meghódították a dél-itáliai Tarantót (841-880 között volt arab fennhatóság alatt), utána pedig Barit. 846-ban megtámadták Rómát (ezután fallal vették körül a Szent Péter-templomot), 875-ben pedig Velencét és Aquileiát. Szicíliában 857-ben Cefalù, 859-ben Enna, 878-ban Siracusa és végül 902-ben Taormina került iszlám fennhatóság alá. 880 és 915 között az arabok a Nápolytól északra fekvő Agropoliba fészkelték be magukat, 900-ban pedig a calabriai Reggiót pusztították el. Bizánc 965-ben visszafoglalta Taorminát, de 983-ban ismét elvesztette.
871-ben II. Lajos, II. Lothár, Bizánc és Velence segítségével, valamint horvát és dalmát segédcsapatokkal visszafoglalta Barit. Az Aglabidák 20 ezres sereggel támadtak Calabriára és Campaniára, de Lajos 873-ban Capuánál legyőzte őket. 876-ban Bari behódolt Bizáncnak, amelynek 880-ban sikerült visszavennie Tarantót is. Mindazonáltal a dél-itáliai muszlimok terjeszkedési lendülete 915-ig nem lankadt.
Az arabok nemcsak hódítóként és fosztogatóként léptek fel (gyakran a dél-itáliai hatalmak zsoldosaiként), hanem új öntözési technikákat, terményeket is hoztak magukkal. Meghonosították Szicílián a citromot, a narancsot, a datolyát, de a gyapot, a pisztácia és a dinnye termesztése is előtérbe került A sziget fő exportpiacai immár délre kerültek. Palermo lakosságszámban megelőzte Siracusát. Az Aglabidák utódai, a Fatimidák 948-ban Hasszán al-Kalbi emírt nevezték ki Szicíliába, aki megalapította a Kalbita dinasztiát. 982-ben Calabriában vereséget mértek II. Ottó császárra. 1030 belviszályok gyengítették a dinasztiát és Bizánc ezt kihasználva Geórgiosz Maniakész vezetésével hadsereget küldött Szicíliába. 1038-ban elfoglalták Messinát, 1040-ben pedig Siracusát, de 1043-ra ismét vissza kellett vonulniuk.
1063-ban egy pisai flotta támadást intézett a Szicíliai Emirátus ellen, de véglegesen csak a normannoknak sikerült meghódítaniuk a szigetet kemény harcok árán, 1061 és 1091 között. Catania 1071-ben, Palermo 1072-ben esett el. Ezt követően elfoglalták a lombard hercegségeket és és kiűzték a bizánciakat is, akiknek utolsó városa, Bari 1071-ben esett el. Még Dél-Itália teljes hódítása előtt a normannok megpróbálkoztak Bizánc balkáni területeinek elcsatolásával is. Bizáncnak így nyugaton a normannok, keleten pedig a török szeldzsukok ellen kellett védekeznie. Ebben a helyzetben Velence I. Alexiosz császárt támogatta hadiflottájával, cserébe pedig olyan kereskedelmi kiváltságokat kapott, amelyek 1082-től minden vám alól mentesítették kereskedőit.

## A középkori Itália gazdasága és kereskedelme

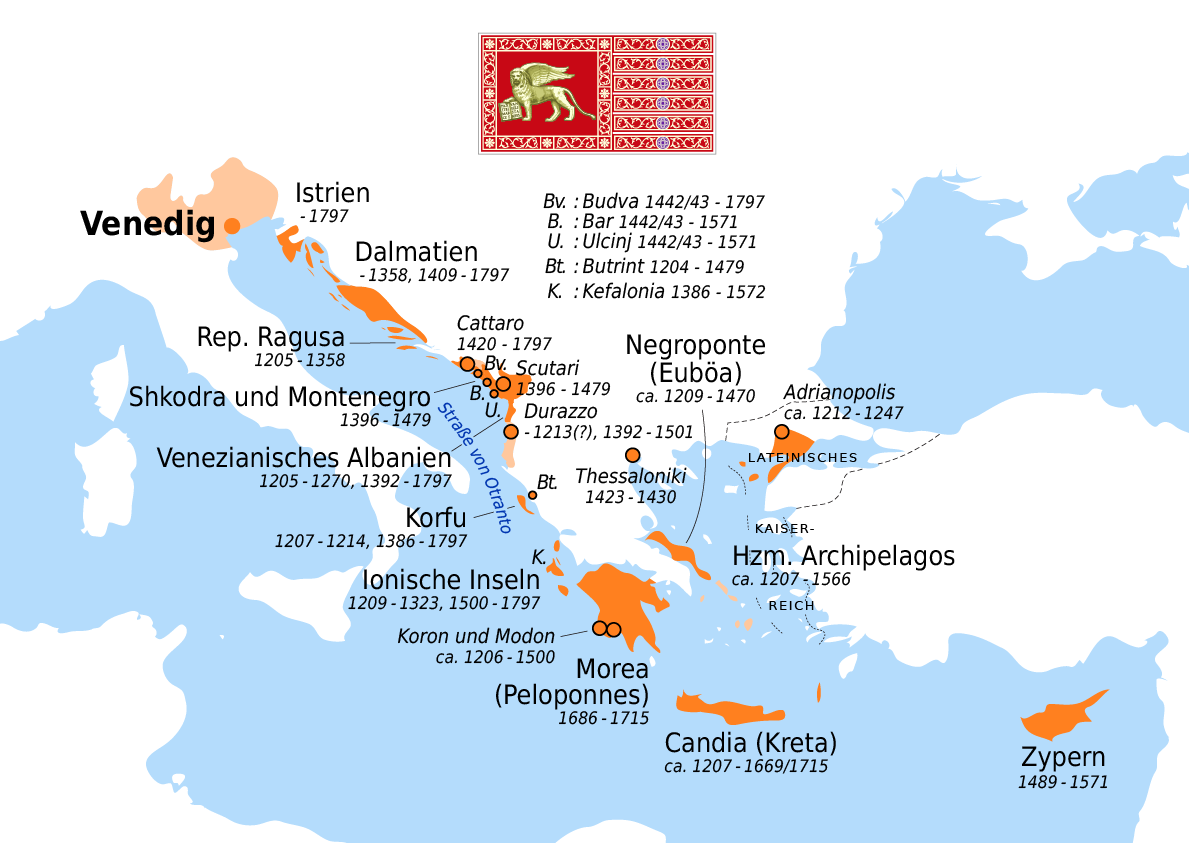
Velence birodalma

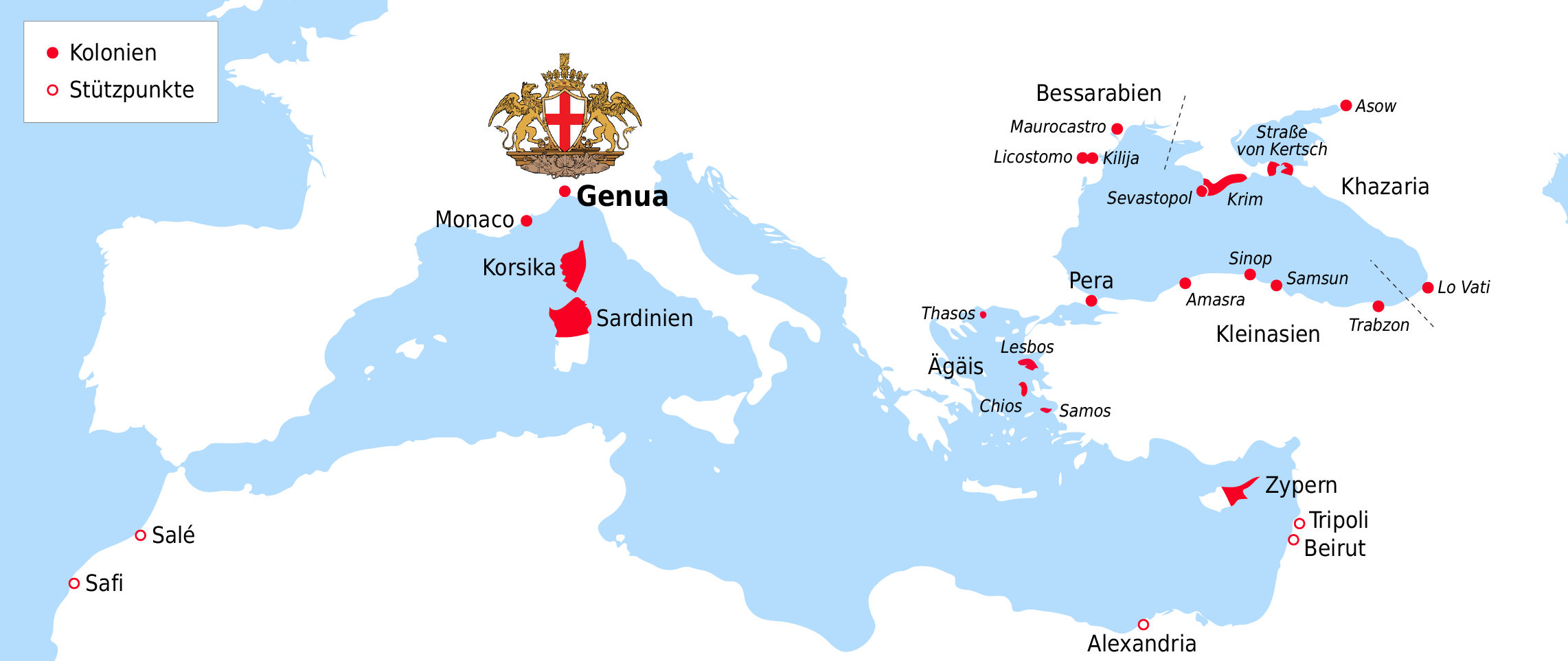
Genova gyarmatai

1000 körül javultak a gazdasági körülmények, fejlődött a kereskedelem, növekedett a termelés. Kedvezőbbé vált éghajlat, visszaszorultak a járványok (pl. a malária), másrészt véget értek, vagy legalább csökkentek a keleti (szlávok, magyarok) és déli (arabok, berberek) portyázó betörések. Itália népessége ismét növekedni kezdett; míg 650 körüli 2 millióan élhettek a félszigeten, a 11. század végére már 5 milliósra, a 14. század végére pedig 10 millió körülire becslik a lakosságot.
A népességnövekedésnek köszönhetően új földeket művelhettek meg, új falvakat, birtokokat alapítottak; ez a folyamat a 12. században érte el a csúcspontját. Exportra citrusféléket, olajbogyót, gyapotot, selymet termeltek. Fő felvevőpiacaik kezdetben a muszlim országokban és a Bizánci Birodalomban voltak, ami a dél-itáliai városoknak, például Amalfinak, majd Salernónak, Gaetának, Barinak, valamint Szicília városainak kedvezett. Az egész Földközi-tengeren kereskedtek fával, rabszolgákkal, vassal, rézzel, amiért fűszereket, bort, luxuscikkeket, festékeket, elefántcsontot és műalkotásokat vásároltak.
A Bizánccal és a muszlimokkal szoros kapcsolatokat ápoló Velence a 10. századtól nem csak kereskedelmi, hanem tengeri hatalomként is színre léphetett. Genovának és Pisának a Tirrén-tengeren jóval nehezebb dolga volt, de 1100 körülre ők is kiépítették kereskedőbirodalmukat. Ez a három, hamarosan dominánssá váló tengeri hatalom készséggel vezetett be olyan technikai újdonságokat, mint az iránytű és a portolántérkép, de a nagyobb rakodótér érdekében új hajókat fejlesztettek ki, képezték a kereskedők új nemzedékét, hajózási technikáikkal lerövidítették a téli hajózási szünetet.
Az itáliai kereskedők szállították a zarándokokat és keresztes hadakat a Szentföldre, amellyel szintén hatalmas profitra tettek szert. A genovaiaknak és a velenceieknek sikerült olyan kiváltságokat kikényszeríteniük, amellyel nagyrészt kiiktatták a bizánci konkurenciát, és rátették a kezüket a Konstantinápolyba és az Ázsiába irányuló kereskedelemre. A két állam kereskedőállomások láncolatát hozta létre a Földközi-tenger (sőt a Fekete-tenger) teljes keleti medencéjében, amelyeket valóságos gyarmatbirodalommá bővítettek. Emellett számos városban tartottak fenn kereskedőkolóniákat, amelyek különböző mértékű autonómiával rendelkeztek.
A virágzó keleti kereskedelem mellé kiépítették a nyugati és északi hálózatot is, hogy áruik számára piacokat, kézműveseiknek nyersanyagot szerezzenek. Olasz kereskedőkolóniákat alapítottak Provence, Katalónia és Kasztília városaiban, a Rajna-vidéken, Flandriában és Angliában is. Hálózatuk nem csak az áruk, hanem az információk gyors cseréjét is lehetővé tette és ők elégítették ki a királyi udvarok (sőt a pápa) luxusigényeit.

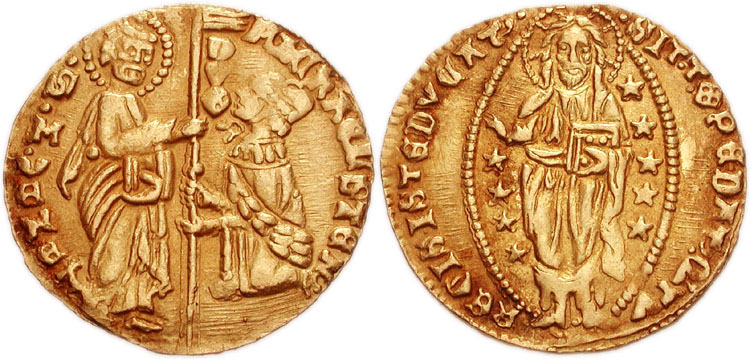
Velencei aranydukát (1400)

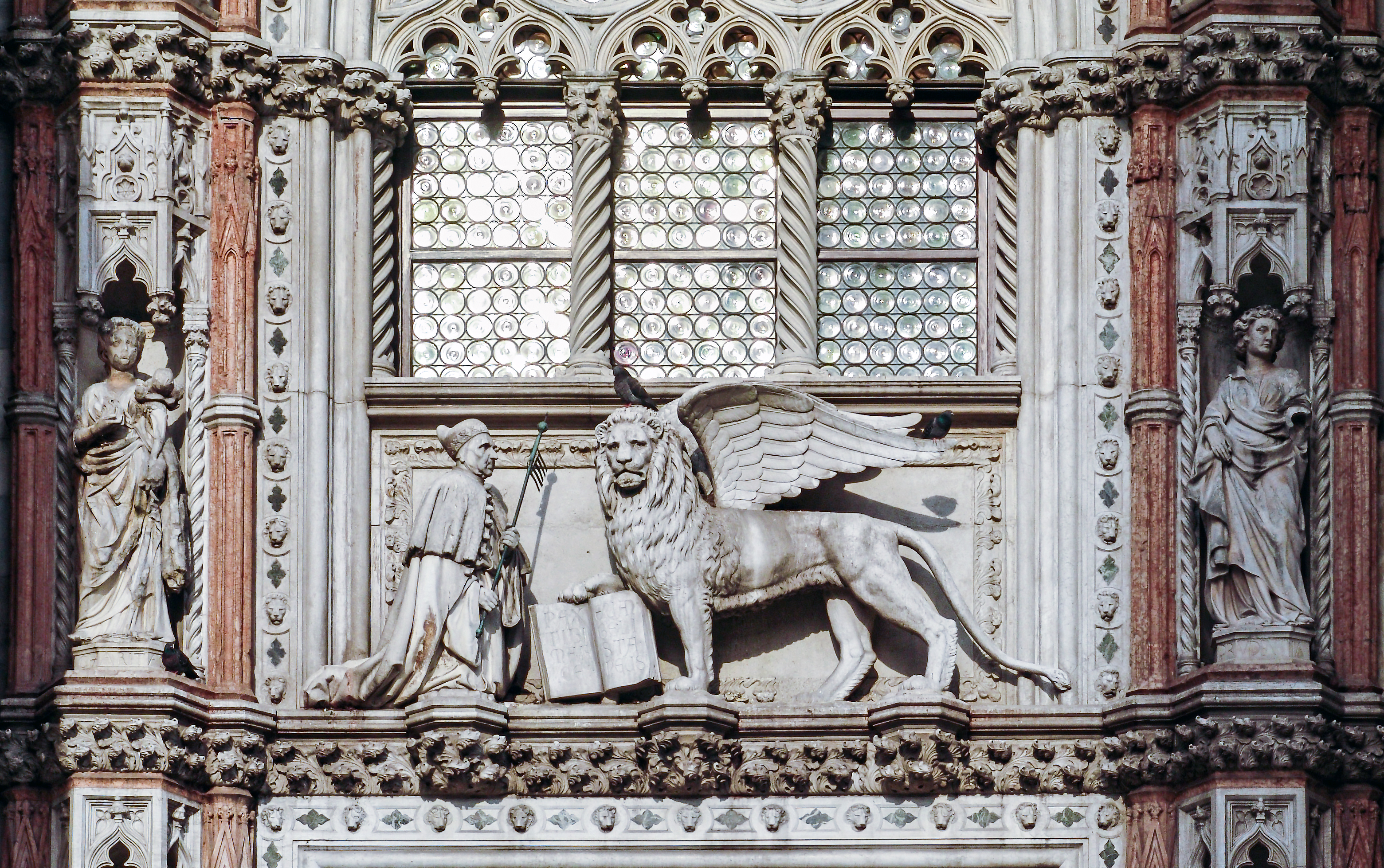
Velencei dózse és a város jelképe, a szárnyas oroszlán a velencei Dózsepalotán

Ezt a „kereskedelmi forradalmat” részben Itália kedvező földrajzi helyzete, részben a gazdaságilag fejlettebb szomszédokkal való szoros kapcsolatai, részben pedig a városi hagyományok folytonossága tette lehetővé. Az itáliai városok képesek voltak nagymértékben függetleníteni magukat az uralkodóktól, sőt a földbirtokosokat arra késztették, hogy ők is a városba költözzenek. A gazdaság alapját már nem a mezőgazdaság, hanem a kereskedelem, a pénzforgalom, a vállalkozások alkották. A városok népessége a 11. század és a 14. század eleje között kb. ötszörösére vagy hatszorosára duzzadt, nagyrészt a vidékről beáramló embereknek köszönhetően. A gazdasági forradalom urbánus forradalommal járt együtt.
A társadalom felső osztálya nagykereskedőkből, ház- és földbirtokosokból állt. Tőkéjüket többnyire kereskedelmi utakba és hajóépítésbe fektették, de elvárták tőlük, hogy gondoskodjanak a szegények gabona- és kenyérellátásáról. A hajók rakománya általában egy vagy több befektető tulajdonában volt, akik szerződést kötöttek a hajóskapitánnyal. A megnövekedett pénzforgalom hamarosan maga után vonta a banki és váltóügyletek fejlődését: mind a kis volumenű, helyi hitelekét, mind a hosszú távú kereskedelmi hitelekét. Utóbbiakat Velencében inkább az állami szervezte, míg Genovában magántársaságok kezében voltak. Európa többi részéhez képest jóval hamarabb kialakultak azok a módszerek, amelyekkel el lehetett kerülni a pénzérmék szállításának és tárolásának kockázatait és pénzátváltás veszteségeit. Mivel a Biblia tiltotta az uzsorát, a kamatot rejtetten, váltókon keresztül fizették. A 12. és 13. századtól kezdve a kereskedők nagyobb társaságokba (compagnie) tömörültek, amelyek családi cégekből alakultak ki, és fióktelepeket hoztak létre. Velencében a fivéreket automatikusan egyazon kereskedelmi társaság tagjainak tekintették.
A kézműipar és a kereskedelem nehezen elválasztható egységbe forrt. A kézművesek többnyire műhelyekben (bottega) dolgoztak és tevékenységük csak ritkán öltött ipari méreteket. Egészen más volt a helyzet a bányákban, a hajógyártásban és a textiliparban. A 12. századig Calabria és Szicília volt a selyemtermelés központja, a 13. századtól Toszkána és Emilia, majd Lucca és Bologna.
A jelentős pénzforgalom miatt már korán bevezették az ezüst mellett az aranypénzek verését. Először a dél-itáliai városok vették át a muszlim országok aranypénzét, a tarit. A 13. század közepétől Firenze és Genova, majd a század végén Velence is saját aranypénzt vert és az árfolyammanipulációkkal jelentős többletjövedelemre tehettek szert. Így például Firenze bevezetett egy belső használatú ezüstvalutát és egy stabil árfolyamú, a külkereskedelemben alkalmazott aranyvalutát. Ezáltal a stabil külső bevételek mellett csökkenthették a béreket, anélkül hogy a munkások zúgolódtak volna.
Dél-Itália más úton fejlődött. A 11. században az ottani városok is a kereskedelmi forradalom küszöbén álltak, de a normann uralom erőteljes feudalizálódást hozott magával. A nagybirtokos nemesség (a normannok, de később a Hohenstaufenek, az Anjouk vagy a spanyolok is) elsősorban a búzaexportból szerzett jövedelemből finanszírozták háborúskodásaikat, így a gabonatermelés egyre nagyobb területeket foglalt el. A városi közösségeket keményen adóztatták és elfojtották az önszerveződési próbálkozásokat. A kézművesek és kereskedők céhei, társulatai is csak kisebb szerepet játszottak. Ez vezetett ahhoz, hogy Észak-Itália főleg a nyersanyagok – mint például a bor, az olaj, a sajt, a fa, a só, a szarvasmarha, hal stb. – forrásaként tekintett a Délre. A 12. században Genova, Firenze, Pisa és Velence kereskedői nagy számban telepedtek le a déli kikötővárosokban. A Hohenstaufen-dinasztia kihalása (1268) után a firenzeiek különösen az Anjou-királyságot, a pisaiak pedig az aragóniai Szicíliát uralták. A 14. században a katalán kereskedők csatlakoztak hozzájuk, akik szintén hozzájárultak a tőke elvándorlásához és a déli befektetések hiányához. Hiába próbálták a Hohenstaufenek előmozdítani a bányászatot, a cukortermelést, a kézművességet; hiába bővítették az Anjouk az úthálózatokat, alapították új városokat; a helyzeten csak enyhíteni voltak képesek. A kormányzati befektetésekből egyes kikötővárosok hasznot tudtak húzni, Nápolyban például fellendült a hajóépítés és a luxuscikkek kereskedelme. Nápoly és Szicília 1442-es egyesülése után igen intenzívvé vált a spanyolokkal folytatott kereskedelem.

## Normannok, Hohenstaufenek, pápai állam (1268-ig)

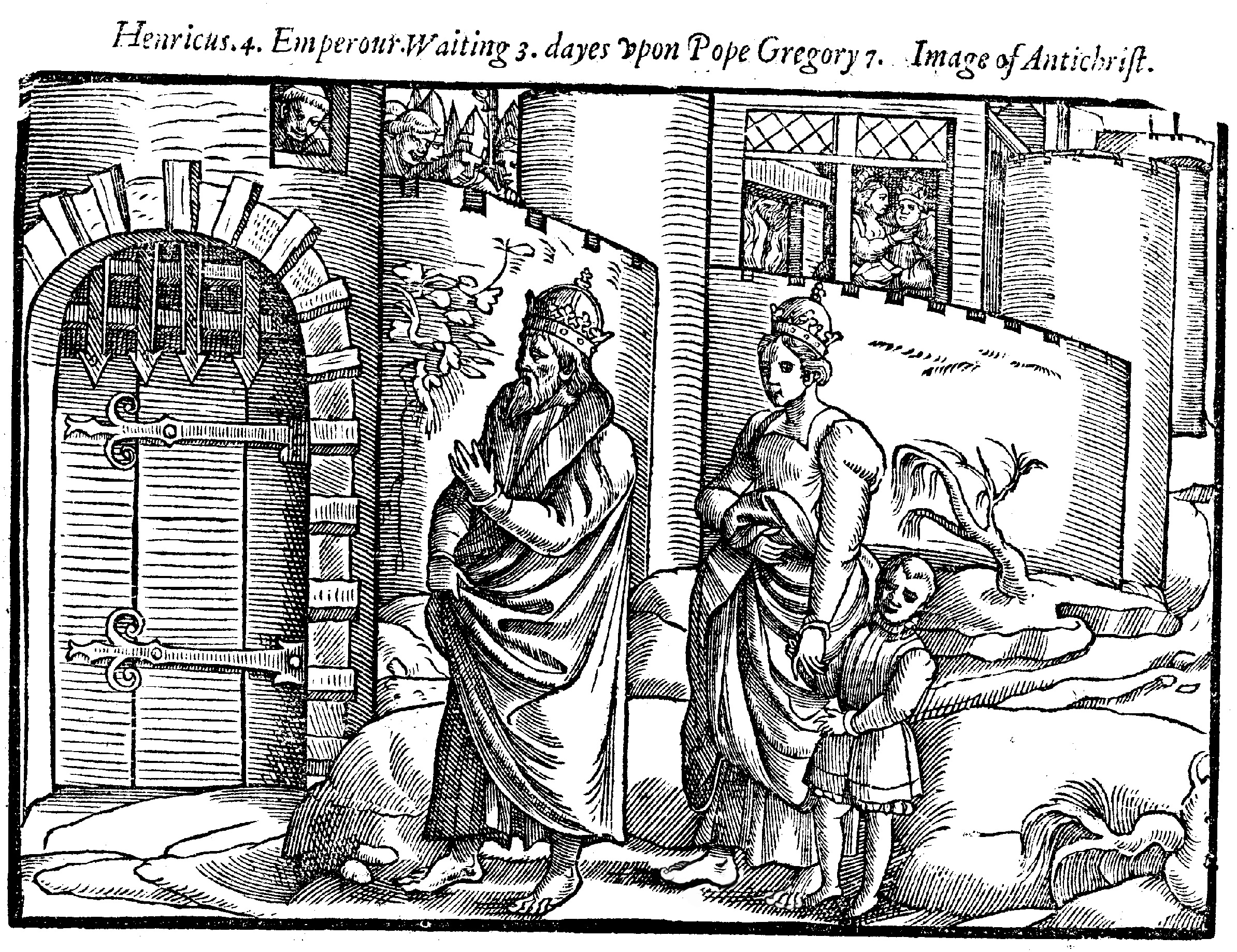
IV. Henrik császár kanosszajárása

A középkorban és a késő középkorban Közép-Itália nagy része a pápa uralma alatt állt és akárcsak Észak-Itáliában, gyakran belekeveredtek a pápa és a császár közötti hatalmi harcokba (amelyek az invesztitúraharccal kezdődtek és a 14. században értek véget). A pápa párthíveit guelfeknek, a császárt pártolókat ghibellineknek hívták. Ezenfelül a városok egymással is konfliktusokba keveredtek, valamint belső feszültségek vezettek politikai válságokhoz.
A 11. század elején Bizáncnak sikerült jelentős területeket visszahódítania Dél-Itáliában. A pápa II. Henrik császár segítségét kérte, aki 1021-ben hadjáratot indított a térségbe. Bár a fejedelmek behódoltak neki, Apuliában hiába ostromolta a bizánciak által tartott Troiát. A gyermektelen császár halála után függetlenséget követelő mozgalmak indultak, az itáliai nemesség egy része önálló Itáliai Királyságot kívánt, Paviában pedig a zendülő tömeg lerombolta az 5. században épített császári palotát. Henrik utóda, II. Konrád egy hadjárattal biztosította uralmát és Milánóban királlyá koronázták.
1059-ben a császárral és a római nemességgel konfliktusban álló II. Miklós pápa szövetségeseket keresve felruházta a normann Robert Guiscard-t Apulia, Calabria és Szicília hercegségével, bár ezek a régiók még bizánci, illetve szaracén uralom alatt voltak. A normannok ezt követően több hadjáratban meghódították Dél-Itáliát, majd egyfajta keresztes háborúban 1091-re egész Szicíliát is.
Észak-Itáliában a császárok nyíltan a középnemességet (ún. valvasszorokat) támogatták a nagybirtokosokkal szemben, ugyanis a ritka császári látogatások miatt utóbbiak kezdtek helyi kiskirályokként viselkedni. Az arisztokrácia hatalmának további ellensúlyozása érdekében számos várost kiváltságokkal ruháztak fel. A fentiek miatt a fejedelmek (mint pl. a volt lotaringiai herceg Szakállas Gotffried toszkániai őrgróf, majd nevelt lánya, Matilda) inkább pápapártiak voltak, ami azért is fontos volt az egyház fejének, mert a normannok megbízhatatlan szövetségesnek bizonyultak: 1066-ban bevonultak a pápai birtokokra és a kiközösítéssel való fenyegetés ellenére Robert Guiscard 1076-ban elfoglalta a salernói fejedelemséget, az utolsó lombard uradalmat. A császári seregek által szorongatott VII. Gergely pápa 1080-ban kénytelen volt elismerni az összes normann hódítást és véget vetett a kiközösítésnek is; a normannok ezután kiűzték a császári csapatokat Rómából és kiszabadították az Angyalvárba zárt pápát.
A normann uralom alatt az ortodox dél-itáliai lakosság lassan katolizált, de helyenként még sokáig a bizánci rítus szerint tartották a miséket: Santa Severinában a 13. századig, Gallipoliban 1513-ig, Bovában pedig 1573-ig (itt ma is létezik görög hatású dialektus). Szicíliában a muszlimok által megszüntetett püspökségeket visszaállították. Robert készült a szeldzsuk hódítások miatt meggyengült Bizánc megtámadására, ezzel viszont ellenséggé tette Velencét, amely kereskedelmi útvonalainak zavartalansága érdekében nem tűrte, hogy az Adriai-tenger mindkét partját a normannok uralják.

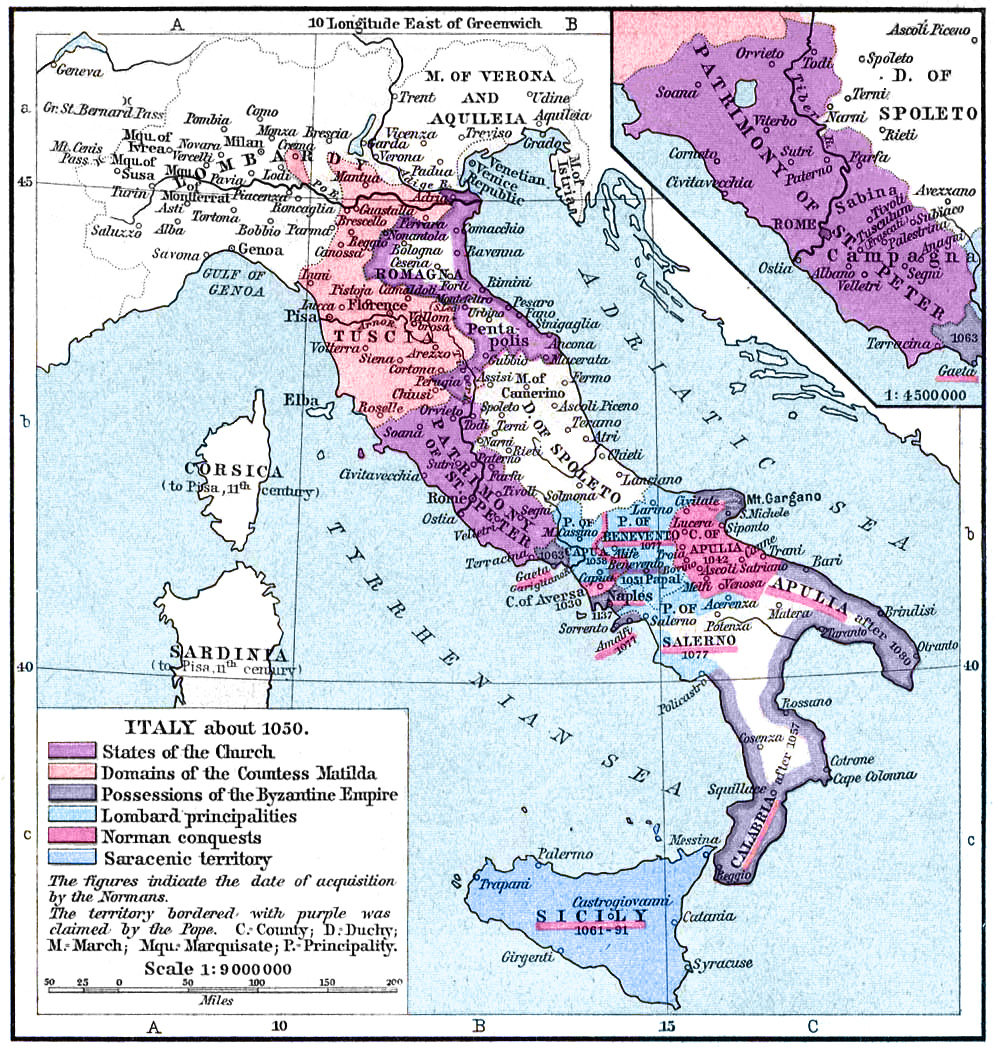
Itália 1050-ben

1130-ban a római Pierleoni és Frangipani családok harcának eredményeképpen két rivális pápát választottak: II. Incét és II. Anaklétot. Incének sikerült a maga oldalára állítania III. Lothár császárt, míg Anaklétot a normann II. Roger támogatta, akit az ellenpápa Szicília királyaként ismert el. 1136-ban a császár dél-itáliai hadjáratában megfutamította Rogert, de lázongó hadserege miatt nem tudta kiaknázni győzelmét. A megszállt Apuliai Hercegséget a pápával egyetértésben Roger riválisának, Alifei Rainulfnak adományozta, majd visszaindult az Alpokon túlra és útközben meghalt. Roger azonnal megpróbálta visszahódítani Apuliát, és bár először vereséget szenvedett Rainulftól, az 1139 tavaszán megbetegedett és meghalt, a szicíliai király pedig visszahódította Apuliát. Mivel időközben Anaklét meghalt, a szintén 1139 áprilisában megtartott második lateráni zsinaton Incét nyilvánították egyedüli pápának és egyúttal kiközösítették Rogert. Néhány hónappal később a normannok ellen vívott hadjárata során Ince fogságba esett és kénytelen volt elismerni Roger minden hódítását.
1145-ben Róma polgárai fellázadtak III. Jenő pápa ellen és az apostoli szegénységet és erkölcsi megújulást hirdető Bresciai Arnold szellemi vezényletével kikiáltották a római kommunát. A pápa elmenekült Rómából és haláláig nem is tudott visszatérni oda. A kommunát csak 1155-ben verte le erővel Barbarossa Frigyes császár. 

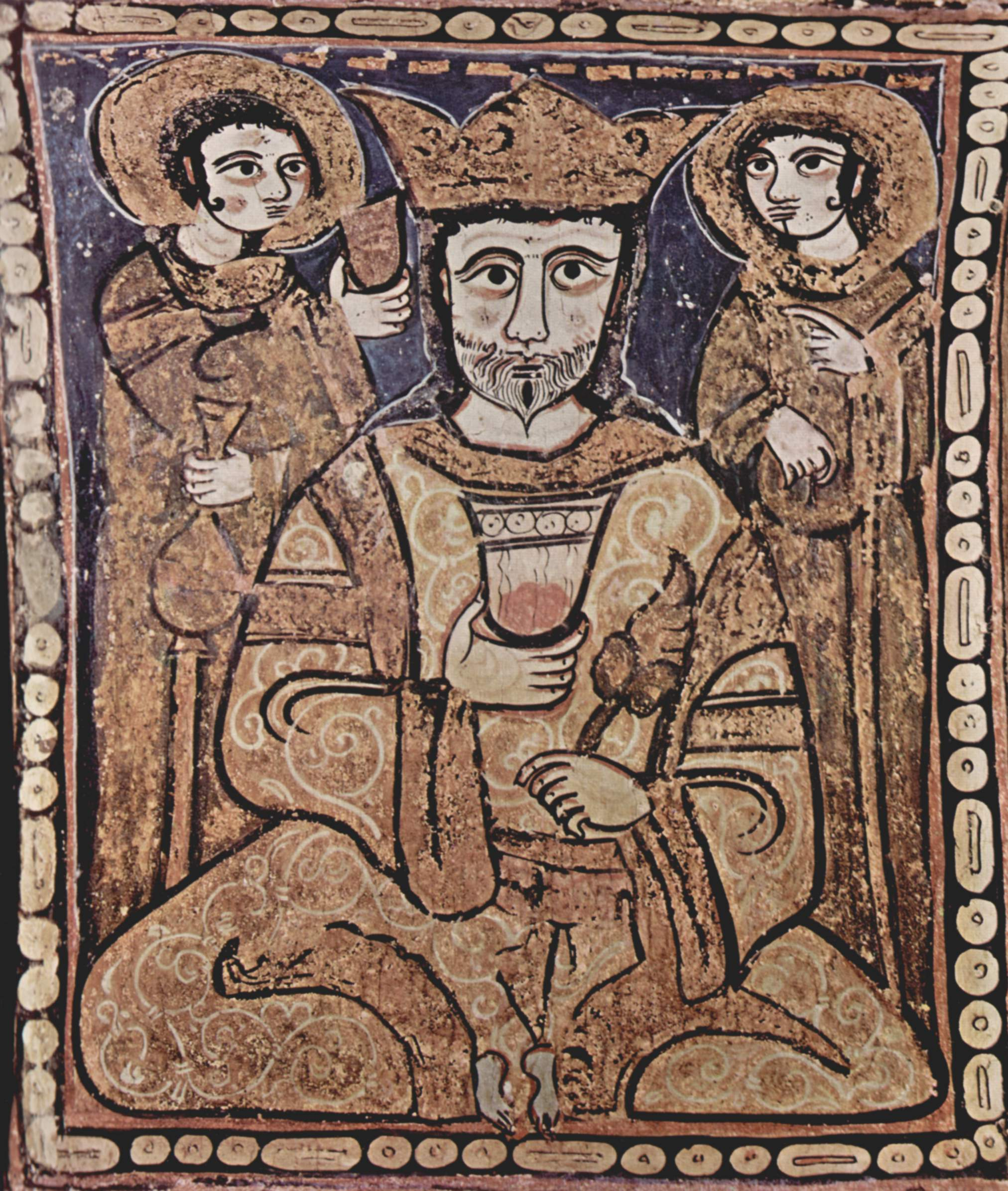
II. Roger arab-normann ábrázolása a palermói palotakápolnában

A normann Szicíliai Királyság ekkorra jelentős mediterrán hatalommá nőtte ki magát. 1146-ban Tuniszt is sikerült elfoglalnia. Bár III. Konrád német király és I. Mánuel bizánci császár szövetkeztek ellene, ez nem gátolta meg a normannokat abban, hogy hódítsanak és fosztogassanak a Peloponnészoszi-félszigeten. A német-bizánci szövetség ellensúlyozására Roger a francia királlyal és a guelfekkel kötött szövetséget. A császár halála után utódja, Barbarossa Frigyes hasonló politikát folytatott, de nem tűrte a bizánci beavatkozást. A toszkán VI. Welfet is maga mellé állította azzal, hogy jókora birtokokat adományozott neki. 1154-ben II. Roger meghalt, de utóda I. Vilmos folytatta apja politikáját és 1156-ban kiegyezett a pápával. A szicíliaiak több alkalommal is megpróbálkoztak a meggyengült Bizánci Birodalom meghódításával, de nem jártak sikerrel. 1185-ben II. Vilmos még tett egy utolsó kísérletet, amely szintén kudarcba fulladt. A pápával való szövetség miatt a normannok egyfajta védnökévé váltak azoknak, akik ellenálltak a német-római császárok hatalmi igényeinek. 1189-ben azonban a gyermektelen II. Vilmos halálát követően a trónt formálisan nagynénje, II. Roger utószülött lánya, Konstancia örökölte, aki VI. Henrik császár felesége volt. A szicíliaiak inkább a törvénytelen születésű Tankrédot választották királynak, de Henrik 1194-ben meghódította felesége számára a királyságot. Gyermekük, II. Frigyes a szigeten nőtt fel és császárként is Palermóból igazgatta a birodalmát.
Ennek ellenére Dél-Itália hivatalosan soha nem vált a Német-római Birodalom részévé, és pápai hűbérbirtoknak számított. Mivel a pápák attól tartottak, hogy a császári birtokok harapófogóba fogják közép-itáliai államukat, folyamatossá vált a konfliktus az egyházfők és császárok között. Az utolsó két Hohenstaufen, Konradin és Manfréd 1266-ban és 1268-ban vereséget szenvedett a pápa által behívott Anjou Károlytól, így Szicília francia uralom alá került. 1282-ben egy népfelkelés (szicíliai vecsernye) révén Szicília, majd 1442-ben örökösödés következtében egész Dél-Itália Aragóniához került (amely 1492-ben Kasztíliával egyesülve Spanyolország részévé vált).

## Kommunák, signoriák (11–15. század)
A 11. század végétől az észak-itáliai városok kiszabadultak a császári fennhatóság alól és a középnemesség alávetésével fokozatosan kiterjesztették uralmukat a környező vidékre. Az 1080-tól már kézzelfoghatóan megjelenő „köztársasági” jellegű alkotmányok hamarosan általánossá váltak. Az 1164-ben megalakult Lombard Liga 1176-ban a legnanói csatában legyőzte Barbarossa Frigyes császárt, aki a városokat rövidebb gyeplőre akarta fogni. A Hohenstaufen-dinasztia kihalásakor a városok már de facto függetlenné váltak (bár a birodalmi Itáliában formálisan továbbra is elfogadták a császári fennhatóságot), és császári előjogokat (regáliákat) bitoroltak.

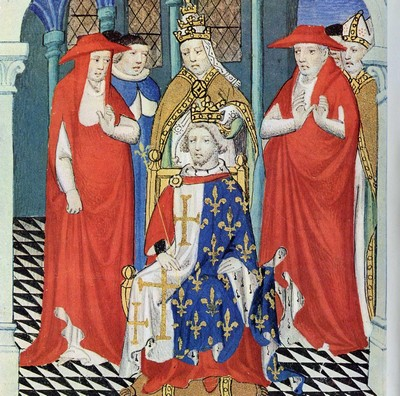
IV. Kelemen pápa megkoronázza Anjou Károlyt

Míg délen a városok (kommunák) alá voltak rendelve a normannok, majd az Anjou-k központosító törekvéseinek, az északi városoknak sikerült széleskörű függetlenséget elérniük. A Velencei Köztársaságnak, amely az egyetlen, a Birodalomtól formálisan is független városállam volt északon, a 9–10. században szintén sikerült javarészt kiszakadnia Bizánc ellenőrzése alól is. Kiváltságaiknak köszönhetően – az ideiglenes kudarcok ellenére – a Földközi-tenger keleti részén ők uralták a kereskedelmet. A bizánci császárok egy időben Pisát próbálták kijátszani ellenük, de Velence 1099–1126 között nagyrészt kiszorította riválisát. 1171-ben Manuél Komnénosz császár elűzetett birodalma területéről minden velenceit (mintegy 20 ezer főt), vagyonukat pedig elkobozta. Velence ekkor a negyedik keresztes hadjáratot Konstantinápoly meghódítására használta fel. 1204-től 1261-ig a város irányította a Latin Császárságot, amelynek bukása után Genova vette át a kereskedelmi forgalom jelentős részét. Velence természetesen támogatta a Hohenstaufenek és az Anjou-k terveit a latin uralom visszaállítására és négy háborút is vívott Genovával, amelyek csak 1381-ben értek véget.
Milánót Barbarossa Frigyes 1162-ben legyőzte és lerombolta, de gyorsan talpra állt. A Lombard Liga először Cremona vezetésével alakult meg, majd velencei támogatással megalakult a Veronai Liga is. A városok szövetséget kötöttek a normannokkal, a pápával és a bizánci császárral így a német-római uralom végzetesen meggyengült. A legnanói csata (1176), valamint a velencei (1177) és a konstanzi (1183) békeszerződések után számos császári jogot helyreállítottak, de a kommunák függetlenségét már nem fenyegette alapvető veszély, még azután sem, hogy a Hohenstaufenek megörökölték a normannok királyságát.

### Kiszakadás a Birodalomból

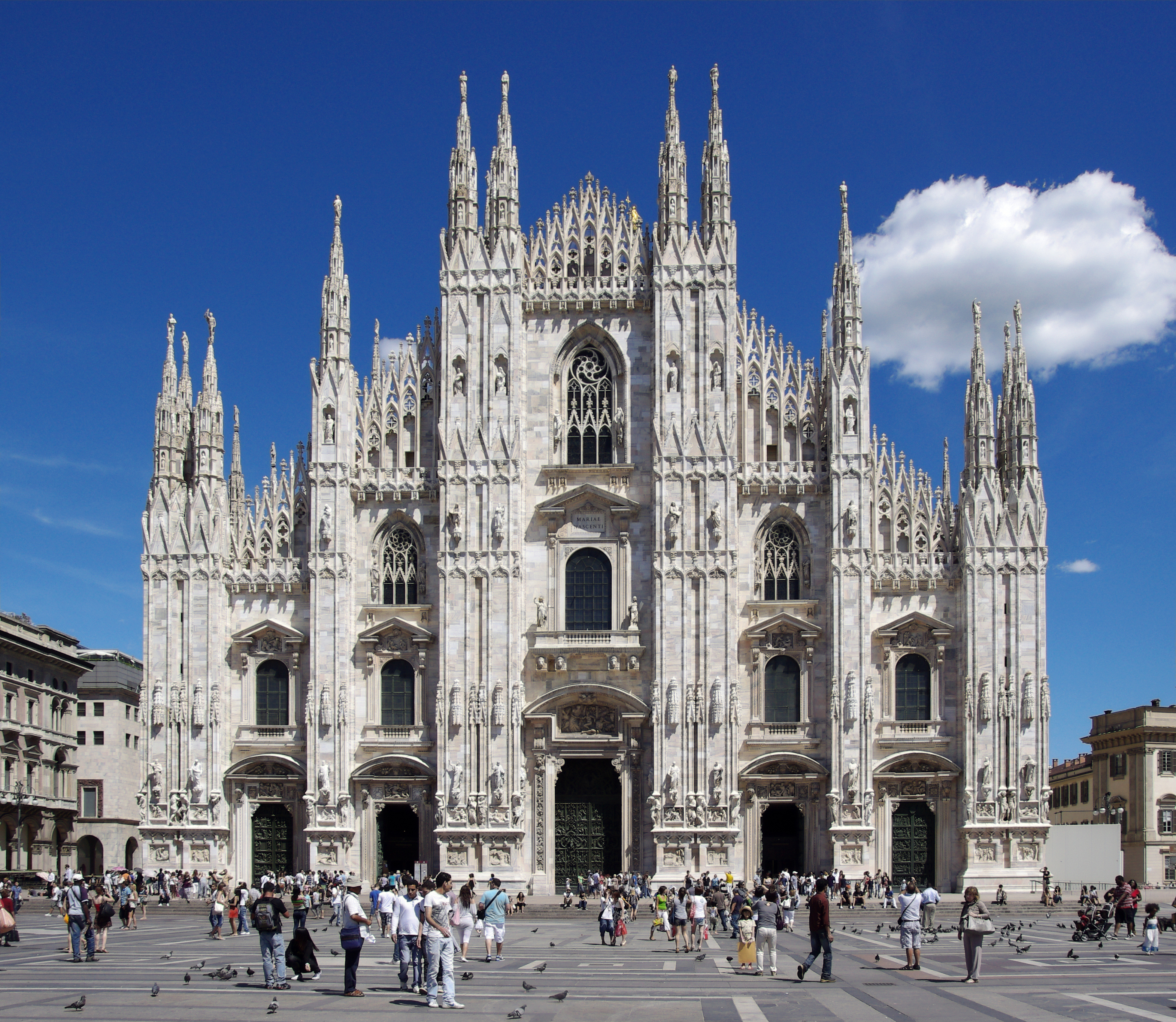
A milánói dóm

A városokat fenyegető hatalom ellen 1226-ban újabb Lombard Liga alakult; ugyanakkor fellángolt a Hohenstaufenek és a pápa közötti konfliktus is, amely II. Frigyes kiközösítéséhez, majd nyílt háborúhoz vezetett. A Lombard Liga a pápát támogatta, azonban más városok, mint Cremona és Pisa, a császár oldalára álltak, gyakran azért, mert csak így tudtak ellenállni szomszédaik terjeszkedésének. Frigyes 1237-ben Cortenuovánál legyőzte ugyan a Ligát, de mivel Milánó feltétel nélküli kapitulációját követelte, és a városszövetség ezt nem fogadta el és a háború folytatódott.
Frigyes 1250-es halálát követően Anjou Károly, a pápa által megkoronázott szicíliai király két csatában (Benevento és Tagliacozzo, 1266 és 1268) véget vetett a Hohenstaufenek itáliai uralmának. Károly a normannokhoz hasonlóan Bizánc rovására akart terjeszkedni a Balkánon és ebben a törekvésében Velence is segítette, mivel VIII. Mikhaél Palaiologosz császár 1261-ben kitiltotta őket Konstantinápolyból. A császár azonban visszaverte a támadást, és amikor a szicíliaiak 1282-ben elűzték a franciákat, pénzzel segítette a felkelőket. Ebben az időszakban a pápák világi hatalma is meggyengült, különösen mivel 1309-től 1378-ig Avignonban tartózkodtak, és egyre inkább függtek a francia királytól. A dél-itáliai városok sokat szenvedtek az elhúzódó háborúk és könyörtelenül magas adók miatt és végleg kiszorultak az északi kereskedelmi központokból. Nápoly előbb genovai, majd firenzei függőségbe került. A kommunák közötti és a városokon belüli konfliktusok, feszültségek gyakran tetten érhetőek Dante (1265–1321) műveiben is.
Itália ekkorra már eltávolodott a Német-római Birodalomtól, amit az is mutat, hogy hosszú időt követően csak 1310–1313-ban látogatta meg földjét német király (VII. Henrik) hogy császárrá koronázzák. Eleinte barátságosan fogadták, sőt azt remélték tőle, hogy békét hoz a konfliktusok sújtotta félszigetre, de mikor Henrik követelni kezdte császári előjogait, a guelfek ellenállásába ütközött. 1313-ban Henrik hadjáratot szervezett a császári címét vitató Anjou Róbert ellen, de meghalt még mielőtt megindulhatott volna Nápoly felé. IV. Lajos 1327-ben hadjáratot vezetett Itáliába és 1328 januárjában Róma városának képviselőivel császárrá koronáztatta magát; de mivel azt nem a pápa végezte, a koronázás törvénytelen volt, és Lajos 1329-ben visszavonult Németországba. Utódja, IV. Károly már beérte az adófizetéssel; a császári jogokat már nem tartotta érvényesíthetőnek. A német-római királyok igénye a birodalmi Itáliára formálisan megmaradt, de a hatalom tényleges gyakorlásáról le kellett mondaniuk.

### Signoriák

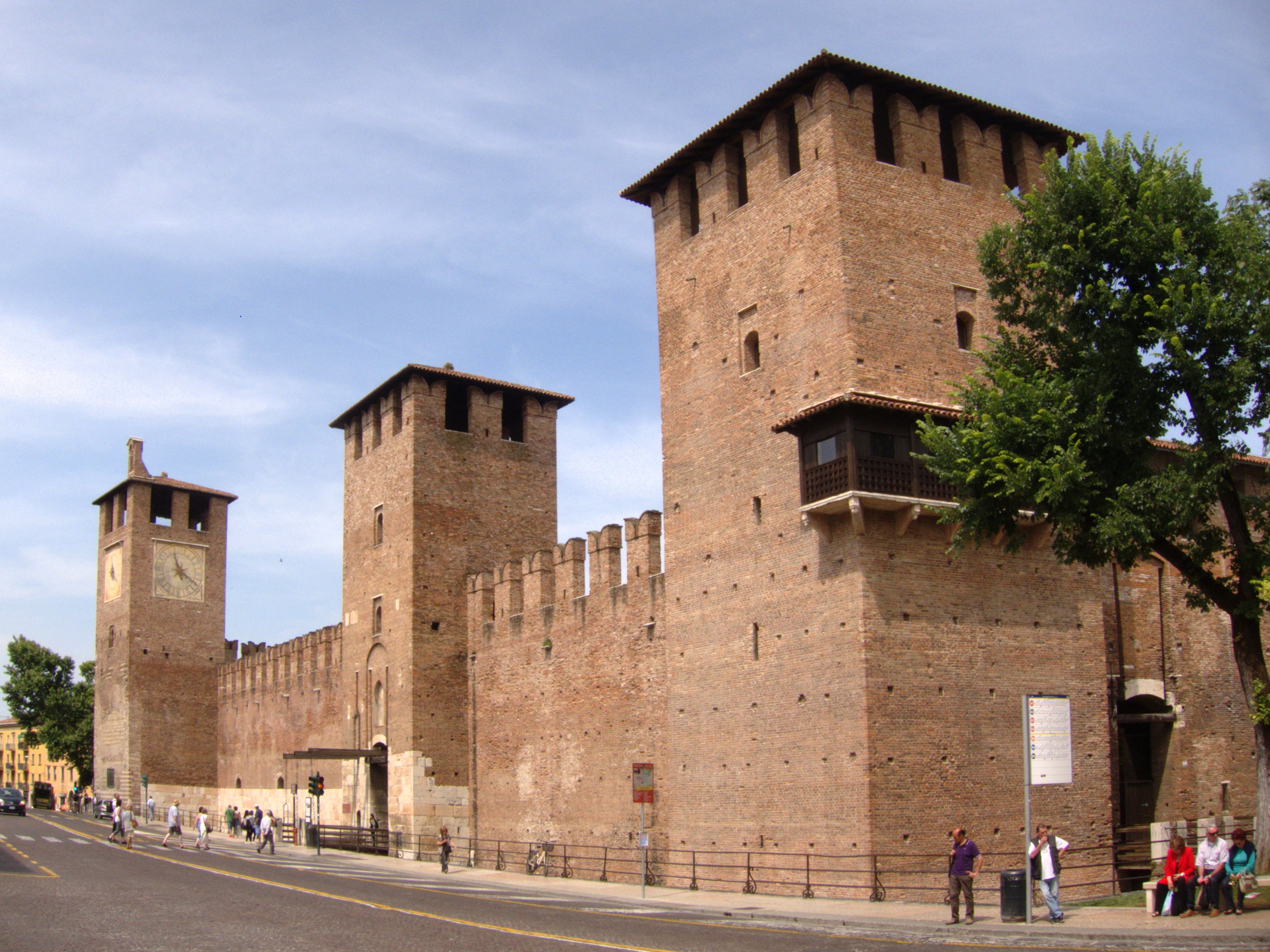
Castelvecchio, Verona signoréinek erődje

A 13. és 15. században Közép- és Észak-Itáliai városaiban a guelfek-ghibellinek, valamint az arisztokraták-népi mozgalmak állandó konfliktusforrások eredményeképpen kialakult a monokratikus politikai rendszer egy formája, a signoria, amely „erős emberek” uralmát jelentette. Az oligarchikus és plutokratikus pártok továbbra is fennmaradtak. A háborúskodásban nélkülözhetetlenné váltak a zsoldosok, de magas költségeik miatt egyre kevesebb város tudott érvényesülni a katonai konfliktusokban. Fokozatosan, változó koalíciókban néhány signoria meghódította a kisebb kommunákat. A 14. század végére ezek Firenze, Pisa és Siena, Milánó, Mantova és Verona, Bologna, Padova és Ferrara, valamint Velence és Genova voltak. A 15. századra Firenze Toszkánában (1406-ban elfoglalta Pisát), Milánó Lombardiában, Velence északkeleten vált dominánssá, míg Mantova és Ferrara meg tudta tartani önállóságát. Milánóban a Visconti család biztosította be helyzetét, Firenzét megbénította az 1378-as Ciompi-felkelés, míg Genova és Velence 1378–1381 között a chioggiai háborúban véreztette ki egymást. 1396-ban a franciák meghódították Genovát.

### A pápai állam és a nyugati egyházszakadás (1378–1417)
Közép-Itáliában a Pápai állam továbbra is fennmaradt, de az 1378-as nyugati egyházszakadás a nepotizmus elterjedéséhez és helyi dinasztiák létrejöttéhez vezetett, amelyek ellenálltak az egyesítési törekvéseknek. Bár László nápolyi király többször is megpróbálta meghódítani Rómát és beavatkozott a pápa államának ügyeibe, 1414-es halála után örökösödési gondok miatt birodalma súlyos válságba került.
A püspökválasztást lebonyolító székesegyházi káptalanokat egyre inkább a helyi arisztokrata családok uralták, akik igyekeztek a saját érdekeik szerint irányítani a választásokat. XXII. János ezért 1322-ben visszavonta az aquileiai patriarchátus javadalmait. Sokkal súlyosabb problémát jelentett, hogy VI. Orbán és VII. Kelemen 1378-as megválasztásai után Itália kettészakadt aszerint, hogy melyik pápát támogatták. Észak-Olaszország peremvidékein gyakran két, egymással versengő püspököt választottak; délen pedig gyakran előfordult hogy francia püspököt neveztek ki. Ez az állapot az egyházszakadás 1417-es felszámolásáig tartott, amikor a konstanzi zsinaton sikerült megegyezni V. Márton személyében az új, egyetlen pápáról. Ebben a korszakban több új itáliai szerzetesrend alakult, mint az olivetánusok, az ambroziánusok vagy a jezuáták.

### Az Itáliai Liga, francia beavatkozás

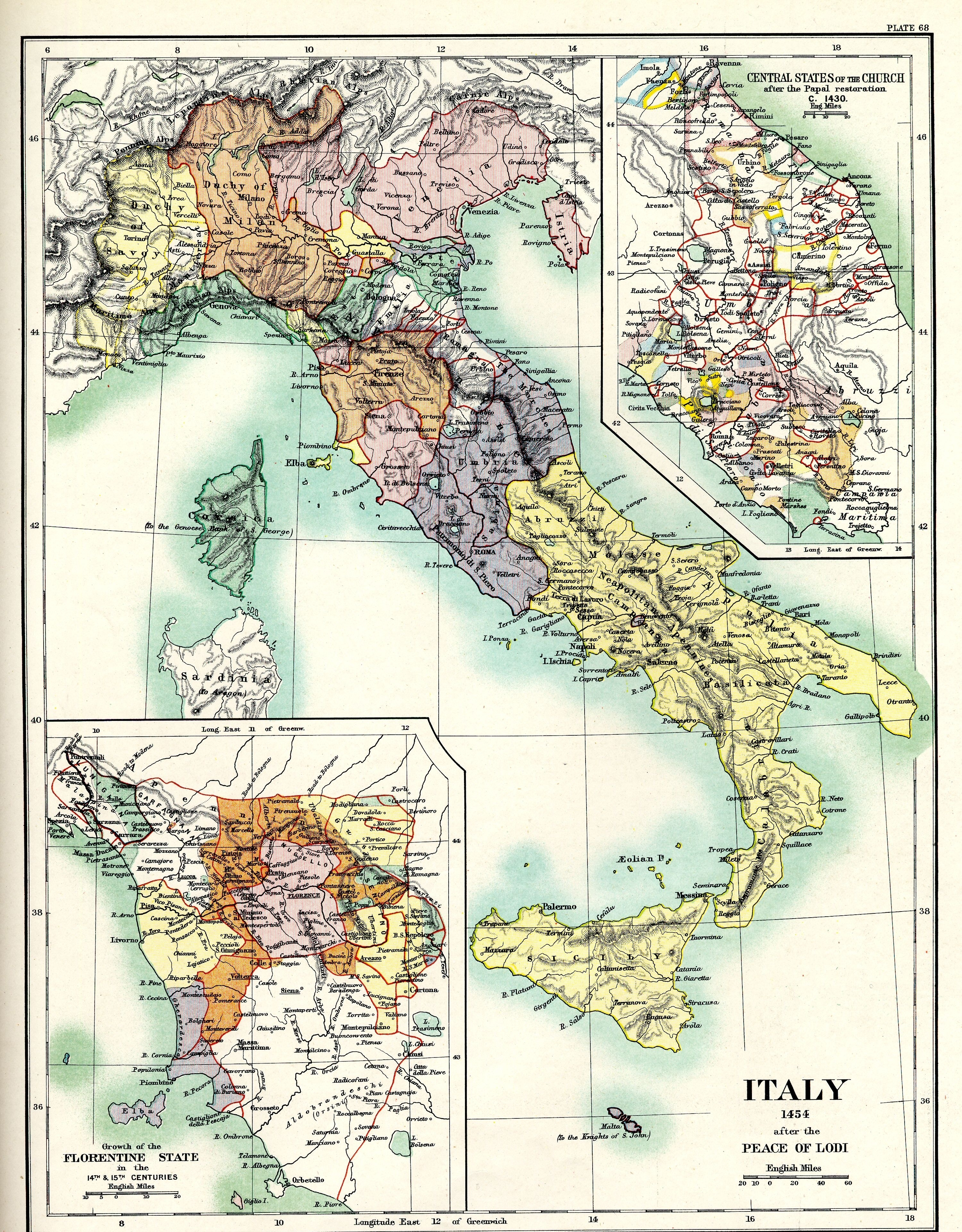
Itália a lodi béke után (1454)

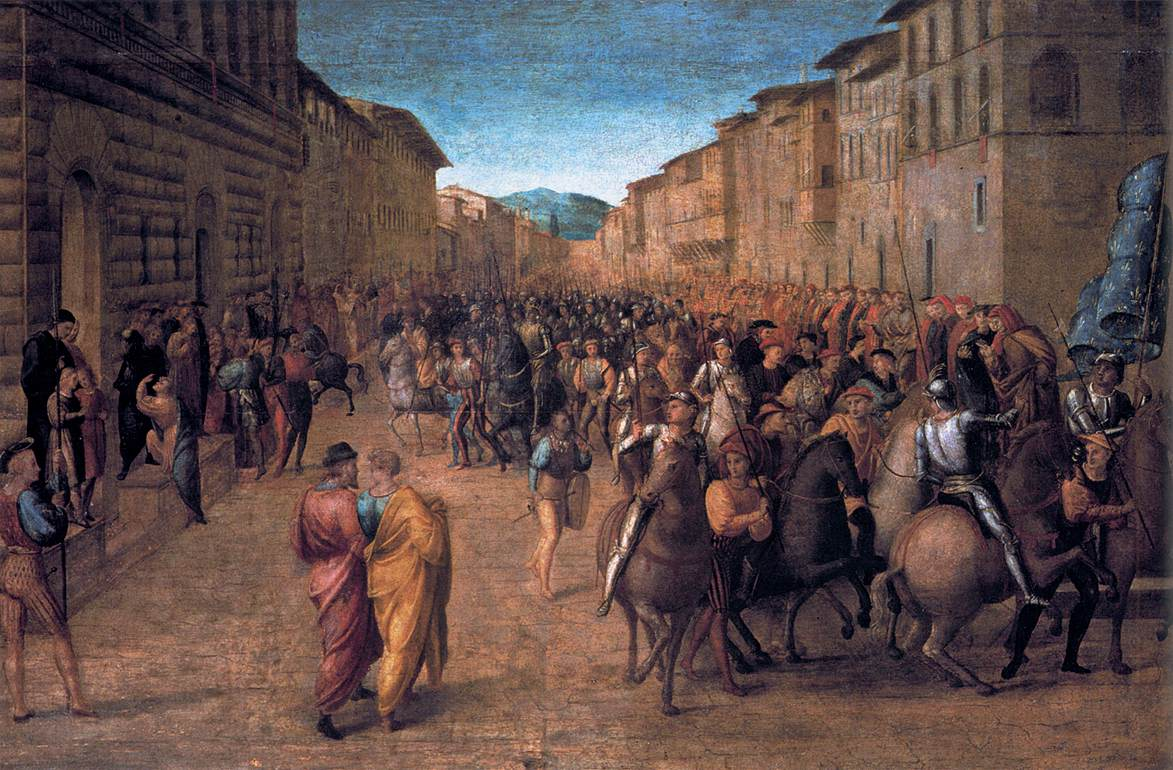
VIII. Károly bevonulása Firenzébe (Francesco Granacci képe, 1518)

1442-ben Aragónia elfoglalta a Nápolyi Királyságot és ezzel egy új nagyhatalom jött létre a Földközi-tenger nyugati felén, amely gyakran beavatkozott az itáliai politikába.
Konstantinápoly elestét követően, 1454-ben a három legerősebb észak-itáliai hatalom – Velence, Milánó és Firenze – felhagyott az egymás elleni háborúskodással és a lodi békével kölcsönösen elismerték egymás határait. Az egyezményhez rövidesen csatlakozott a Pápai Állam és a Nápolyi Királyság is, megalakítva az Itáliai Ligát. A szerződés mintegy negyven évnyi békét hozott a félsziget lakosainak, ami lehetővé tette a hosszas háborúskodás után a gazdaság talpra állását, sőt gyors gyarapodását. A békét csak kisebb intermezzók szakították meg, mint az 1478-as Pazzi-összeesküvés okozta konfliktus Firenze és Róma között, vagy az 1484-es ferrarai sóháború. A Liga jelentősen meggyengült legfőbb támogatójának, a firenzei Lorenzo de' Medicinek 1492-es halála után.
1494-ben VIII. Károly francia király örökösödési jogaira hivatkozva a Nápolyi Királyság ellen vonult és el is foglalta a fővárost. Válaszul a nagyobb itáliai hatalmak, VI. Sándor pápa, Velence, Milánó, valamint Spanyolország és a német-római császár a Velencei Ligában egyesült ellene és kényszerítették Itália elhagyására. A vereség ellenére a francia hadjárat számos külső beavatkozást indított el.
A politikai és katonai harcok súlyos költségeit részben a nagy bankházak (mint a Bardi vagy a Peruzzi) finanszírozták, végül nélkülük szinte lehetetlen volt hadakozni. A kisebb agrárvárosok egyre inkább lemaradtak, mert a jövedelmük jelentős része az északi hatalmakhoz került. Ugyanakkor Dél-Itália a spanyol politika perifériájára került. 1326-ban Aragónia elvette Szardíniát Pisától, de Genovának sikerült megtartania Korzikát.

### A zsidók helyzete a középkorban

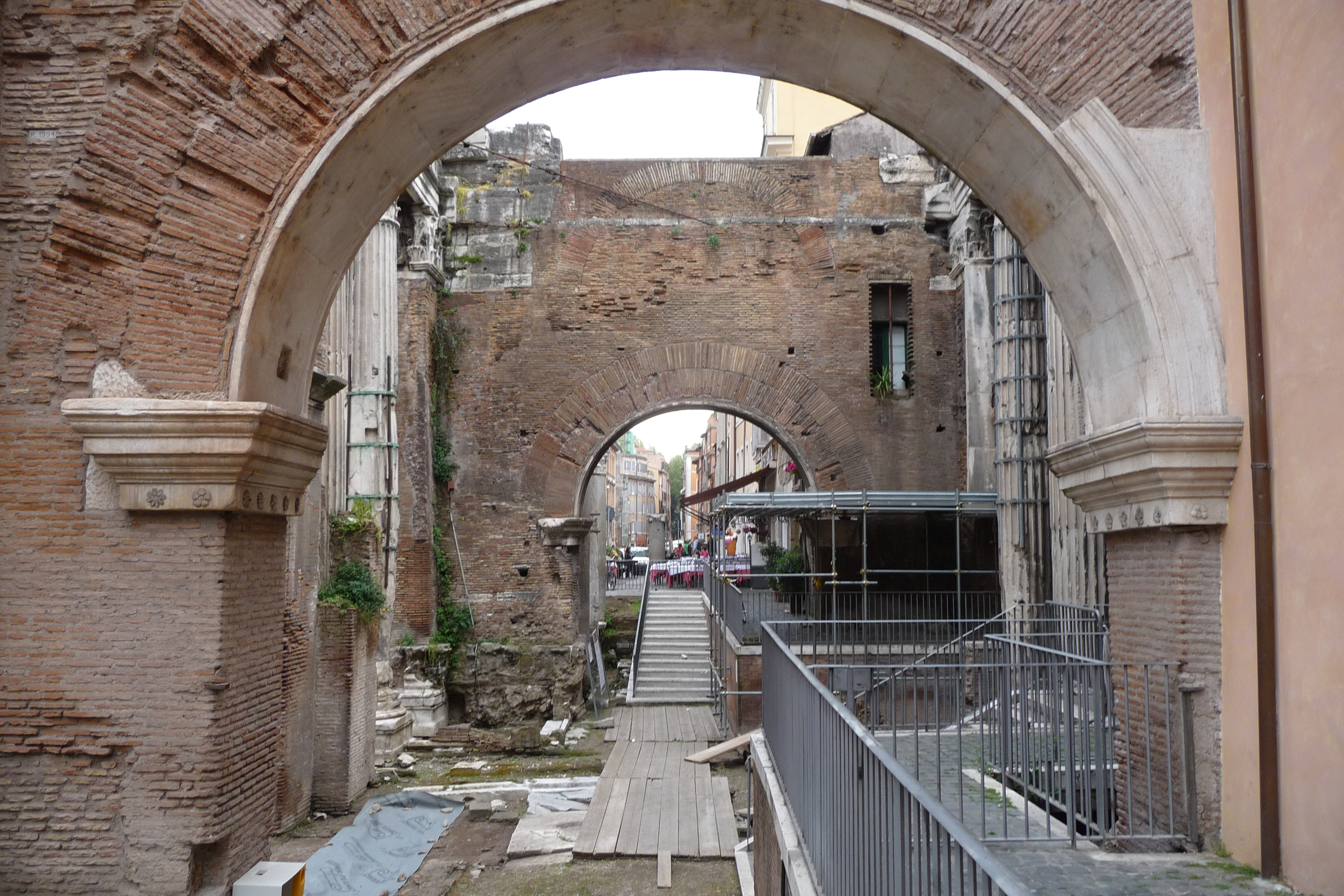
A római gettó kapuja

Az itáliai zsidók a 13. századig túlnyomórészt Rómában, és Dél-Itáliában, illetve a középkor végén északon is éltek. Meglehetősen nagy létszámú közösségeik a muszlimok idején virágoztak és a bizánci uralom alatt sem üldözték őket. Ezt követően azonban a normannok (és különösen egyes pápák) egyre nagyobb terheket róttak rájuk. Az 1215-ös negyedik lateráni zsinaton jól felismerhető öltözéket írtak elő a számukra és elkülönített negyedekbe költöztették őket. IV. Jenő pápa 1442-ben megtiltotta a zsinagógák építését, bár utána a pápák ismét toleránsabb politikát folytattak és elterjedtek a zsidó nyomdák. Az Anjou-k hatalomátvételét követően a zsidókat erős nyomással próbálták rávenni az áttérésre. 1288-ban kiűzték a zsidókat Nápolyból, 1293-ban pedig az egész királyságban üldözni kezdték őket, közösségeiket felszámolták. 1300 körül így is mintegy 12-15 ezer zsidó élt Dél-Itáliában, 1399-től saját zsinatokat tartottak. Eközben Északon, mivel az egyház tiltotta az uzsorakamatokat, a zsidók – akikre ez a tilalom nem vonatkozott – több száz kis közösséget hoztak létre a kisebb-nagyobb városokban.
Az 1442-től kezdődő aragóniai uralom ismét toleránsabb politikát hozott magával, ám miután 1492-ben Kasztília és Aragónia Spanyolországként egyesült, megkezdődött a muszlimok és a zsidók erőszakos áttérítés és kitelepítése, amelyet Szicílián és Szardínián azonnal, Nápolyban pedig 1541-ben vezettek be. Sok zsidó északra menekült, főként Rómába, Velencébe, Milánóba és Livornóba. Velence legnagyobb zsinagógája az 1555-ben épült Scuola Spagnola ("spanyol iskola") volt. Amikor Milánó 1597-ben spanyol kézre került, 900 zsidónak kellett elhagynia a várost. Az Ibériai-félszigetről érkező menekültek magukkal hozták az ott beszélt nyelveket.
IV. Pál pápa 1555-ben nyilvánosan elégette a Talmudot, 1559-ben pedig indexre tette. A ferencesek uzsoraellenes prédikációit követően a zsidókat számos városban erőszakkal zárt kerületekbe telepítették át, például a római (1555-től) vagy a velencei (1516-tól) gettóba. 1797-ben Napóleon kezdeményezésére az utóbbit feloszlatták; a római gettó 1870-ig létezett, bár a franciák már előtte 1798–1814 között egyszer már bezárták.

## Az itáliai gazdaság a 14. században
1347 és 1351 között több katasztrófa is sújtotta az itáliai gazdaságot. Egyrészt több bankház becsődölt, másrészt 1348-ban lecsapott a nagy pestisjárvány; emellett keleten (Bizáncban) politikai és katonai válság alakult ki, nyugaton pedig elkezdődött a százéves háború. A rendszer törékenységét már az 1315-ös éhínség is jelezte. Itália lakossága, amelyet a 14. század elején még 11 millióra becsültek, 1350-re 8 millióra csökkent. 1450 körül talán ismét elérte a 9 milliót, hogy aztán a 16. században teljesen helyreálljon a korábbi népesség. Kiéleződtek a kommunákon belül az arisztokrácia és a kézművesek között konfliktusok; Firenzében ez az 1378-as Ciompi-lázadásban kulminált. Az árak 1370/80-ig meredeken emelkedtek, majd 1400 körül stabilizálódtak. Az itáliai kézművesek inkább a luxuscikkek iránti növekvő keresletet használták ki. Bővült a selyemkészítés, a nyomdatermékek előállítása, a vas-, fém-, bőr- és drágakőfeldolgozás, valamint a papírgyártás. A pápa Avignonból való visszatérése jelentős tőkét irányított Itáliába, amely elősegítette a Mediciek, Salviatiak és Strozziak felemelkedését Firenzében, a Borromeókét Milánóban, a Grimaldik és Spinolákét Genovában vagy a Chigikét Sienában.

## A reneszánsz

A firenzei Dóm

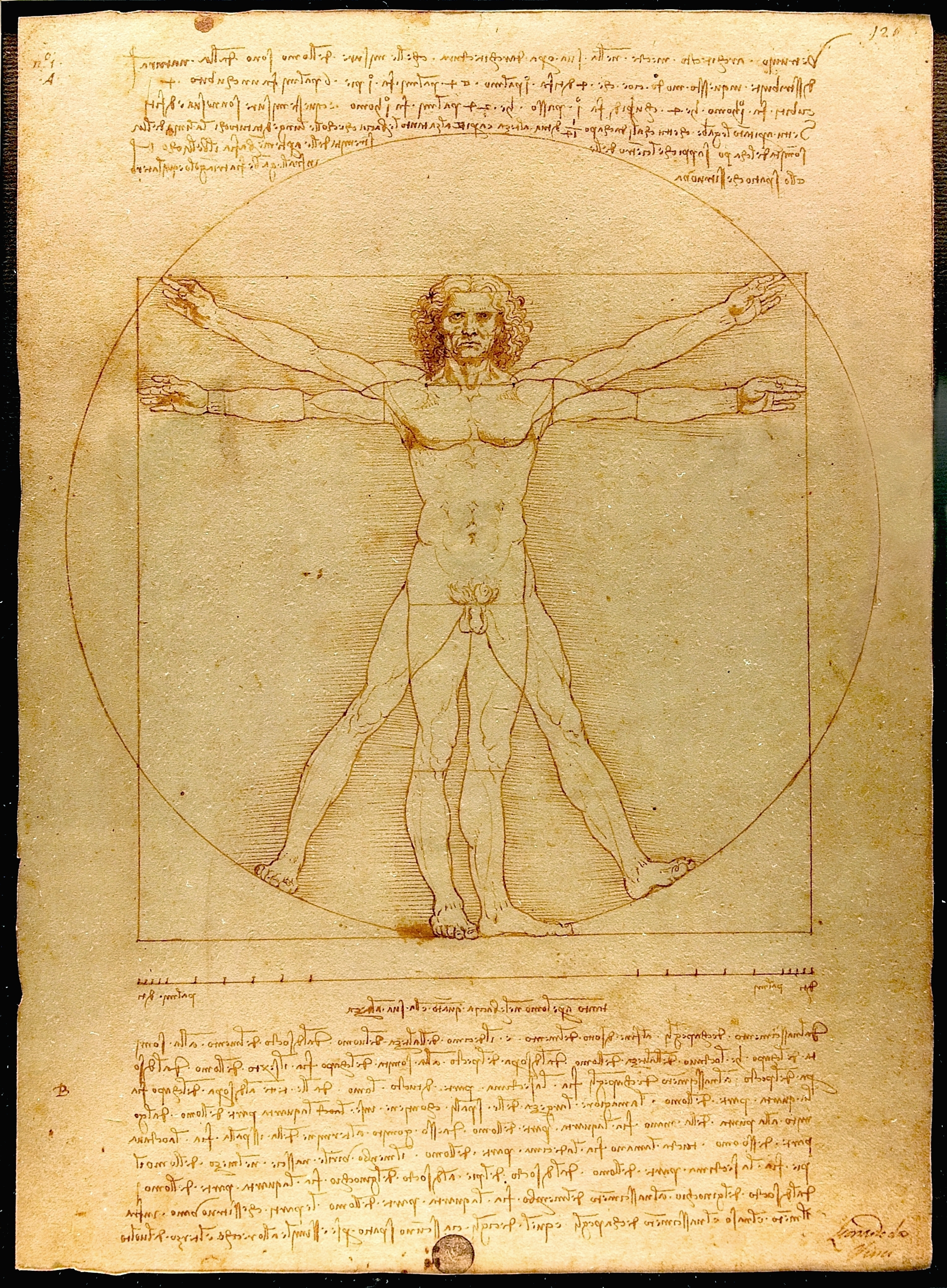
Leonardo Vitruvius-tanulmánya

Itáliában a reneszánsz a 14. század végén kezdődött és a 15–16. századot tekintik a reneszánsz fénykorának. Az új szellemi mozgalom, a humanizmus sokat merített az antik kultúrából. Az irányzat úttörői a 14. századi olasz költők voltak, pl. Francesco Petrarca, aki az ókori szerzők tanulmányozása és individualizmusa révén előmozdította a humanista műveltség értékeibe vetett hitet, erőteljesen támogatta a nyelvek, az irodalom, a történelem és a filozófia önmagáért való tanulmányozását. Egyidejűleg a tudományokban a középkor teocentrikus világképét egy antropocentrikusabb szemlélet váltotta fel.
Az irodalomban Dante Alighieri Isteni komédiá-ja (La Divina Commedia, 1307–1321), Francesco Petrarca levelei, értekezései és versei, valamint Giovanni Boccaccio Dekameron (Il Decamerone, 1353) című műve nyitotta meg a reneszánsz korszakát a 14. században. A három szerző, akiket kiemelkedő jelentőségük miatt az olasz irodalom „három firenzei koronájának” (tre corone fiorentine) neveznek, a népnyelven (volgare) írtak.
Az itáliai társadalmi és politikai viszonyok is hozzájárultak a szellemi erjedéshez. Itt volt még a legelevenebb az ókori civilizáció emléke, kereskedelmi útvonalak kötötték össze őket az intellektuális centrumokkal és a politikailag széttagolt Bizáncban lehetőség nyílt az ókori művek megszerzésére. A kereskedelemből származó nagy vagyonok lehetővé tették a művészetek és tudományok bőkezű támogatását. Magas volt az írástudók száma, mert a kereskedelemnek szüksége volt könyvelőkre és levelezőkre.
A 15. században Itália volt Európa legurbanizáltabb régiója. A városok viszonylag nagy politikai szabadságot kínáltak, ami ösztönözte az újdonságok keresését mind a művészetek, mind a tudomány terén. Ez különösen igaz volt a független itáliai államokra, a Milánói Hercegségre, a Velencei Köztársaságra, Firenzére, a Nápolyi Királyságra és a Pápai Államra, de a ferrarai vagy a mantovai udvarra is.
A pápák sem viselkedtek másként, mint a világi fejedelmek. Háborúkat vívtak, és intrikák révén próbálták növelni saját családjuk hatalmát és vagyonát. VI. Sándor pápa fia, a zsoldosvezér és politikus Cesare Borgia egész Itáliát megpróbálta uralma alá hajtani. Alakja Niccolò Machiavelli államfilozófiai művéhez, A fejedelem-hez szolgált mintául.

## Az európai nagyhatalmi politika színtereként (16–18. század)

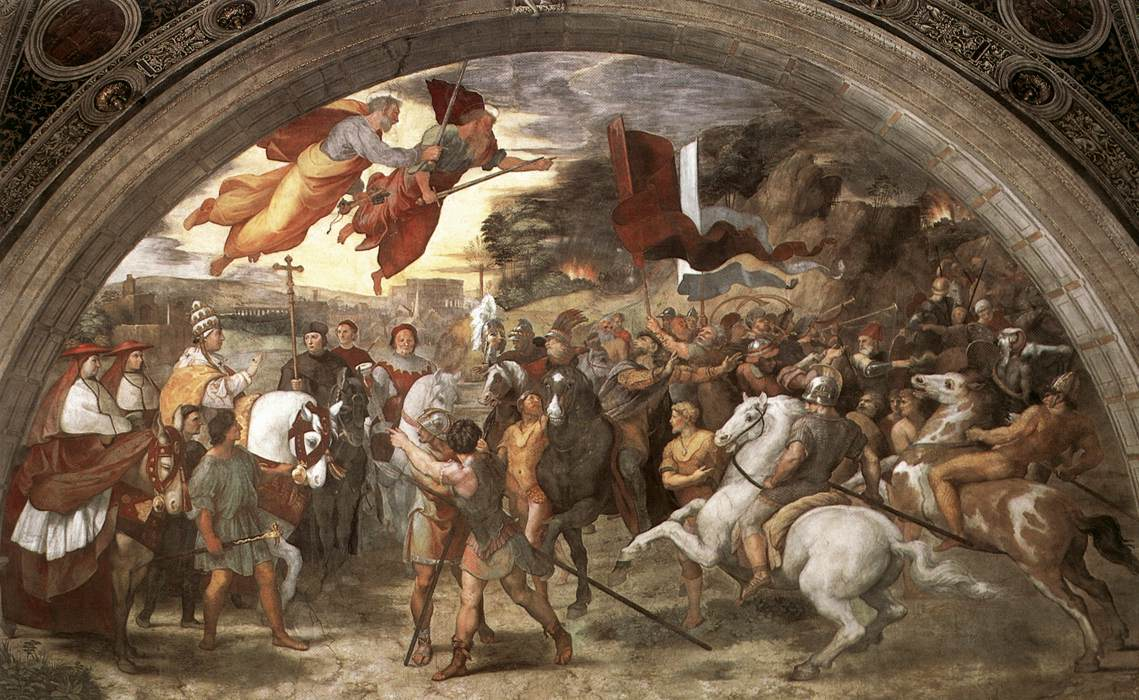
X. Leó pápa I. Leóként visszafordítja Attila hadait (Raffaello képe, 1514)

1492-ben a genovai Columbus felfedezte Amerikát, öt évvel később pedig a velencei születésű Giovanni Caboto elérte Észak-Amerikát. Vasco da Gama megnyitotta az Afrikát megkerülő, Indiába vezető útvonalat, így a kereskedelmi útvonalak az ellenséges Oszmán Birodalom miatt a Földközi-tengerről áthelyeződtek az Atlanti-óceánra, Itália gazdasági jelentősége pedig visszaesett. A nyugat-európai tengeri hatalmak, különösen Spanyolország és Portugália Dél-Amerika gyarmatosítása révén új nyersanyagforrásokra és értékesítési piacokra tettek szert, és gazdasági erejüket az is fokozta, hogy nagyobb hazai erőforrásokkal rendelkeztek az itáliai városállamoknál. A mezőgazdaság is stagnált, a gabona még mindig csak a vetőmag 7-szeresét hozta, míg például Angliában és Hollandiában a 17. század második felére a hozam 9-szeresre, száz évvel később pedig 10-re nőtt. Ez volt az egyik oka annak, hogy a népességszám ott meredeken emelkedett, míg Olaszországban az 1600 körüli 13,5 millióról ötven év alatt 11,7 millióra csökkent a lakosság.

Itália 1491-ben

A népesség csökkenésének másik oka a szüntelen háborúskodás volt. Ferrante nápolyi király 1494-es halálát követően a francia VIII. Károly bevonult Itáliába. A következő évben megadásra kényszerítette Firenzét, a pápai államot és Nápolyt. Aragóniai Ferdinánd, I. Miksa császár, valamint Velence, Milánó és a pápa 1495-ben ún. Szent Ligában egyesítették erőiket, és kiszorították a félszigetről a franciákat.
XII. Lajos folytatta elődje expanziós politikáját, és 1499-ben annektálta a Milánói Hercegséget. Ő és Aragóniai Ferdinánd az 1500-as granadai szerződésben felosztották egymás között a Nápolyi Királyságot; észak a franciákhoz, a dél a spanyolokhoz került. A nápolyiaknak azonban sikerült kiűzniük a franciákat és 1504-re az egész királyság ismét aragóniai kézre került. 1507-ben a franciáknak sikerült elfoglalniuk a Genovai Köztársaságot. A Cambrai-i Liga (Miksa császár, a pápa, Spanyolország, Anglia, Magyarország, Savoya és néhány olasz állam) 1508 októberében megpróbálta felosztani a Velencei Köztársaságot, de nem járt sikerrel.
II. Gyula pápa (1503–1513) új politikai célt tűzött ki maga elé: Itália felszabadítását a „barbárok” uralma alól. Spanyolország, Velence, Svájc és a pápa újabb Szent Ligát szervezett, hogy kiűzzék a franciákat Milánóból, ami 1512-ben sikerült is nekik. A svájciak visszahelyezték a trónra a Sforza-dinasztiát, és Ticino nagy részét (Domodossola, Locarno, Lugano) annektálták. A marignanói csatában azonban a svájciak 1515 szeptemberében ismét vereséget szenvedtek a franciáktól, és el kellett hagyniuk Milánót. I. Ferenc francia és I. Károly spanyol király 1516-ban a noyoni békeszerződésben állapodott meg a határok rögzítéséről.
1525-ben Károly (aki 1519 óta német-római császár is volt) a paviai csatában döntő győzelmet aratott a franciák fölött és kivetette őket Itáliából. A császár lázongó protestáns zsoldosai 1527-ben kifosztották Rómát (Sacco di Roma). Az 1544-es crépy-i békében a francia I. Ferenc lemondott Nápolyra vonatkozó igényéről is, és cserébe V. Károlytól visszakapta Burgundiát. A nagyhatalmak itáliai háborúit az 1559-es cateau-cambrésis-i béke zárta le, amelyben Spanyolország elnyerte egész Dél-Itáliát, valamint Milánót.

### Reformáció és ellenreformáció

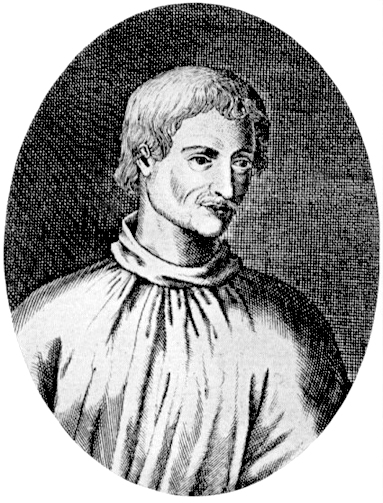
Giordano Bruno

A reneszánsz pápák és főpapok fényűzése, a püspöki székek betöltése körüli visszaélések, a papság és szerzetesség méltatlan életvitele, az egyház korrupciója miatt sokan átfogó reformot sürgettek. Azonban az 1512–1517 közötti ötödik lateráni zsinat nem hozott előrelépést, megtiltotta a nem engedélyezett könyvek nyomtatását és világi politikai döntéseket hozott. A felfokozott hangulatban a német Martin Luther fellépése nagy visszhangot keltet és elindította a reformációt. A mozgalom kezdetben Itáliában is sikeres volt, a katolikus egyház azonban határozottan fellépett minden protestáns megnyilvánulás ellen. 1530-ban a Luthert pártoló Antonio Brucciolit kiutasították Firenzéből, és az Isztriába száműzött Pietro Paolo Vergerio püspök is kénytelen volt végül elhagyni Itáliát. 1531-ben Padovában nyilvános vitára került sor a reformációról, de újabbakat már nem rendeztek. Rotterdami Erasmus műveit (amelyeket először 1514-ben adtak ki Itáliában) eretneknek, sőt néha „lutheránusnak” (Erasmus lutheranus) nyilvánították. 1542-ben kinyilvánították, hogy az inkvizíció fő feladata a protestantizmus elleni küzdelem. 1558-ban kivégezték Bartolomeo Fonziót, Luther fordítóját, 1570-ben pedig a humanista Aonio Paleariót is.
Az 1545-ben kezdődött tridenti zsinat végre komolyan nekilátott megoldani az egyház – a protestánsok által is kritizált – problémáit. A dogmatikai határozatok megszüntette a búcsúcédulák körüli visszaéléseket, megtiltotta a püspöki tisztségek halmozását, papi szemináriumok létesítését határozták el és összeállították a tiltott könyvek jegyzékét. Engedélyezték, hogy a püspökök is felléphessenek az eretnekek ellen. 1571-ben felállították az Indexkongregációt, amely a robbanásszerűen növekvő könyvpiac cenzúrázását végezte.

### A török veszély
Az Oszmán Birodalom felemelkedése súlyosan veszélyeztette Itália gazdasági érdekeit. 1453-ban a törökök elfoglalták Konstantinápolyt, 1475-ben pedig Genovának fel kellett adnia a Fekete-tenger északi peremén lévő kaffai kolóniáját. Velence 1460-ban elvesztette peloponnészoszi támaszpontjait, bár Kréta szigetét 1645-ig, illetve 1669-ig még képes volt megtartani. 1480-ban a törökök először intéztek közvetlen támadást Itália ellen: elfoglalták Otrantót, amelyet azonban csak egy évig bírtak tartani. I. Szulejmán (1520–1566) idején a törökök inkább a Balkán és Rodosz felé terjeszkedtek. Utóbbit 1522-ben meghódították, majd Mohácsnál legyőzték a magyar királyt, 1529-ben pedig ostrom alá vették Bécset.
Az itáliai államokat érzékenyebben érintette a török flotta fokozódó dominanciája a Földközi-tenger keleti medencéjében. 1538-ban Hajreddín Barbarossa pasa a prevezai csatában legyőzte a Szent Liga egyesített hajóhadát. Bár Spanyolország és Velence egyesített flottái 1571-ben a lepantói tengeri csatában le tudták győzni a törököket, a modernizált török flotta a későbbiekben is jelentős fenyegetést képviselt és Velence kénytelen volt lemondani Ciprusról. Ezenkívül az észak-afrikai kalózok rendszeresen fosztogatták a kereskedelmi konvojokat és az itáliai kikötőket, különösen miután 1574-ben sikerült visszafoglalniuk Tuniszt, amelyet Spanyolország 1535 óta megszállva tartott.

### Spanyol–osztrák dominancia

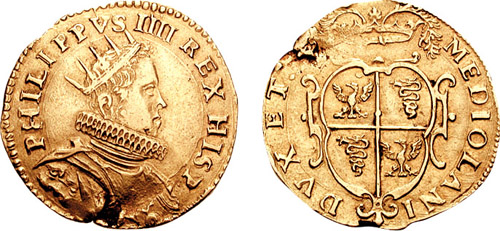
Milánói aranypénz IV. Fülöp spanyol király képével

Az 1559-es cateau-cambrésis-i béke után Itália nagy része (Dél-Itália, Szicília, Szardínia, Milánó) közvetlen spanyol uralom alá került, de a formailag független államokban, a pápai államban, a Toszkánai Nagyhercegségben és Genovában is erős volt a spanyol befolyás. Szavoja a spanyol és francia érdekszférák ütközőzónájába került. Egyedül Velence volt képes megőrizni függetlenségét.
A 16. század végére a fő kereskedelmi útvonalak a Földközi-tengerről egyre inkább az Atlanti-óceánra tevődtek át, amihez hozzájárultak az itáliai háborúk is. A spanyol-osztrák és a francia érdekek először a mantovai örökösödési háborúban (1628–1631) ütköztek össze. 1630–1632-ben és 1656–57-ben súlyos pestisjárványok vetették vissza a gazdasági fejlődést, amelyet erőteljesen visszafogott a spanyol fiskális politika is. Toszkánának határozott karanténintézkedésekkel sikerült megfékeznie a járványt. A háborús fosztogatás, az éhínség, a járványok a gazdasági és politikai hanyatlással jártak; éles ellentétben a még mindig virágzó kultúrával. Itália sokáig vezető szerepet töltött be mind a művészetek, mind a tudományok területén.

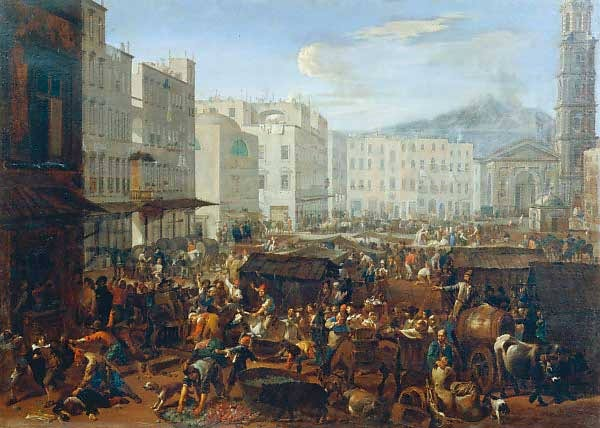
Masaniello lázadása (Michelangelo Cerquozzi és Viviano Codazzi képe)

A spanyolok adóztatásai ellen lázadások törtek ki, amelyek közül a leghíresebb a nápolyi halász, Tommaso Masaniello felkelése volt. A zavargások 1647-ben az élelmiszerekre kivetett illetékek miatt lángoltak fel, és bár Masaniellót meggyilkolták, a Gennaro Annese vezette felkelőknek december 17-ére sikerült kiűzniük a spanyolokat a városból. A felkelést a francia II. Henri de Guise herceg is támogatta, aki I. Anjou René leszármazottjaként igényt tartott a Nápolyi Királyságra, és visszaverte a spanyol csapatokat. Kikiáltották a Nápolyi Köztársaságot, amely azonban néhány hónap után elbukott, mikor a belső konfliktusok miatt a nápolyi Gennaro Annese beengedte a városba a spanyolokat. A Nápoly visszaszerzésére tett kísérlet során II. Henri spanyol fogságba esett. Hasonló népfelkelésekre került sor 1647/48-ban Palermóban Giuseppe d'Alesi és Salernóban Ippolito Pastina vezetésével. 1701-ben a nápolyi nemesség a Macchia-összeesküvés során lázadt fel; ismét hiábavalóan.
1701-ben kihalt a spanyol Habsburg-ág. Az ezt követő spanyol örökösödési háború eredményeképpen Milánó, Nápoly (Szicília nélkül) és Szardínia Ausztriához került. Genovában 1746-ban felkelés tört ki az osztrák uralom ellen, amelyet állítólag egy kődobáló fiatal kezdett el; becenevét, a Balillát az olasz himnuszban is megemlítik.
Savoya hercege megkapta Szicíliát és Montferratot is. 1720-ban a Savoyai-ház elcserélte Ausztriával Szicíliát Szardíniára és megalapították a Szardínia-Piemonti Királyságot, melynek első királya II. Victor Amadeus volt.
Spanyolország 1735/38-ban megszerezte Nápolyt és Szicíliát, 1748-ban Parmát, és Madridtól függő másodlagos monarchiát (szekundogenitúrát) hozott létre. Firenzében 1737-ben kihaltak a Mediciek és a Habsburg-Lotaringiai-ház itt alapított hasonló szekundogenitúrát. A Genovai Köztársaság 1768-ban eladta Korzika szigetét Franciaországnak. Itália a 18. században is az európai nagyhatalmi politika színtere maradt. Az 1748-ban kialakított rendszer 1796-ig stabil maradt, de Itália politikai, gazdasági és társadalmi hanyatlásnak indult. Bár a lakosság száma 1700 és 1800 között 13,6 millióról 18,3 millióra nőtt, a teljes európai népességen belüli aránya csökkent, mivel a szomszédos országokban a növekedés sokkal gyorsabb volt.

## Napóleon és a bécsi kongresszus (1796–1815)

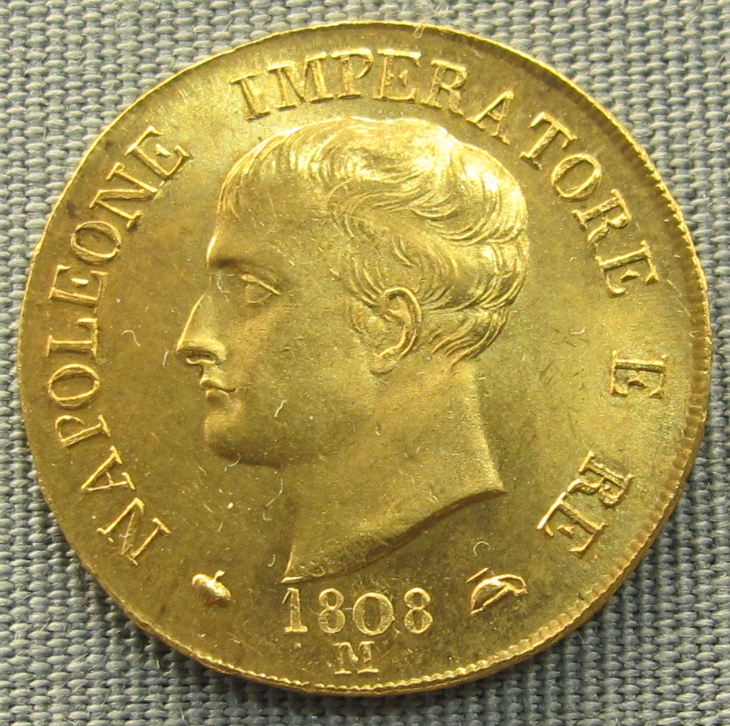
Negyvenlírás érme Napóleon itáliai király arcképével

1796/97-ben Bonaparte Napóleon az itáliai hadjárat során elfoglalta Észak- és Közép-Itália nagy részét, és a Campo Formió-i békében arra kényszerítette Ausztriát, hogy ismerje el hódításait és mondjon le itáliai birtokairól. A Velencei Köztársaság megszűnése után Ausztria megkapta annak területét (a Jón-szigetek kivételével), Itália többi részén pedig Franciaország vazallus államokat hozott létre. Észak-Itáliát a „Transzalpin Köztársaság” néven egyesültek, amelyet később Ciszalpin Köztársaságnak neveztek át. Genovából lett a Liguriai Köztársaság, az 1799-ben meghódított Nápolyi Királyságból pedig a Parthenopéi Köztársaság. 1797. január 7-én a rövid életű Ciszpadán Köztársaság kongresszusa a Franciaországból importált zöld–fehér–piros trikolórt – az akkori vízszintes csíkos változatban – először nyilvánította egy itáliai állam nemzeti lobogójává; A zöld-fehér-piros trikolór később az olasz nemzeti mozgalom fontos szimbólumává vált. 1798-ban a franciák elfogták VI. Piusz pápát, és a pápai állam helyett kikiáltották a Római Köztársaságot.

Itália a bécsi kongresszus után

1799-ben a második koalíciós háború során az orosz-osztrák csapatok súlyos vereségeket mértek a franciákra Itáliában, az itteni francia uralom összeomlott és a régi rend részben helyreállt. A következő évben Napóleon ismét megszállta a félszigetet és újabb politikai átszervezés következett. A Toszkánai Nagyhercegségből Etruriai Királyság lett, a Ciszalpin Köztársaságból pedig Itáliai Köztársaság, amelynek első konzulja Napóleon volt. Piemont francia katonai közigazgatás alatt maradt. 1804-es császárrá koronázása után Napóleon az Itáliai Köztársaságot Itáliai Királysággá alakította át és 1805-ben Milánóban a vaskoronával megkoronáztatta magát. A harmadik koalíciós háborút követő 1805-ös pozsonyi béke a korábbi velencei területeket (Isztriával és Dalmáciával együtt) az Itáliai Királysághoz csatolta (a keleti részekből alakultak meg 1809-ben az Illír tartományok). 1806-ban a Bourbonokat ismét kiűzték a Nápolyi Királyságból, és Napóleon bátyját, Józsefet ültették az uralkodói székbe, akit 1808-ban sógora, Joachim Murat követett.
A dél-itáliai Bourbonok és a Savoyaiak a brit flotta védelmének köszönhetően meg tudták tartani Szicíliát és Szardíniát. Napóleon 1808-ban ismét megszállta a pápai államot és az Itáliai Királysághoz csatolta; egyúttal annektálta az Etruriai Királyságot, Liguriát és Parmát is. Itália ekkor (Szicília és Szardínia kivételével) teljes mértékben közvetlen vagy közvetett francia uralom alatt állt.
Napóleon bukása után a bécsi kongresszuson ismét átrajzolták Itália politikai térképét. Ausztria visszakapta Lombardiát és Venetót is; a pápai állam visszanyerte függetlenségét (de Avignon Franciaországhoz került); a Szardíniai Királyságot a Genovai Köztársaságnak adták; Napóleon feleségét, Habsburg Mária-Lujzát Parma, Piacenza és Guastalla trónjára ültették; Modena és Reggio hercegségét a Habsburg-Este dinasztia kapta; szintén egy Habsburg uralkodó került a Toszkánai Nagyhercegség élére; a korábban formálisan különálló Nápolyi és Szicíliai Királyságot pedig a Két Szicília Királyságában egyesítették.

## Függetlenségi mozgalmak és az olasz egyesítés (1815–1870)
Az egységes nemzetállam megalakításának korszakára Olaszországban a Risorgimento („újjászületés”) kifejezést használják.
1815 után a Szárd-Piemonti Királyság maradt az egyetlen olyan jelentős itáliai állam, amelyet hazai dinasztia uralt. Itália továbbra is a külföldi hatalmak befolyása alatt állt, bár a Német-római Birodalom 1806-os felszámolásával legalább megszűntek a „birodalmi Itália” iránti osztrák követelések. Minél inkább igyekeztek az külföldi dinasztiák visszaállítani a Napóleon előtti társadalmi viszonyokat, a szárd-piemonti uralkodó annál inkább haladó, abszolutizmusellenes fényben tűnt fel.
Egyre népszerűbbé vált a gondolat, hogy felszabadítsák Itáliát az idegen uralom, a szétdaraboltság, az abszolutizmus alól. Titkos társaságok alakultak; különösen befolyásosak voltak a nápolyi carbonarik (szénégetők), akiknek felkeléseket szerveztek a franciák ellen. Jelentős szerepet játszott Giuseppe Mazzini és az általa alapított Giovine Italia (Ifjú Itália) mozgalom, amelyhez az 1830-as években a carbonarik sok egykori tagja csatlakozott szervezetük szétverése után. 1820 júliusában a carbonarik felkelése rákényszerítette I. Ferdinánd szicíliai királyt, hogy olyan alkotmányt írjon alá, amely Isten mellett a népet is a hatalom forrásaként tüntette fel. A felkelés leverése után azonban az alkotmányt visszavonták. Az 1830-as párizsi forradalmat követően Modena-Reggióban és a pápai államban szintén felkelések törtek ki, de azok is kudarcot vallottak.

### Piemont az egységmozgalom élén

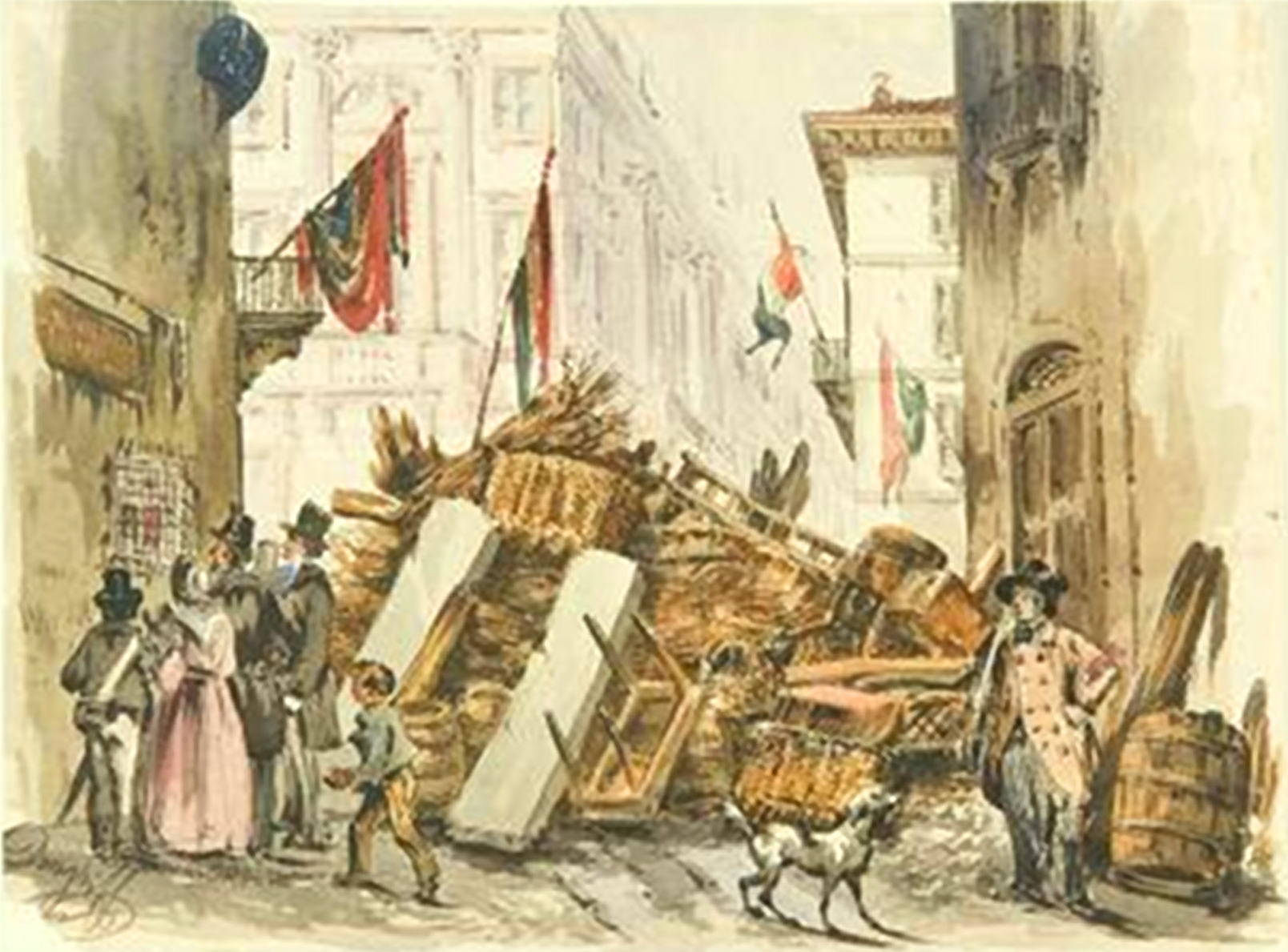
A milánói forradalom 1848 márciusában (Felice Donghi képe)

A viszonylag liberális Szárd-Piemonti Királyság, ahol 1848-ban alkotmányt vezettek be és emancipálták a zsidókat, az olasz egység mozgalmának élére állt.
Az 1848-as forradalmi hullám során utcai harcok törtek ki számos itáliai nagyvárosban. Forradalmi kormányok alakultak Milánóban (1848. március 18–22.), Velencében (1848. március 17. – 1849. augusztus 22.) és Palermóban (1848. január 12.–1849. május 15.) 1849-ben Róma lakossága fellázadt a pápa világi uralma ellen és kikiáltották a Római Köztársaságot, amelyet egy triumvirátus irányított (1849. február 9-től július 4-ig).
A forradalmakat mind leverték. Hiába üzent hadat Károly Albert szárd-piemonti király Ausztriának, 1848 júliusában Custozzánál, majd a háború újrakezdése után a következő év márciusában Novaránál vereséget szenvedett a Radetzky marsall vezette osztrák haderőtől. Az uralkodó ezután lemondott fia, II. Viktor Emánuel javára és a Bourbonok, a pápa, az osztrák császár uralmát visszaállították.

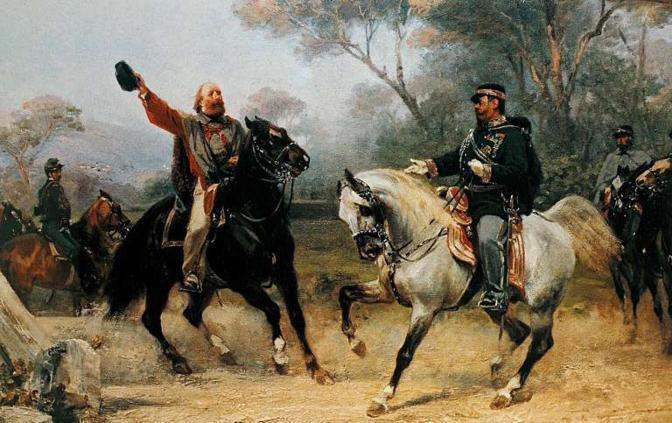
Garibaldi és II. Viktor Emánuel (Sebastiano De Albertis képe)

### Olaszország egyesítése

Olaszország 1860–1866 között

1855–56-ban Szardínia-Piemont segítette a franciákat a krími háborúban és ezzel elnyerték Párizs támogatását egyesítési terveihez. 1859-ben – ezúttal francia segítséggel – ismét megtámadták Ausztriát Észak-Itáliában. Az osztrákok vereséget szenvedtek a magentai és a solferinói csatában is, és a villafrancai fegyverszünetben Ausztria lemondott Lombardiáról. Ezzel párhuzamosan felkelések törtek ki, többek között Toscanában és Modenában. 1860-ban a helyi népszavazások eredményeképpen Parma-Piacenza, Toscana, Modena és a Pápai állam egyes részei csatlakoztak Szardínia-Piemonthoz.
Az egyesülési folyamatban különösen nagy szerepet játszottak a Giuseppe Garibaldi által vezetett önkéntes osztagok, amelyek 1860-ban a legendás „marsalai ezrek” hadjáratával ellenőrzésük alá vonták a Két Szicília Királyságot. II. Ferenc király elmenekült, Garibaldi pedig Viktor Emánuel nevében kikiáltotta magát Szicília diktátorának. Cavour, Szardínia-Piemont miniszterelnöke hadsereget küldött délre, részben azért, hogy Garibaldi segítségére siessen, részben pedig azért, hogy megakadályozza az egyesítési folyamat republikánus irányba való elhajlását. A szardíniai csapatok megszállták a Pápai államhoz tartozó Umbriát és Marchet, ahol, akárcsak a Két Szicília Királyságában, népszavazás döntötte el a Szardínia-Piemonthoz való csatlakozást. 1861. március 17-én II. Viktor Emánuelt az egységes Olaszország királyává kiáltották ki.

### Velence és Róma annektálása
Az 1866-os porosz-osztrák háborúban Olaszország Berlin szövetségeseként hadba lépett Ausztria ellen. Bár maga súlyos vereségeket szenvedett Lissánál és Custozzánál, a végső porosz győzelem miatt Veneto és Friuli az 1866. október 3-án megkötött bécsi béke értelmében Olaszországhoz került. Az október 21-én és 22-én tartott népszavazások megerősítették az annexiót.
Az Olaszország és Franciaország által 1864-ben megkötött szeptemberi egyezménnyel ellentétben 1870-ben a pápai állam megmaradt részeit is annektálták (a Vatikán kivételével) és Róma lett Olaszország új fővárosa. IX. Piusz pápa, aki így elvesztette világi uralmát, 1878-ban bekövetkezett haláláig a „Vatikán foglyának” tekintette magát, és megtiltotta a katolikusoknak, hogy részt vegyenek az olasz politikai életben. Az úgynevezett római kérdés egészen a lateráni egyezmény 1929-es megkötéséig feszültségeket okozott az olasz nemzetállam és az egyház kapcsolataiban.

## Olasz Királyság (1861–1946)

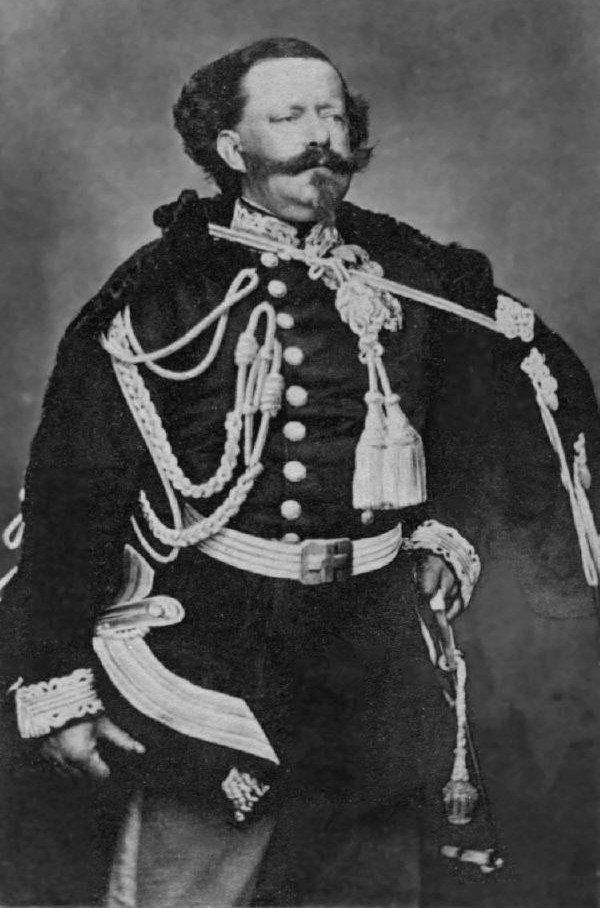
II. Viktor Emánuel, az első olasz király

Az 1861-ben alapított Olasz Királyságnak gazdasági és társadalmi nehézségekkel, az észak-déli megosztottsággal és a déli államokban garázdálkodó rablóbandákkal kellett szembenéznie; utóbbiak felszámolása 1861–1865 között már-már polgárháborús jelleget öltött. A rendkívüli állapotot éveken át újra és újra meghosszabbították, a hadbíróságok számolatlanul börtönözték be vagy lőtték agyon a lázadókat és szimpatizánsaikat. Csak Catanzaro tartományban 1560 rablót „likvidáltak” 1861 és 1862 között. Bár földet osztottak és csökkentették az adókat, a lakosság nyomorán alig tudtak javítani. Olaszország 1861-es megalakulásakor a 21,8 milliós lakosság több mint 75%-a analfabéta volt.
1876-ig a konzervatív liberális jobboldal (utólagos elnevezéssel történelmi jobboldal, Destra storica) alakított kormányokat Rómában, majd ekkor Agostino Depretis vezetésével a liberális reformista baloldal ("történelmi baloldal', Sinistra storica) került uralomra, míg 1887-ben Francesco Crispivel vissza nem tért a jobboldal. Ezeket a táborokat azonban nem lehet politikai pártokként azonosítani. A kormány stabilitásának megőrzése érdekében általános gyakorlat volt az ún. trasformismo, vagyis hogy a másik tábor centrista tagjait átcsábítsák és izolálják a politikai szélsőségeket.

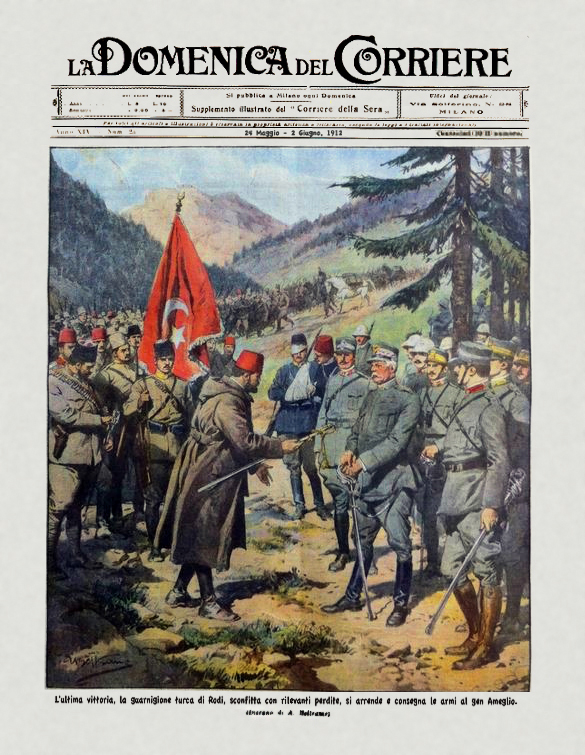
A rodoszi helyőrség megadja magát az 1912-es olasz-török háborúban

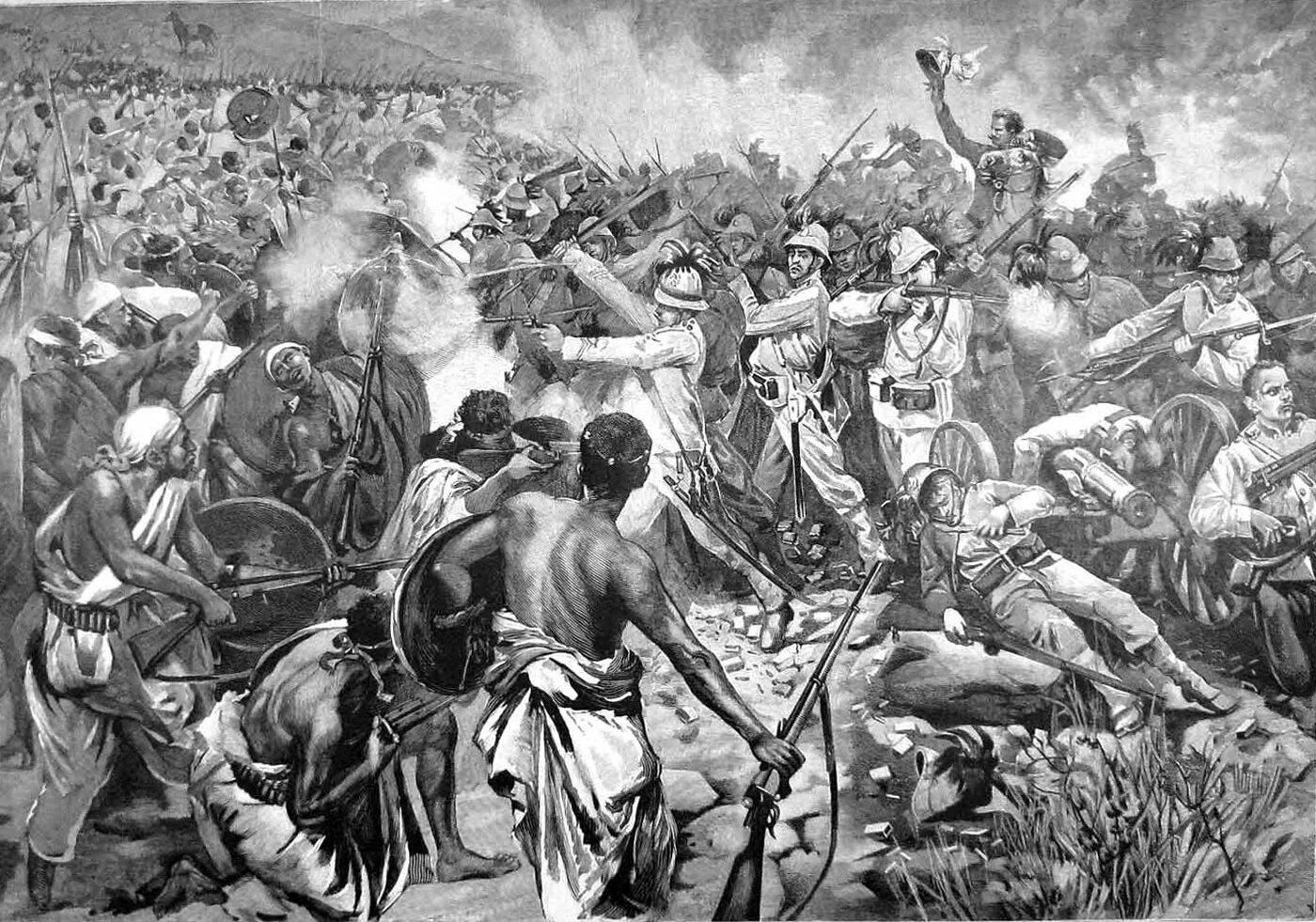
Etióp csapatok megtámadják az olaszokat (1896-os rajz)

1882-ben Olaszország csatlakozott Ausztria-Magyarország és Németország 1879-ben megkötött kettős szövetségéhez, amely így hármas szövetséggé bővült. Róma igyekezett kivenni részét a 19. század második felének gyarmatosító hullámából. 1881–1885-ben meghódította a Vörös-tenger menti etiópiai területeket, amelyeket 1890-ben Eritrea gyarmattá egyesítettek. 1889-ben Szomália déli része következett; ebből lett később Olasz-Szomáliföld. A további etiópiai területek meghódítására tett kísérletek az 1896-os aduai vereség miatt kudarcot vallottak. 1911–12-ben legyőzték az Oszmán Birodalmat és elcsatolták Líbiát és a Dodekanészosz-szigeteket. Az agresszívan terjeszkedő olasz imperializmust elsősorban a felső középosztály támogatta; Líbia meghódításában pedig Giovanni Giolitti (1903 novemberétől 1914 márciusáig öt kabinet miniszterelnöke) játszott fontos szerepet.
Az erős társadalmi feszültségek nyíltan megmutatkoztak, a szociális törvényeket illetően Olaszország az utolsó helyen állt Európában. A szocialista mozgalom nemcsak a kormány szociálpolitikáját, hanem a gyarmatosító terjeszkedést is kritizálta, ugyanis Francesco Crispi miniszterelnök adóemelésekkel és megszorító intézkedésekkel finanszírozta a kolonialista politikát. A belpolitikai ellentétek a milánói Bava Beccaris-féle mészárlásban kulmináltak. 1898. május 7-én tömegtüntetésekre került sor az egyre emelkedő kenyérárak miatt. Fiorenzo Bava Beccaris tábornok rendkívüli állapotot hirdetett ki, majd ágyúval és puskákkal a tömegbe lövetett, ezzel 82 (más források szerint 300) ember halálát okozva. I. Umberto király táviratban gratulált a tábornoknak és kitüntette. Ezzel maga is a forradalmárok célpontjává vált és 1900-ban az anarchista Gaetano Bresci lelőtte.
Umbertót III. Viktor Emánuel követte, de az állam meghatározó személyisége Giovanni Giolitti volt, aki 1901-től 1903-ig a belügyminiszteri, majd 1903-tól 1914-ig megszakításokkal a miniszterelnöki (és gyakran belügyminiszteri) tisztséget látta el. Kész volt engedményeket tenni a reformista és forradalmi mozgalmaknak, és támogatta az iparosítást. 1886-ban bevezették a magán-egészségbiztosítás állami támogatását, 1898-ban pedig az első kötelező balesetbiztosítást, Giolitti 1912-ben német mintára elindította a teljes állami társadalombiztosítást. Megreformálta a választási törvényt is, így megszűntek a vagyonra vonatkozó korlátozások, és a választásra jogosultak száma 8 millió főre emelkedett.

### Kivándorlás, munkásmozgalmak

Olasz kivándorlás régiók szerint (1876–1915)

Az állam csak nagyon későn reagált a drasztikus társadalmi változásokra, mert a társadalmi elit sokáig nem volt hajlandó cselekedni és az egyházra hárította a válság kezelését. Olaszország lakossága az 1800 körüli 18,3 millióról 1850-re 24,7 millióra, 1900-ra pedig 33,8 millióra nőtt; azonban az ország népességének aránya Európán belül tovább csökkent. Ennek oka részben relatív elmaradottsága volt, másrészt viszont 1852-től kezdve tömeges kivándorlás indult meg Itáliából: 1985-ig összesen mintegy 29 millió ember hagyta el az országot. 1876–1890 között leggyakrabban északon döntöttek hazájuk elhagyásáról (az emigránok között Veneto 17,9%-kal, Friuli-Venezia Giulia 16,1%-kal, Piemont 12,5%-kal részesedett), de ezután egyre többen emigráltak délről is. 1880–1925 között 16 millió 630 ezer olasz (8,3 millió északról, 6,5 millió délről, a többi Közép-Itáliából) vándorolt ki elsősorban az Egyesült Államokba (ahol az olaszok leszármazottai 6%-os népességen belüli arányukkal ma a németek és az írek után a harmadik legnagyobb európai bevándorlócsoportot jelentik) és Argentínába (ahol az olasz származásúak a lakosság mintegy felét teszik ki), de sok olasz emigránst fogadott be Brazília, Kanada, Ausztrália és a latin-amerikai országok is.
A kivándorlást egyrészt a mezőgazdaság stagnálása, másrészt a feudális maradványok, a nagybirtokosok és bérlők közötti konfliktusok kiéleződése okozta. A gyorsan növekvő városokban a tétova iparosítás nem biztosított elegendő munkahelyet. A gyenge belső fogyasztás, a magas adók, a kevés tőke visszafogta a gazdaság fejlődését. A kormány magas vámokkal igyekezte megvédeni a hazai gazdaságot, erre válaszul azonban a többi ország (pl. a franciák) hasonló vámokkal sújtották az olasz árukat.
Az 1880-as években megindult a munkások szerveződése és a kormányzat hamarosan lépéseket tett a Partito Operaio (Munkáspárt) ellen. Politikai erejük megszilárdítására az ország összes szocialista szervezetét egy pártban egyesítették és 1892-ben megalakult az Olasz Munkások Pártja (Partito dei Lavoratori Italiani), amelyet egy évvel később átkereszteltek Olasz Szocialista Pártra (Partito Socialista Italiano). Francesco Crispi miniszterelnök sikertelenül próbálta betiltani a szocialista mozgalmat. Utódja, Giovanni Giolitti 1901-ben megpróbálta bevonni a pártot a kormányába, amit az elutasított. A szocialista pártról 1912-ben leszakadtak a reformszocialisták (Partito Socialista Riformista Italiano) akik hazafias okokból támogatták a törökök elleni háborút. 1917-ben a pártvezetés háborúellenes álláspontja ellenére képviselőik többsége megszavazta Olaszország belépését az első világháborúba.

### Az első világháború

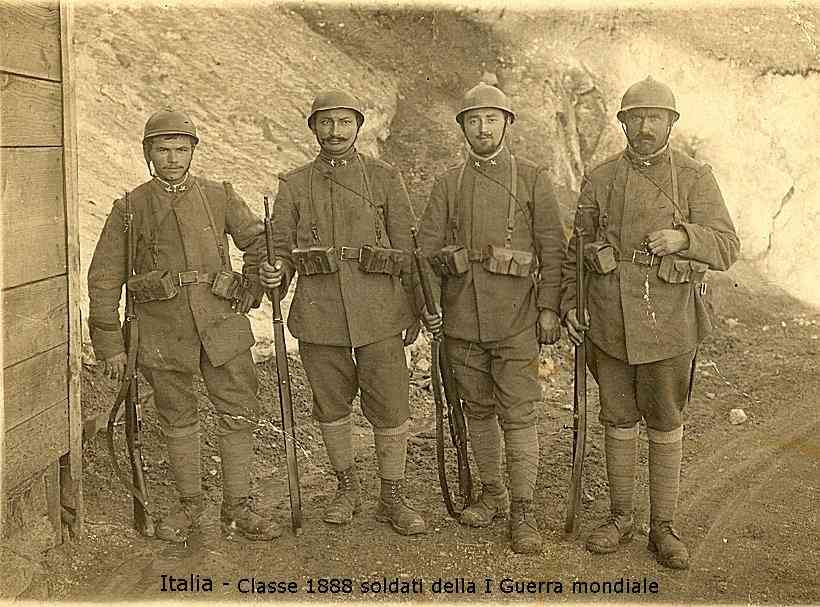
Olasz katonák az első világháborúban

Bár Olaszország formálisan Németország és Ausztria szövetségese volt, az első világháború kitörésekor Antonio Salandra kormánya kinyilvánította országa semlegességét (arra hivatkozva hogy a hármas szövetség védekező jellegű, Ausztria viszont aktívan megtámadta Szerbiát). Ennek ellenére az intervencionisták (köztük az akkor még a Szocialista Párthoz tartozó Benito Mussolini) sürgették a háborúba való belépést, hogy megvalósíthassák irredenta terveiket (vagy az Ausztriához tartozó Isztria, Trieszt, Friuli, Dalmácia, vagy a francia Korzika, Nizza, Savoya annektálását). 1915 márciusában Olaszország tárgyalásokat folytatott Ausztria-Magyarországgal, de az önként legfeljebb Trentino déli részeinek átengedésére volt hajlandó. Az antant többet ígért: győzelem esetén Dél-Tirolt egészen a Brenner-hágóig, a teljes osztrák tengerpartot (Isztriát és Dalmáciát), valamit további gyarmatokat. Miután a megállapodást a londoni egyezményben rögzítették, Róma 1915. május 4-én egyoldalúan felmondta a hármas szövetséget, és május 23-án hadat üzent Ausztria-Magyarországnak (a Német Birodalomnak csak 1916-ban).
Olaszország és Ausztria-Magyarország két fronton állt szemben egymással: az Isonzó hegyi folyó vidékén, valamint az Alpokban, Trentinóban és attól délre. A hegyvidéki háború a védőknek kedvezett. Az Isonzó frontján 1915 és 1917 között tizenegy csatára került sor, amelyek Olaszországnak csak kisebb területi nyereséget hoztak. Trentinóban az osztrákok nagyszabású támadással próbálták megtörni az Isonzó-frontot, ez azonban a kezdeti sikerek után kudarcot vallott, és a keleti fronton indított orosz Bruszilov-offenzíva miatt fel kellett hagyni vele. Emellett kisebb tengeri csaták is voltak az Adrián.

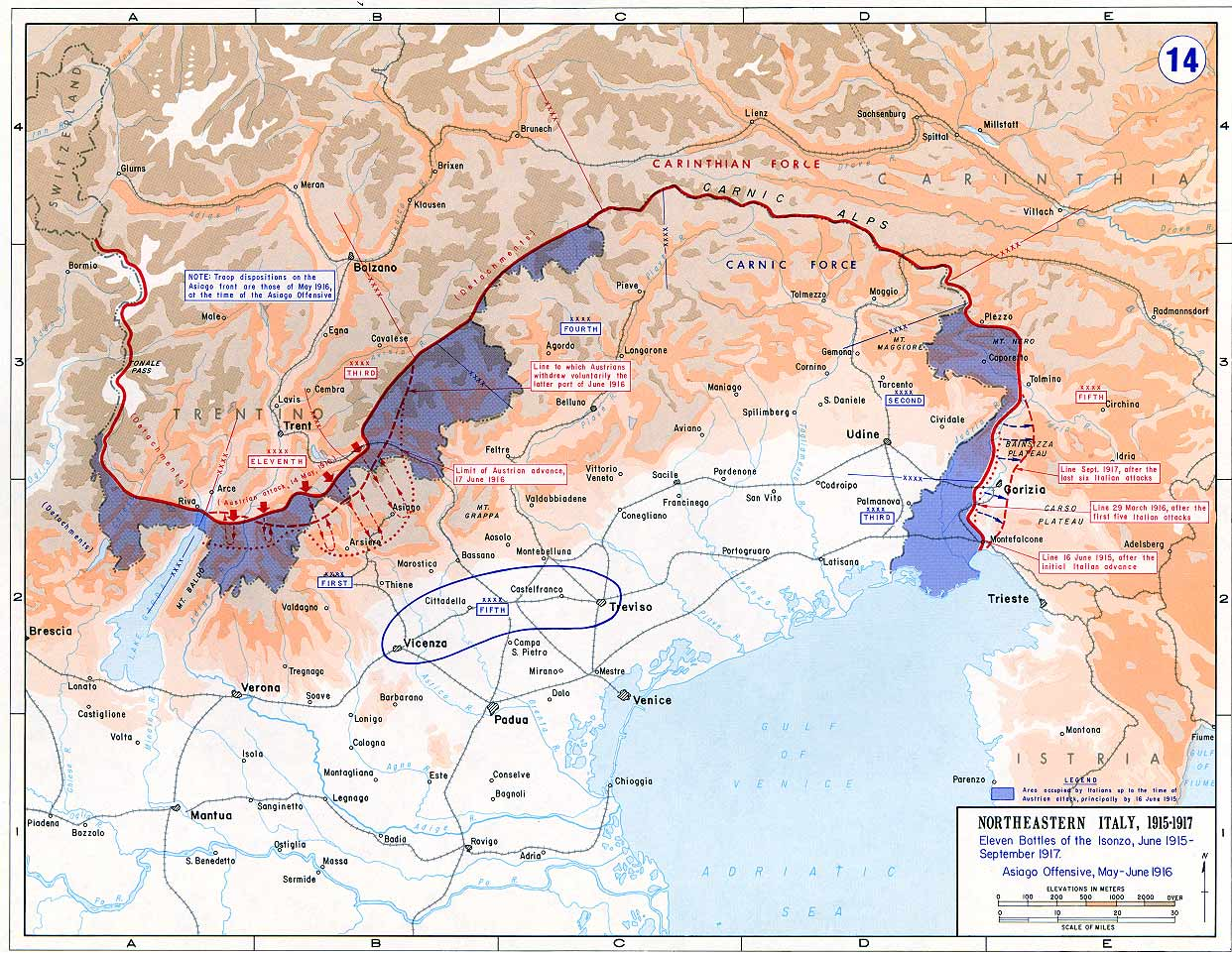
Az olasz-osztrák front
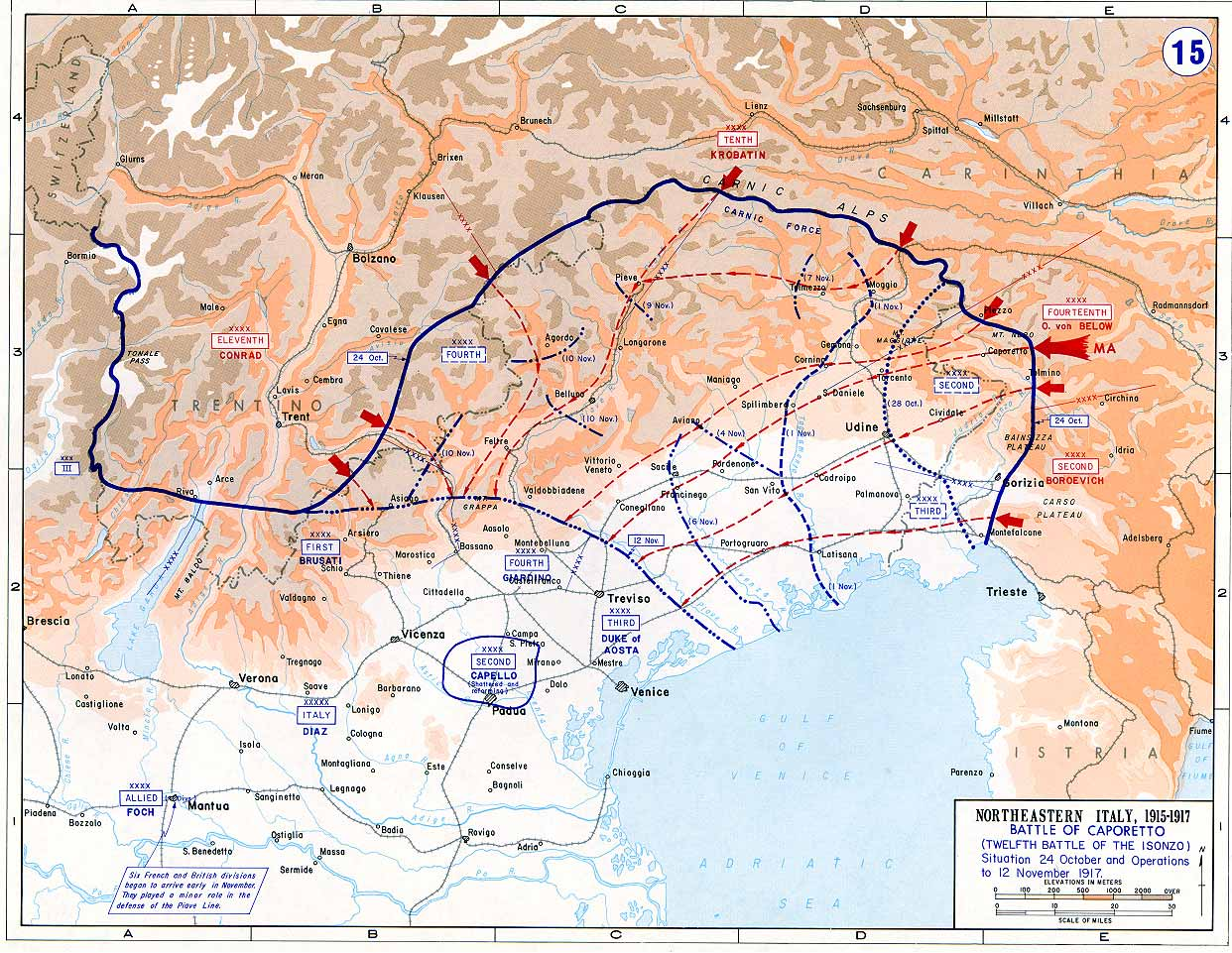
A caporettói áttörés
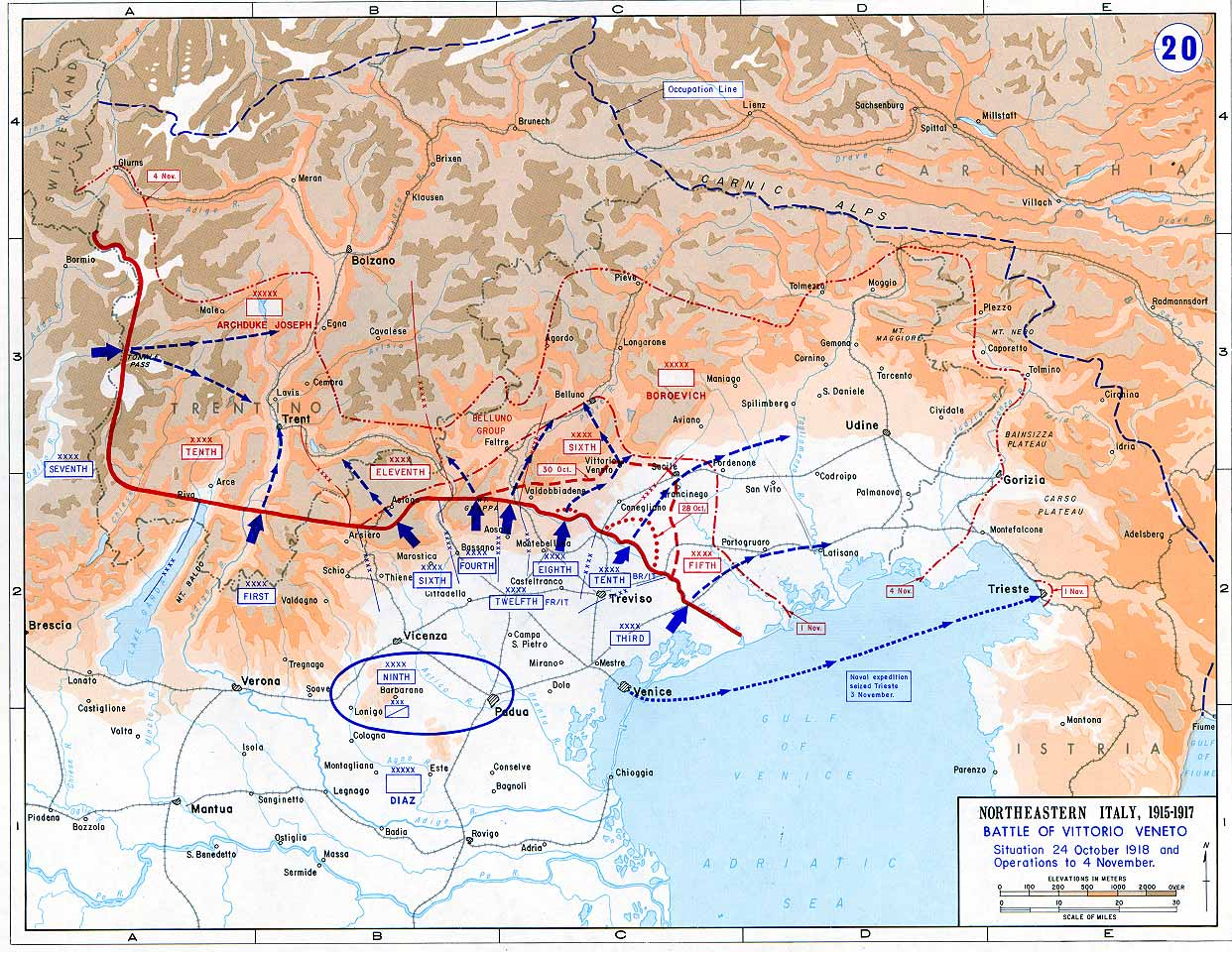
A Vittorio Venetó-i csata

Amikor Olaszország 1917-ben a tizenegyedik isonzói csatában elfoglalta a Bainsizza-fennsíkot, a megtépázott osztrák-magyar front déli szakasza veszélybe került. Berlin több német hadosztályt bocsátott Bécs rendelkezésre a folyó felső szakaszánál végrehajtott felmentő támadáshoz. 1917 októberében a tizenkettedik isonzói csatában a német és osztrák-magyar csapatoknak sikerült áttörniük Caporettónál és az olasz hadsereget visszavetették a Piave folyóig. Ezzel egyidejűleg Asiagótól északkeletre összeomlott az olasz hegyi front is. A központi hatalmak előrenyomulását csak a Monte Grappánál és a megáradt Piavénál sikerült feltartani, míg az antant erősítést nem küldött a hadi helyzet stabilizálására. Cadorna olasz vezérkari főnököt a súlyos vereség miatt leváltották. Az osztrákok már 1916 februárjától támadták repülőgépekkel az észak-olaszországi városokat, például Veronát, Padovát és Velencét.

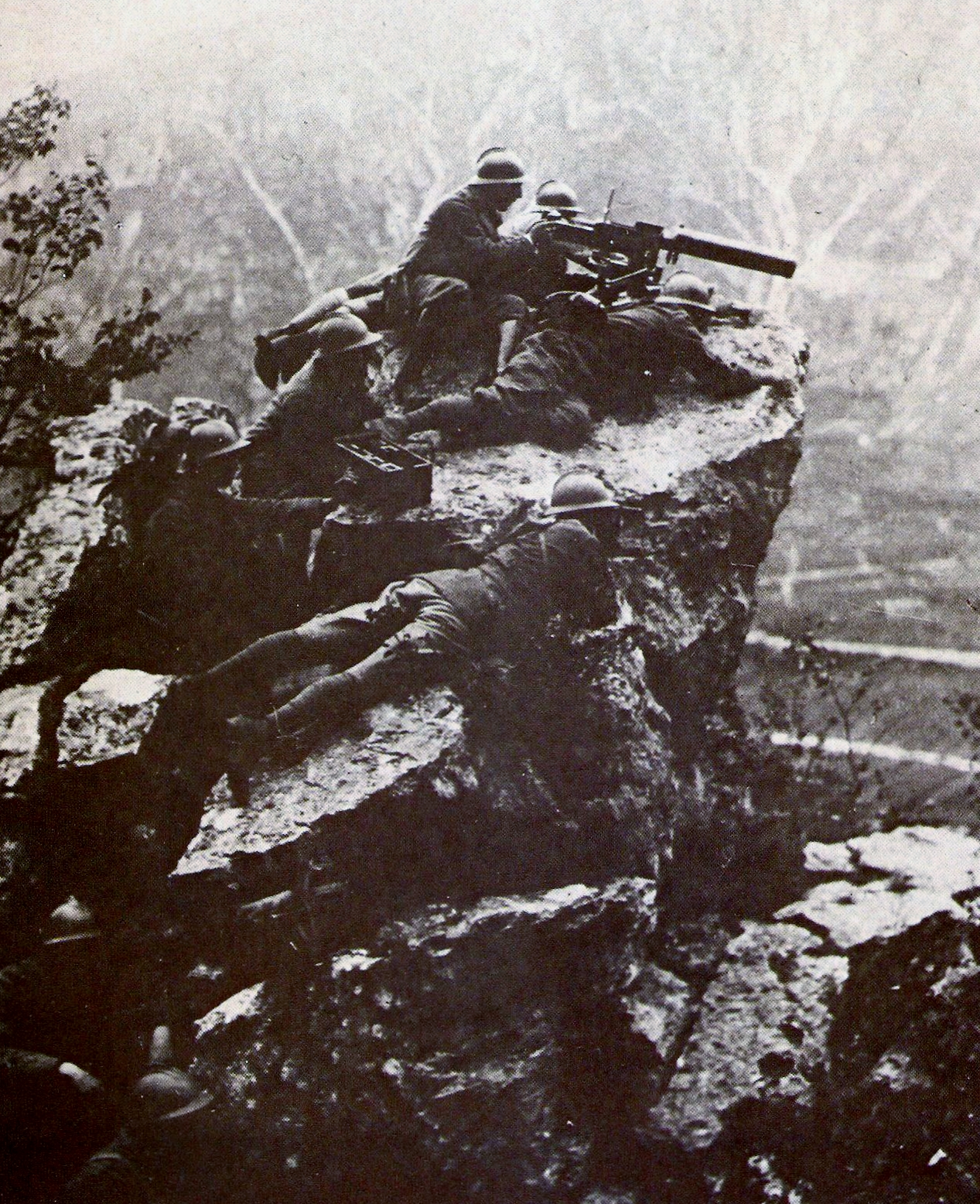
Olasz géppuskások a Monte Grappán

1918 júniusában, a második piavei csatában visszaverték az utolsó osztrák áttörési kísérletet. 1918 októberében Olaszország offenzívát indított és a Vittorio Venetó-i csatában áttörte az osztrák-magyar frontot. Ausztria-Magyarország a padovai fegyverszünetben kénytelen volt teljesíteni az antant és Róma minden követelését, gyakorlatilag feltétel nélkül megadta magát. Az olasz csapatok ezután megszállták nekik ítélt területeket, többek között Dél-Tirolt. Dél-Albánia 1916 januárjától külön hadszíntérnek számított, amelyet Olaszország saját befolyási övezetének tekintett, és ahonnan csapatai 1920-ig nem vonultak ki.

Olaszország a saint-germaini béke után

Az első világháborúban Olaszország összesen 5 millió 615 ezer embert mozgósított, akik közül 650 ezer elesett, 947 ezer pedig megsebesült. 1976 gyárat vontak be a háborús termelésbe, a munkások létszáma egyedül a Fiatnál a 4000-ről 40 500-ra emelkedett. 1917-ben 443 sztrájkban 168 ezer munkás vett részt, 1920-ban pedig egymillió munkást érintő gyárfoglalásokra került sor.
Az 1919-es saint-germaini békeszerződésben Olaszország megkapta Trentinót, Dél-Tirolt, Isztriát és Krajna egy részét, Zára városát és néhány észak-dalmát szigetet. Mindazonáltal Olaszország kevesebbet kapott, mint amire számított. Mivel a dalmát tengerpart Jugoszláviáé lett, le kellett mondania a kelet-adriai térség fölötti uralomról és gyarmatok sem jutottak neki. Vittorio Emanuele Orlando olasz miniszterelnök tiltakozásul elhagyta a béketárgyalásokat. Mussolini később a második világháborúba való belépéssel próbálta realizálni ezeket az imperialista célokat.
A többségében olaszlakta Fiume nem került a királysághoz, ezért Gabriele D’Annunzio félkatonai alakulataival 1919-ben bevonult a városba. A megszállást azonban nem ismerték el a nagyhatalmak és D'Annunziót megadásra kényszerítették. Róma és Belgrád a rapallói határszerződésben megállapodott a független Fiumei Szabadállam megalakításáról, ám egy 1922-es puccs során olasz nacionalisták vették át a hatalmat és egyoldalúan csatlakoztak Olaszországhoz. Akciójukat az 1924 januárjában megkötött római szerződés szentesítette és Fiume Olaszországhoz került.

## A fasiszta Olaszország és a második világháború (1922–1945)

A fasiszta Olaszország címerben látható a fasces, amelyről a politikai mozgalom a nevét kapta

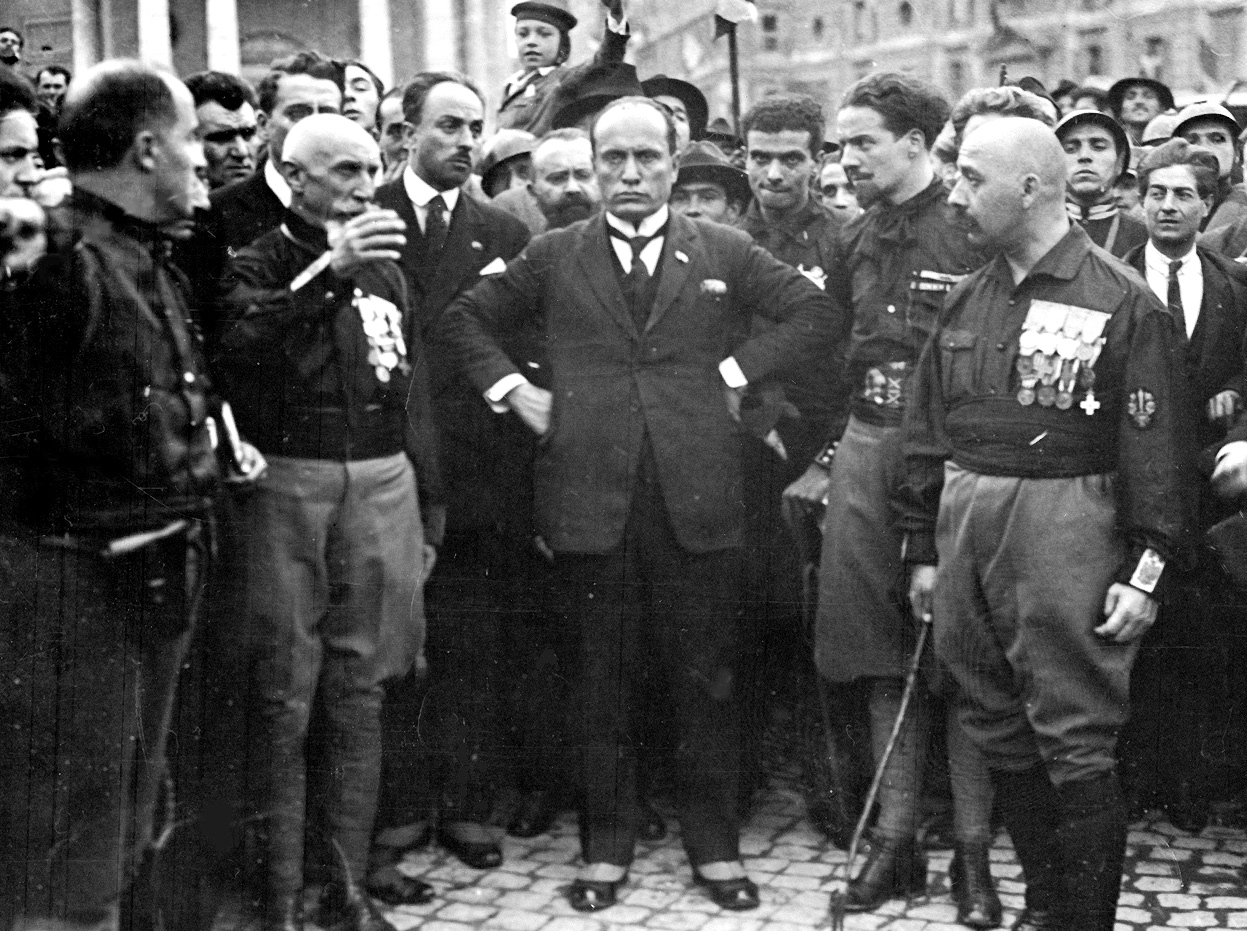
Mussolini a római bevonulás idején

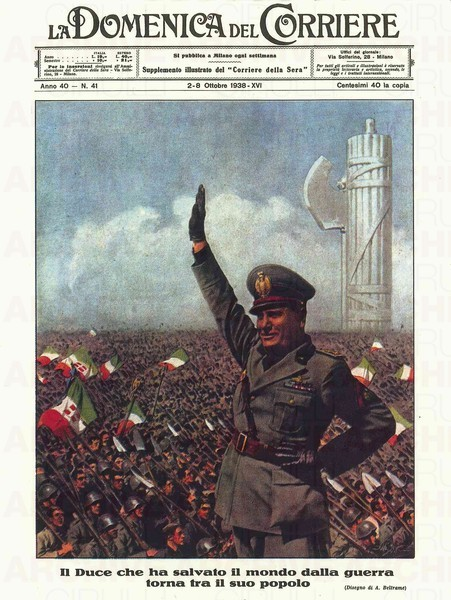
Mussolini propagandaképe egy olasz újság címlapján (1938)

Olaszország győzött ugyan az első világháborúban, de a nacionalisták úgy érezték, hogy győzelmét a szövetségesek és a kishitű politikusok „megcsonkították” (Gabriele D'Annunzio használta először a „vittoria mutilata” kifejezést). A háborút követő mély gazdasági, társadalmi és politikai válság a polgárháború szélére sodorta az országot. Az 1919-es és 1920-as „két vörös év” (Biennio rosso) a baloldal erőteljes agitációjával telt: a tüntetések és sztrájkok, amelyek közül sok erőszakos gyár- és földfoglalással végződött, megbénították Olaszország 
gazdaságát. A Vittorio Emanuele Orlando és Francesco Saverio Nitti vezette kormányoknak nem sikerült úrrá lenniük a válságon. Benito Mussolini ügyesen használta fel a burzsoázia és a nagybirtokosok bolsevik forradalomtól való félelmet arra, hogy a törvény és a rend képviselőjeként tüntesse fel magát. Ezt a „két fekete év” (Biennio nero) követte 1921-ben és 1922-ben. A fasiszta osztagok, a feketeingesek félkatonai alakulatai megtámadták a szocialista és katolikus szakszervezeti mozgalmakat, valamint a felforgatónak tartott baloldali politikai ellenfeleket. Az 1919 és 1922 közötti polgárháborúszerű harcokban összesen mintegy 1000 fasiszta és antifasiszta halt meg.
1921 végére Mussolini a laza szélsőjobboldali mozgalmat párttá, a Nemzeti Fasiszta Párttá (Partito Nazionale Fascista, PNF) szervezte és 1922 októberében mintegy 26 ezer támogatója bevonult a fővárosba (Marcia su Roma), hogy Luigi Facta miniszterelnök lemondását követelje. III. Viktor Emánuel király az állítólagos puccsveszély miatt menesztette Factát és Mussolinit nevezte ki a kormány élére.
1923 júliusában új választási törvényt (az ún. Acerbo-törvényt) fogadtak el, amely a legtöbb szavazatot kapott pártnak biztosította a parlamenti helyek kétharmadát. Nem sokkal az 1924. április 6-i választások után elrabolták és meggyilkolták Giacomo Matteotti szocialista ellenzéki politikust. A közvetett bizonyítékok szerint ezt a gyilkosságot maga Mussolini rendelte el; 1925. január 3-án a képviselőházban tartott hírhedt beszédében ezt ő maga is elismerte. Ugyanakkor kihasználta az alkalmat, hogy meghirdesse a fasiszta diktatórikus államszervezet kiépítését. 1926 novemberében betiltották az összes ellenzéki pártot. Az 1928-as választásokon csak a PNF által jóváhagyott jelöltek indulhattak, majd a Fasiszta Nagytanács (Gran Consiglio del Fascismo) létrehozásával megszületett az a testület, amely egyesítette a párt és az állam funkcióit. Befejeződött az olasz állam fasiszta diktatúrává való átalakítása.
Nacionalista ideológiájához hűen a rezsim szigorú olaszosítási politikát folytatott. Sokat szenvedtek az ország etnikai kisebbségei, különösen a provence-i franciák, a szlávok és a dél-tiroliak. 1929. február 11-én a Vatikán és az Olasz Királyság megkötötte a lateráni egyezményt, amely elismerte az egyházi állam szuverenitását, szabályozta az egyház és az olasz állam közötti kapcsolatokat, és kártérítést biztosított a Vatikánnak. A fasiszta kormány ezzel megoldotta a katolikus egyház és az olasz állam közötti kapcsolat 1870 (Róma megszállása) óta sok feszültséget okozó problémáját.
A gazdaságpolitika terén a rendszernek meg kellett küzdenie a nagy gazdasági világválsággal. A három legfontosabb, majdnem csődbe ment bankot már 1926-ban átvette az állam és az 1933-ban alapított Iparújjáépító Intézet (Istituto per la Ricostruzione Industriale) védőernyője alá helyezték (az intézményt csak 2000-ben számolták fel). Nagy beruházásokat hajtottak végre az állami infrastruktúrában; ilyen volt a Róma környéki Pontino-mocsarak lecsapolása, amely munkahelyeket teremtett a szegény családok számára. A rendszer a kereskedelem terén a protekcionista irányvonalat támogatta. 1925-ben elindították a „búzaharc” (battaglia del grano) kampányát, hogy gabonából önellátóvá tegyék az országot.
Az olasz külpolitika az 1923-as korfui incidenst követően arra irányult, hogy az országot a nemzetközi és a mediterrán rend és béke oszlopaként tüntesse fel. A fasiszta politika azonban egyre inkább radikalizálódott; a nemzet fennmaradásáért és terjeszkedéséért folytatott örök harcon alapuló ideológiai elkerülhetetlenül vezetett az erőszak alkalmazásához. Mussolini példátlan brutalitással folytatta le a még elődje által 1922-ben kezdeményezett második olasz-líbiai háborút, melynek során az olaszok kiirtották a térség lakosságának a negyedét, a túlélők felét elűzték, helyükre pedig olaszokat telepítettek. Az 1920-as évek végétől Mussolini titkosszolgálata felforgató tevékenységeket kezdett támogatni több európai országban is.

### Az abesszíniai háború és a második világháború

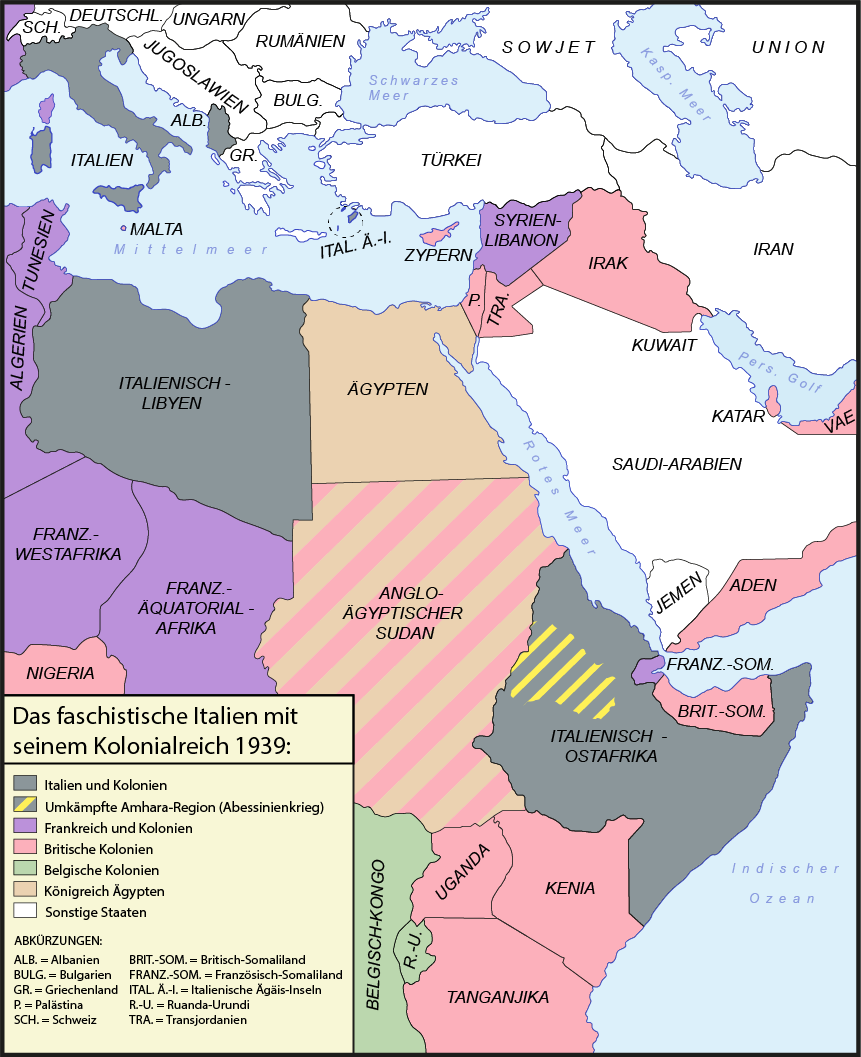
Olaszország és afrikai gyarmatai 1939-ben

Az 1935-ben indított abesszíniai háborúval Olaszország folytatta birodalomépítő expanzióját, az olasz élettér (spazio vitale) kiterjesztését. Abesszíniát a nemzetközi tiltakozások ellenére annektálták és a meglévő eritreai és szomáliai gyarmatokkal Olasz Kelet-Afrikává egyesítették. A háború során az olaszok vegyi fegyvereket vetettek be és számtalan háborús bűnt követtek el. A fasiszta párt ellenezte az olasz katonák és telepesek helyi nőkkel kötött vegyes házasságait (az ún. madamatót). A kezdeti katonai siker (az abesszíniai harcok valójában egészen 1941-ig folytak, amikor a britek megszállták az olasz gyarmatot) belföldön megszilárdította a fasiszta párt népszerűségét, de külföldön elszigetelte az országot. A Népszövetség szankciókat vezetett be Olaszország ellen, bár a náci Németország ezeket nem tartotta be. A két ország közeledett egymáshoz (ezt csak fokozta a spanyol polgárháborúban való közös részvételük, bár a Garibaldi-zászlóalj 1939-ig a köztársaságiak oldalán harcolt). 1936-ban létrejött az ún. Róma-Berlin tengely.
1937-ben Olaszország csatlakozott a Németország és Japán által alapított antikomintern paktumhoz, és kilépett a Népszövetségből. Ezt követte 1939-ben az Albán Királyság megszállása és az Acélpaktum néven ismert szövetség a Német Birodalommal. 1938-ban faji törvényeket fogadtak el, amelyek különösen a zsidókat és az afrikaiakat diszkriminálták.
Olaszország kezdetben nem avatkozott be a második világháborúba. Nem volt felkészülve egy nagyszabású háborúra, és fegyveres erői a spanyolországi és kelet-afrikai kaland után modernizációra szorultak. Mussolini ezért a háború kitörésekor nem-hadviselő (non belligeranza) államnak nyilvánította Olaszországot. A Franciaország elleni gyors német sikerek után azonban Mussolini attól tartott, hogy saját részvétel nélkül nem húzhat hasznot Franciaország felosztásából. A „Duce” 1940. június 10-én (tábornokai tanácsa ellenére) hadat üzent Nagy-Britanniának és Franciaországnak és ezt a lépést az Imperium Romanum újjáélesztésének ambíciójával indokolta: Olaszország ki akarta terjeszteni uralmát Nizzára, Korzikára, Máltára, Dalmácia egész partvidékére, beleértve Albániát, Krétát és más görög szigeteket. Bejelentette igényét Tunéziára, Egyiptomra (a Sínai-félszigettel), Szudánra és Kenyára, amelyekre azért volt szüksége, hogy összeköttetést hozzanak Líbiától és Kelet-Afrika között. Annektálta volna brit és francia Szomáliföld területeit, valamint Francia Egyenlítői Afrika egyes részeit; Törökországgal és az arab államokkal pedig megállapodott volna a befolyási övezetekről. Ezenkívül Aden és Perim szigete is olasz ellenőrzés alá került volna. 

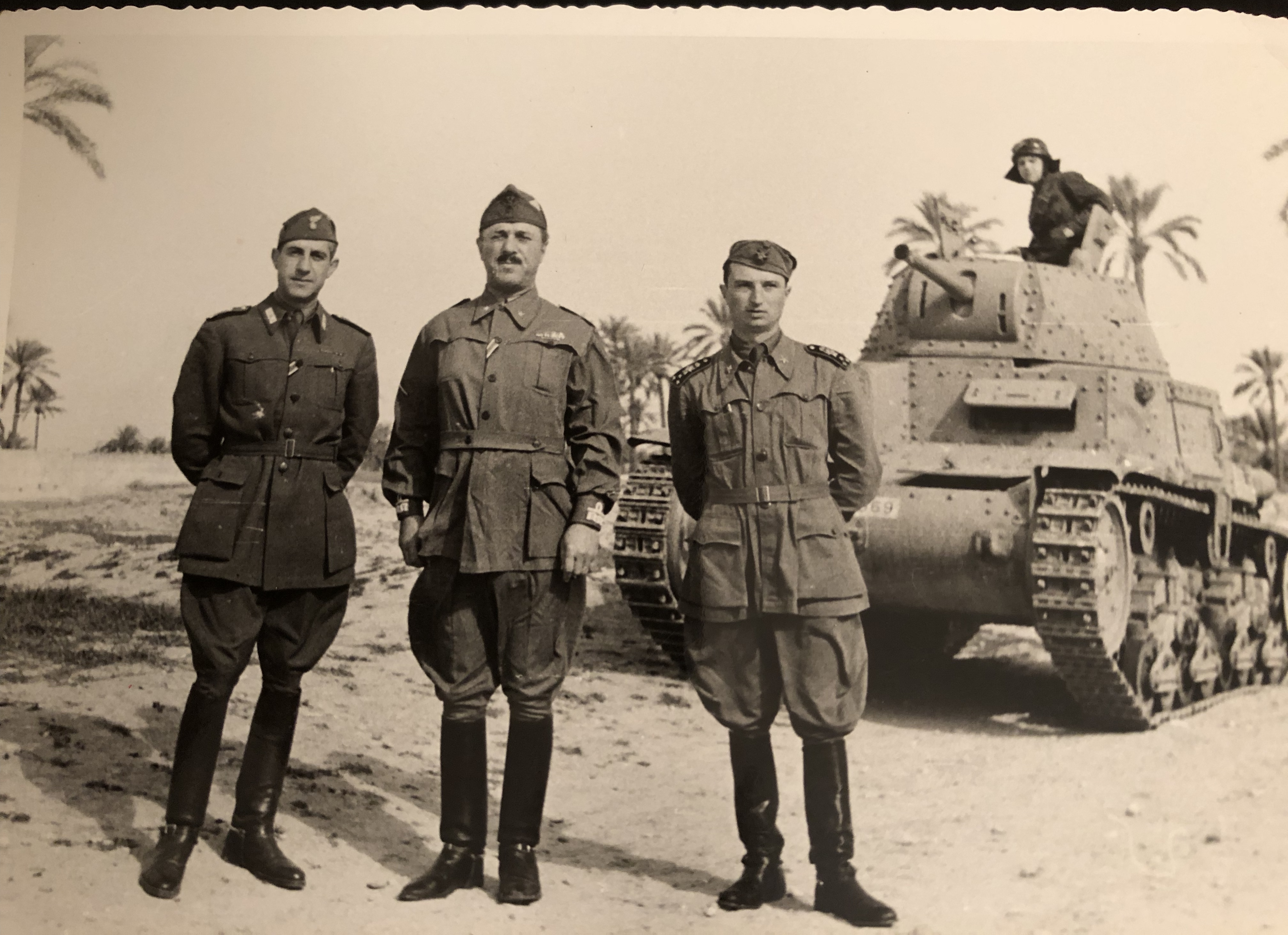
Olasz harckocsizók Észak-Afrikában

Önálló hadműveleteiben azonban Olaszország (bár a briteket egy rövid időre kiűzték Kelet-Afrikából) kudarcot kudarcra halmozott. A Franciaország elleni támadás megrekedt az Alpokban és csak kisebb területi nyereséget ért el. A britek elleni észak-afrikai offenzíva és a Görögország elleni hadjárat (1940. október 28-tól) egyaránt katasztrófába fordult és a német Wehrmacht beavatkozásával tudták elkerülni a menekülést. A kudarcokat a rossz kiképzés, a hiányos felszerelés, de mindenekelőtt a dilettáns stratégiai tervezés és a Duce és néhány tábornokának túlzott önhittsége okozta. A papíron meglévő fölény ellenére az olasz haditengerészetnek nem sikerült kiszorítania a brit haditengerészetet a Földközi-tengerről. A kezdeti sikerek után az etióp csapatokkal megtámogatott britek Kelet-Afrikában is legyőzték az olaszokat és 1941 májusában Hailé Szelasszié ismét bevonult Addisz-Abebába.
1941 és 1943 között az olasz expedíciós hadtest és a 8. hadsereg összesen 62 ezer, illetve 230 ezer fővel vett részt a Szovjetunió elleni német hadjáratban; eközben csak a 8. hadsereg mintegy 77 ezer katonát vesztett. 1942 szeptemberében az utolsó észak-afrikai német-olasz offenzíva is kudarcot vallott és ezután szakadatlanul vereségek követték egymást. 1943 májusában a tengelyhatalmak tunéziai erői kapituláltak, június végén pedig az amerikai és brit csapatok elfoglalták Lampedusa és Pantelleria szigeteit. A szövetségesek szicíliai partraszállásával 1943. július 10-én megkezdődött az olaszországi hadjárat.

### A Salòi Köztársaság, német megszállás

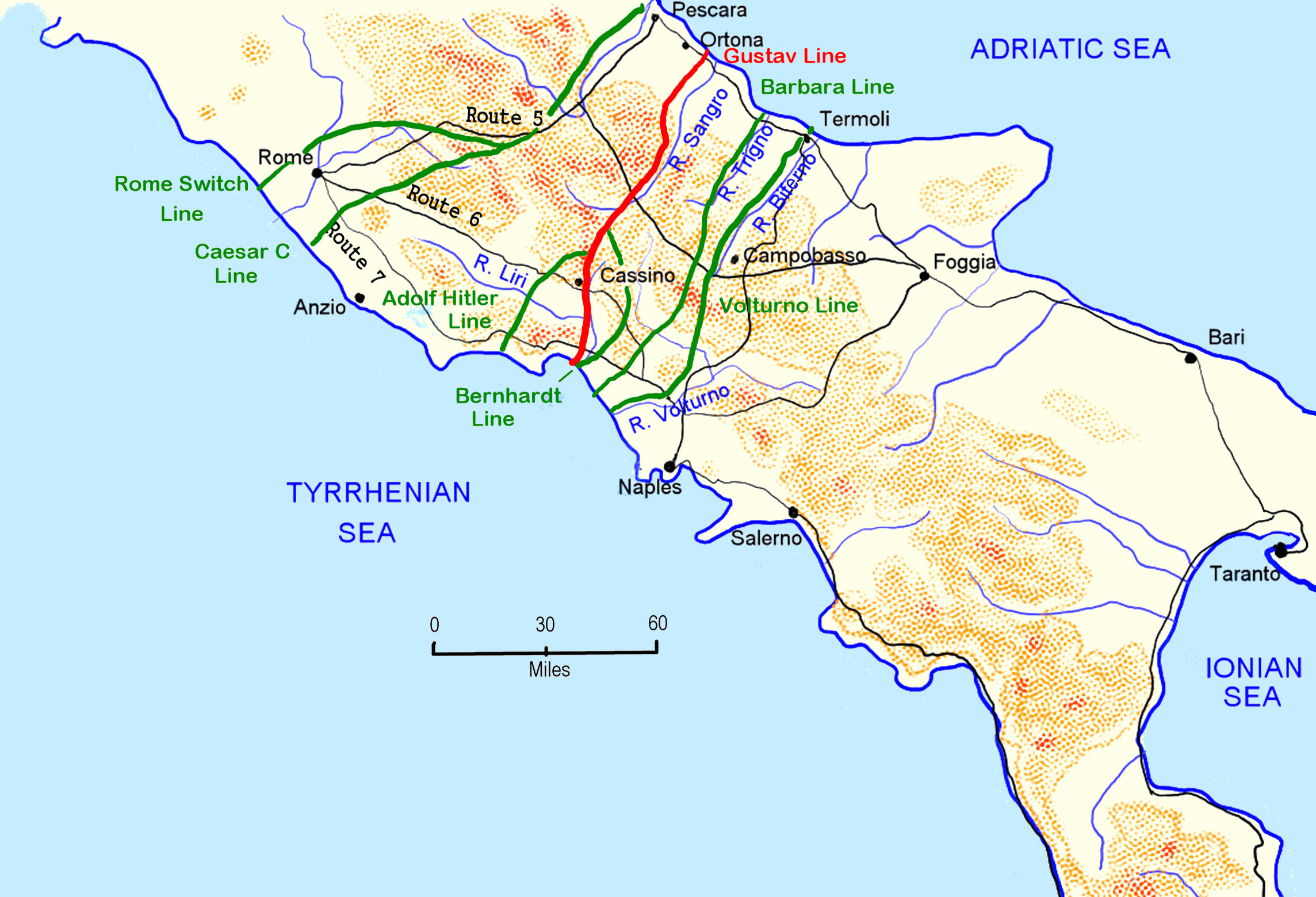
Német védelmi vonalak Közép-Olaszországban (1943)

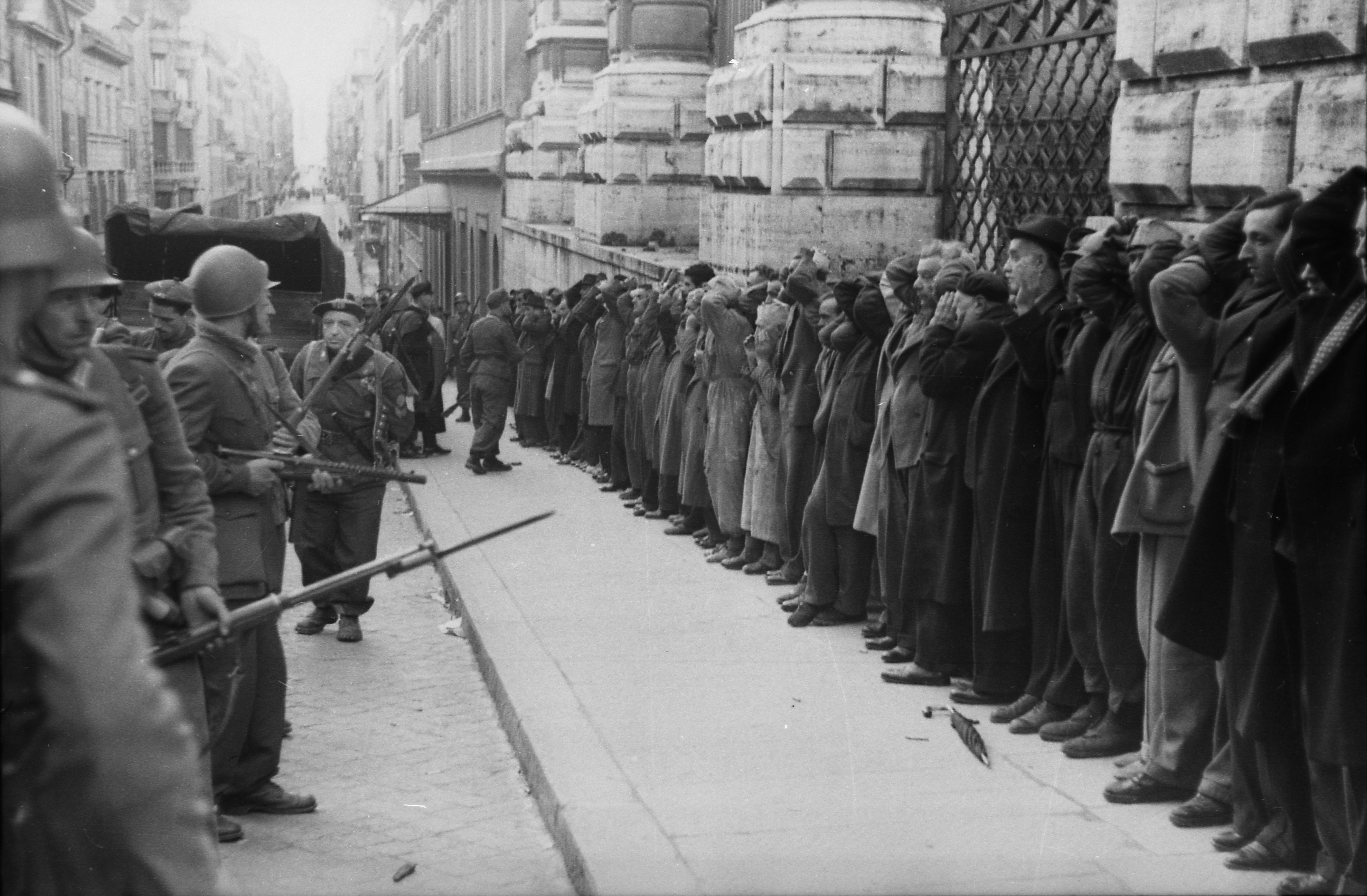
Német és olasz katonák civileket tartóztatnak le egy német rendőrőrs elleni támadás után. Másnap valamennyiüket kivégezték az Ardeatini-barlangokban

1943. július 25-én a Fasiszta Nagytanács többségi szavazással leváltotta, majd letartóztatta Mussolinit. III. Viktor Emánuel király átvette a fegyveres erők főparancsnokságát és utasította Pietro Badoglio marsallt hogy alakítson katonai kormányt. Badoglio feloszlatta a fasiszta pártot és fiókszervezeteit, szeptember 8-án pedig megkötötte a szövetségesekkel a cassibilei fegyverszünetet. A háborúban 1940 óta mintegy 198 ezer olasz esett el.
Hitler megpróbálta visszaállítani Olaszországot a saját szövetségi rendszerébe és 1943. szeptember 12-én a Tölgyfa hadművelet keretében kiszabadították Mussolinit. A német csapatok egészen Rómáig megszállták Olaszországot és Mussolini vezetésével bábkormányt hoztak létre, kikiáltva az Olasz Szociális Köztársaságot (Repubblica Sociale Italiana, RSI; informálisan Salòi Köztársaság). A párhuzamos fasiszta kormány német szövetséges maradt, hadat üzent Olaszország szövetségesek által megszállt részének és megpróbálta leverni a fellángoló partizánmozgalmat. Görögországban mintegy 20 ezer olasz katona a partizánokhoz csatlakozott. A király elmenekült Rómából, amelyet nyílt várossá nyilvánítottak.
A dél felől előrenyomuló szövetségesek és a németek között súlyos harcok dúltak, amelyek nagy károkat okoztak Közép-Olaszország infrastruktúrájában. A németek megtorlásokat foganatosítottak a polgári lakossággal szemben és legyilkolták a zsidókat. A Lago Maggiore-i mészárlásban legalább 56 zsidót gyilkoltak meg. 1944. március 23-án a római Via Rasellán merényletet követtek el a Bolzano SS-rendőrezred ellen; másnap az Ardeatine-barlangokban 335 civilt (köztük 75 zsidót) agyonlőttek.
A sokszínű ellenállási mozgalomban (Resistenza) kommunisták, szocialisták, katolikusok és liberálisok egyaránt részt vettek. 1943 szeptemberében megalakult a Nemzeti Felszabadítási Tanács (Comitato di Liberazione Nazionale), amelyben hat párt képviselői működtek együtt. A felkelők számát 130 ezerre, az aktív támogatók összlétszámát talán 250 ezerre becsülik. Az ellenállókkal szemben az SS, de Mussolini csapatai is embertelen módszerekkel léptek fel, például a Lucca melletti Sant'Anna di Stazzemában az SS mintegy 560, Marzabotto faluban pedig 770 civilt gyilkoltak meg.
Rómát, amelyet XII. Piusz pápa kezdeményezésére Albert Kesselring tábornagy nyílt várossá nyilvánította, 1944. június 4-ére a szövetséges csapatok felszabadították.
A fenyegető vereséggel szembesülve Mussolini megpróbált Svájcba menekülni, de 1945. április 27-én a Comói-tó melletti Dongóban kommunista partizánok felismerték és elfogták. Bár megígérték, hogy átadják a szövetségeseknek, április 28-án Giulino di Mezzegrában szeretőjével, Clara Petaccival együtt agyonlőtték. Április 29-én az olaszországi német erők feltétel nélkül megadták magukat. A német hadifogolytáborokban mintegy 65 ezer, a szovjeteknél 60 ezer olaszt (közülük alig 10 ezer tért haza) tartottak fogva. A Tito oldalán harcoló 40 ezer olasznak a fele elesett; 1943 szeptemberétől a háború végéig összesen kb. 70 ezer ellenálló és 77 ezer katona halt meg.

### Zsidók a fasiszta Olaszországban

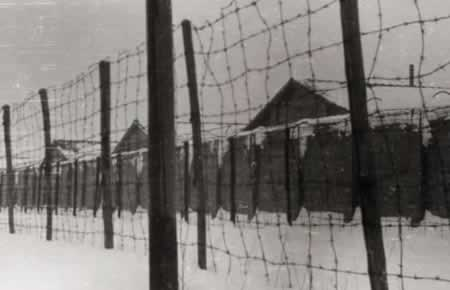
Tranzittábor Fossoliban (1944)

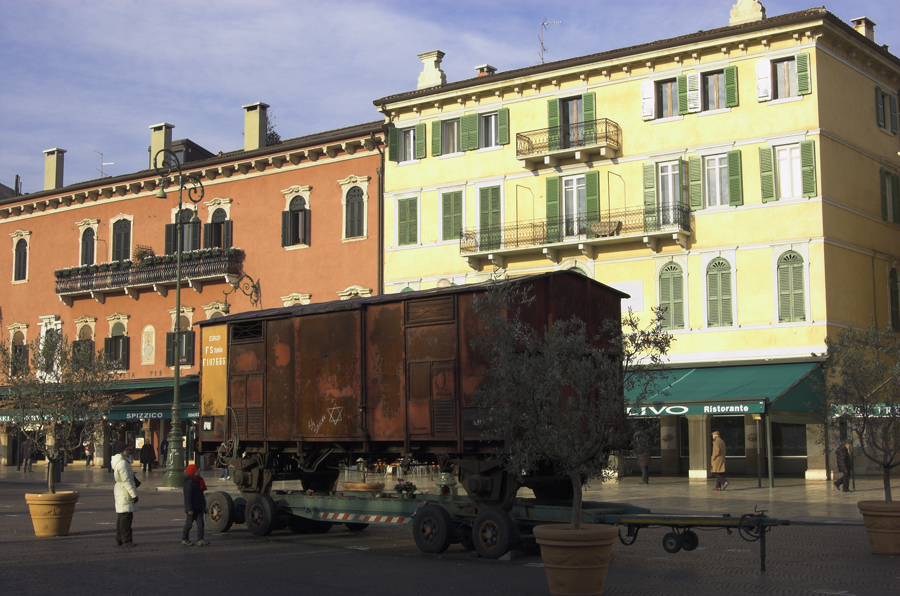
Veronai holokausztemlékmű, egy olyan tehervagon, amelyben zsidókat szállítottak a megsemmisítő táborokba

1924-ben 54 ezer zsidót számláltak össze Olaszországban, ami a lakosságának kb. 0,14%-át tette ki (összehasonlításképpen Magyarországon 1941-ben – beleértve Erdélyt, a Felvidéket és Kárpátalját- mintegy 800 ezer zsidó élt). 1938 augusztusában 58 412 zsidót regisztráltak, akik közül 46 656-an „mózeshitűek” voltak. Többségében Rómában (12‰799 fő) és az északi nagyvárosokban éltek. Délen, ahol a spanyol uralom alatt kiűzték őket, mindössze 1500-at írtak össze.
Bár a társadalom nem volt mentes az antiszemitizmustól, a zsidókat befogadták. Leonida Bissolati szocialista politikus 1879-ben a szemiták és az indoeurópaiak intelligenciája közötti különbséget fejtegette és az antropológia itáliai megalapítója, Giuseppe Sergi is a „fajok” különböző kultúrateremtő képességéről írt. Olaszországban a nyelvész Angelo De Gubernatis állította először (1886-ban) hogy „ellentét van az árja és a szemita faj között”. Ezek a nézetek, azonban nem gyakoroltak kézzelfogható hatást a belpolitikára.
A zsidók emancipációja lehetővé tette felemelkedésüket. 1876-ban Isacco Artom lett az első zsidó szenátor, 1902-ben Giuseppe Ottolenghi lett a hadügyminiszter, Alessandro Fortis (1905–1906), Sidney Sonnino (1909–1910) és Luigi Luzzatti (1910–1911) miniszterelnökök voltak, 1922-ben a parlament 24 zsidó képviselőt számlált. 1922-ben Giuseppe Emanuele Modigliani (a festő Amedeo Modigliani testvére) vagy Claudio Treves (Carlo Levi nagybátyja) képviselte a Szocialista Pártot. Ernesto Nathan 1907 és 1913 között Róma polgármestere volt. A fasiszta mozgalmon belül már a kezdetektől fogva voltak antiszemiták, de maga Mussolini sokáig csak gúnyolódott Hitler fajelméletén, és rendszere nem folytatott antiszemita politikát.
Mussolini hozzáállása a Róma-Berlin tengely 1936-os megkötése után változott meg. Az 1938. szeptember 17-i „Az olasz faj védelméről szóló törvénnyel” a zsidók ellen irányuló rendelkezéseket hoztak: nem dolgozhattak állami szolgálatban, csak kevés földet birtokolhattak, és kis cégeket vezethettek. A Belügyminisztériumban létrehozták a „Demográfiai és Faji Főigazgatóságot”, amely zsidó népszámlálást végzett, és fokozatosan kiszorította a közéletből a zsidó lakosságot. Miután 1940 júniusában Olaszország belépett a háborúba, az olasz zsidókat kényszermunkára kötelezték, a külföldieket pedig táborokba internálták. A diszkriminatív törvények és rendeletek listája folyamatosan bővült; amikor Mussolini 1943 júliusában megbukott, már alig volt olyan foglalkozás, amelyet a zsidók legálisan gyakorolhattak volna.
Miután a Wehrmacht 1943. szeptember 12-étől megszállta Észak-Olaszországot, Heinrich Himmler 1943. szeptember 24-én elrendelte az olaszországi zsidók deportálását. Október 16-án Rómában Wilhelm Harster vezetésével lezajlott az első „zsidó razzia”. 1007 zsidót Auschwitzba szállítottak, közülük 811-et megöltek és csak 149 férfi és 47 nő maradt életben. A Salòi Köztársaságban a megmaradt 39 ezer zsidót megfosztották minden tulajdonától, majd 8566-ot tranzittáborokon keresztül (mint például a Trieszt melletti Risiera di San Sabba) a kelet-európai megsemmisítő táborokba transzportálták őket. Az olaszországi zsidó lakosság mintegy negyede elpusztult. 1946-ban a túlélők közül több mint 20 ezren illegálisan La Speziából az akkor még brit fennhatóságú Palesztinába költöztek.

## Olasz Köztársaság

Az köztársaság bevezetéséről szóló népszavazás eredménye (pirossal a köztársaságra, kékkel a monarchiára szavazó régiók)

III. Viktor Emánuel király, aki lejáratta magát a fasiszta rezsimmel való együttműködésével (kinevezte miniszterelnökké Mussolinit, aláírta a faji törvényeket), 1946. május 9-én lemondott fia, II. Umberto javára. 1946. június 2-án, az Alkotmányozó Gyűlés megválasztásával egyidőben népszavazást tartottak a leendő államformáról; ekkor szavazhattak a nők először. A szavazók 54,3%-a a köztársaságra, a fennmaradó 45,7% a monarchiára voksolt. A Savoyai-dinasztia tagjainak ezt követően el kellett hagyniuk az országot.
A köztársasági alkotmány 1948-ban lépett hatályba. A fasiszta múlt tapasztalatai alapján a politikai hatalmat egy bonyolult, két egyenrangú kamarával rendelkező parlament kezébe adták. A mindkét kamarától függő kormány viszonylag gyenge pozíciót foglalt el.
A második világháborút lezáró 1947-es párizsi békeszerződés alapján Olaszország hivatalosan is elvesztette líbiai, etiópiai és eritreai gyarmatait. Olasz-Szomáliföldet először a britek szállták meg, majd az ENSZ gyámsági területként visszaadta Rómának (1960-ban önállóvá vált). A békeszerződés az ország európai részéből is elvett bizonyos területeket. Briga és Tenda (franciául La Brigue és Tende) falvakat át kellett adniuk Franciaországnak, a Dodekanészosz-szigetek (Rodosszal együtt) Görögországhoz kerültek. Jugoszlávia megkapta Venezia Giulia nagy részét (Isztria, Fiume és Zára városai, valamint az észak-dalmát szigetek). Triesztet és környékét először nemzetközi felügyelet alá helyezték és két zónára (A és B zóna) osztották. Trieszt státuszát 1954-ben döntötték el, a város Olaszországnál maradt, déli hátországa pedig Jugoszláviához került. A határváltozások során, valamint korábban, 1943–1945 között a jugoszláv kommunista partizánok több helyen lemészárolták az olasz lakosságot, de a szláv antikommunistákat is (foibe-mészárlások). 1943–1954 között 200-350 ezer olasz nemzetiségű lakost telepítettek ki. Olaszország elvesztette azokat a hódításait is, amiket a második világháború alatt vagy közvetlenül előtte szerzett meg, azaz „Közép-Szlovéniát”, Dalmáciát és Albániát.

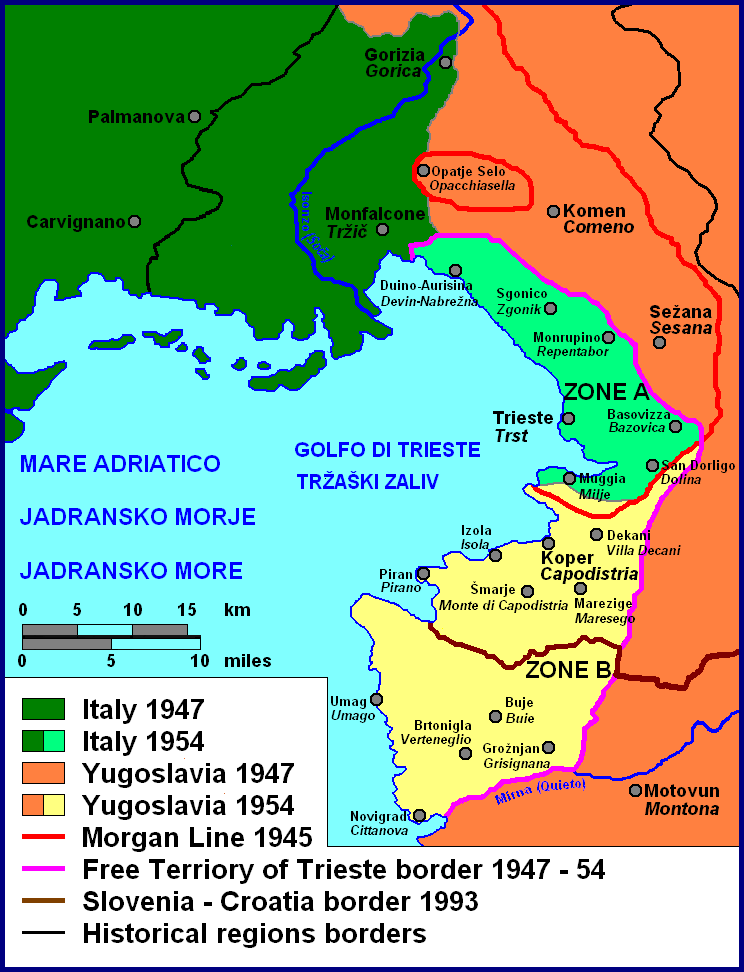
Trieszt környéke 1947–1954 között

### Hidegháború, gazdasági csoda, politikai rendszer
Alcide De Gasperi miniszterelnöksége idején az ország alapító tagként belépett a NATO-ba, az Európa Tanácsba és az Európai Gazdasági Közösségbe. Mérsékelt katolikus néppártja, a Kereszténydemokraták adta szinte valamennyi miniszterelnököt egészen 1993-ig.
A Palmiro Togliatti és Enrico Berlinguer vezette Olasz Kommunista Párt (olasz nevének rövidítése: PCI) volt Nyugat-Európa legerősebb kommunista pártja, több mint kétmillió taggal rendelkezett és a választásokon rendszeresen a szavazatok mintegy 30%-át szerezte meg. A párt 1976-ban érte el legjobb eredményét 34,4%-kal, 1984-ben pedig először (és utoljára) sikerült első helyen végeznie, amikor az európai választásokon 33,3%-kal megelőzte a 33,0%-ot szerző kereszténydemokratákat. Bár a Berlinguer vezette PCI lemondott a szovjet típusú kommunizmusról, és inkább eurokommunista politikát hirdetett (például 1968-ban elítélte a csehszlovákiai bevonulást), a lakosság nagy része és az ország szövetségesei továbbra is tartottak a hatalomra kerülésüktől. 1950-ben meg is alakult a Gladio nevű titkos félkatonai egység, amely a Varsói Szerződés támadása esetén gerillaakciókat hajtott volna végre a megszállók ellen. A szervezet létezése csak 1990-ben vált közismertté.

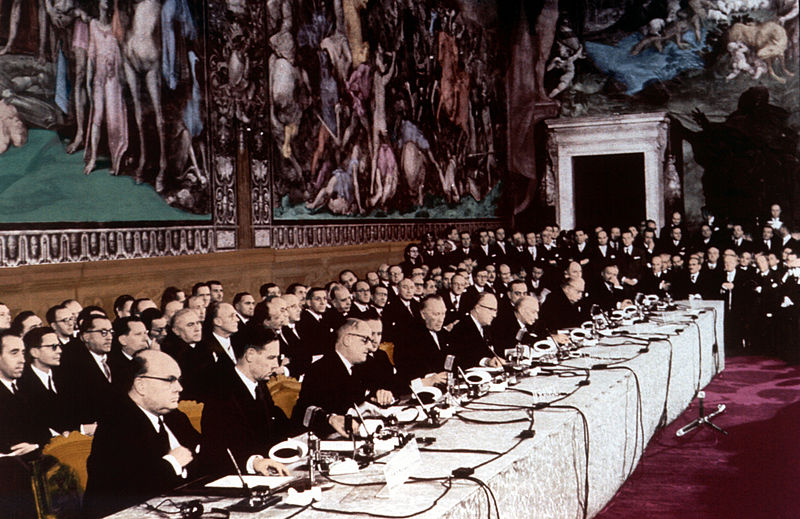
Az Európai Gazdasági Közösséget létrehozó római szerződés aláírása

A kereszténydemokraták nem vezettek be parlamenti bejutási küszöböt, így négy-öt kisebb párttal (szocialisták, szociáldemokraták, republikánusok és liberálisok; a koalíciójukat Pentapartitónak nevezték) kötött koalíciókkal sikerült a kormányon kívül tartani a kommunistákat. A kis pártok azonban egyre inkább saját érdekeiket képviselték; számos kormányválság és a szervezett bűnözés kormánykörökbe való beférkőzése írható a számlájukra.
A háború után Olaszország, Nyugat-Európa többi részéhez hasonlóan, „gazdasági csodát” (miracolo economico) élt át. A népesség 1951 és 1961 között 47,5 millióról 50,6 millióra nőtt, de a GDP jóval gyorsabban, 1959 és 1962 között 6,4 és 5,8, majd 6,8 és 6,1%-kal gyarapodott. A fellendülés azonban főként Észak- és Közép-Olaszországra korlátozódott, sok délolasznak el kellett hagynia szülőföldjét, hogy munkát találjon, és vagy északra vagy más európai országokba (különösen Németországba, Svájcba, Belgiumba és Franciaországba) vándorolt. Az 1970-es években megkezdődött a vendégmunkások visszaszivárgása, mert a nyomor szinte teljesen megszűnt az elmaradottabb déli régiókban is; a háború utáni években a nagyvárosok peremén gyakran kialakult nyomornegyedek és kunyhók helyén nagy lakótelepek épültek.

### Az 1970-es és az 1980-as évek, ólomévek, történelmi kompromisszum

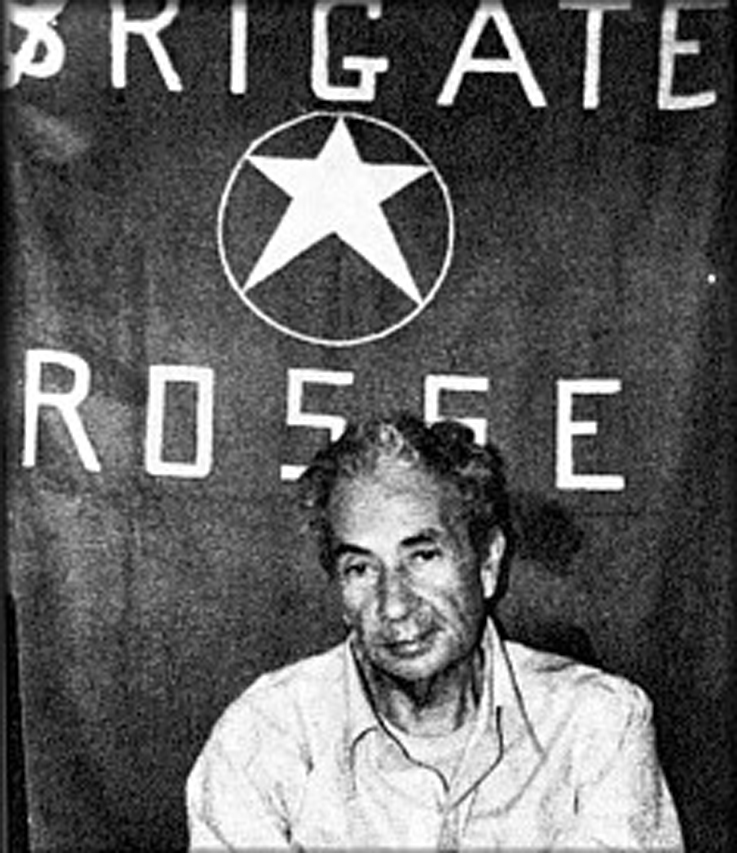
Aldo Moro a Vörös Brigádok fogságában

Az 1968-as diákmozgalmak utóhatása a társadalmi liberalizációban és a „vörös” egyetemekről kiinduló új társadalmi mozgalmakban, például a nők emancipációjában mutatkozott meg. 1975-ben a munkaadók és a szakszervezetek megállapodtak a scala mobiléban, amely szerint a bérek automatikusan követik az inflációt. Egyes baloldali mozgalmak azonban radikalizálódtak és az erőszak és a terrorizmus eszközeihez nyúltak.
Az „óloméveknek” (anni di piombo) is nevezett 1970-es éveket a szélsőbaloldali Vörös Brigádok terrorizmusa és a radikális neofasiszták (néha a titkosszolgálatok asszisztálásával elkövetett) merényletei jellemezték. Az 1969-es Piazza Fontana-i robbantás és 1983 között több mint 14 ezer támadást hajtottak végre, amelyek során 374 ember vesztette életét és több mint 1170-en megsérültek. Az instabil politikai környezetben még az államcsíny veszélye is fennállt. 1964-ben a rendőrséget vezető Giovanni De Lorenzo, 1970-ben az újfasiszta Junio Valerio Borghese herceg tervezett puccsot.
A feszült politikai helyzetben a kereszténydemokraták és a kommunisták kiegyeztek egymással. A kereszténydemokrata Aldo Moro és a kommunista Enrico Berlinguer az ún. történelmi kompromisszum (compromesso storico) során működtek együtt. Az 1976-os választások után, ahol a kommunisták alig maradtak le a kereszténydemokraták mögött, Giulio Andreotti a PCI külső támogatásával alkotott kisebbségi kormányt. 1978. március 11-én Andreotti újabb kabinetet hozott létre, amelybe már bevonta a kommunistákat is. Március 16-án a Vörös Brigádok elrabolta Aldo Morót és elengedéséért cserébe bebörtönzött elvtársaik szabadon bocsátását követelték. 55 napig tartó sikertelen tárgyalások után a terroristák meggyilkolták a politikust. 

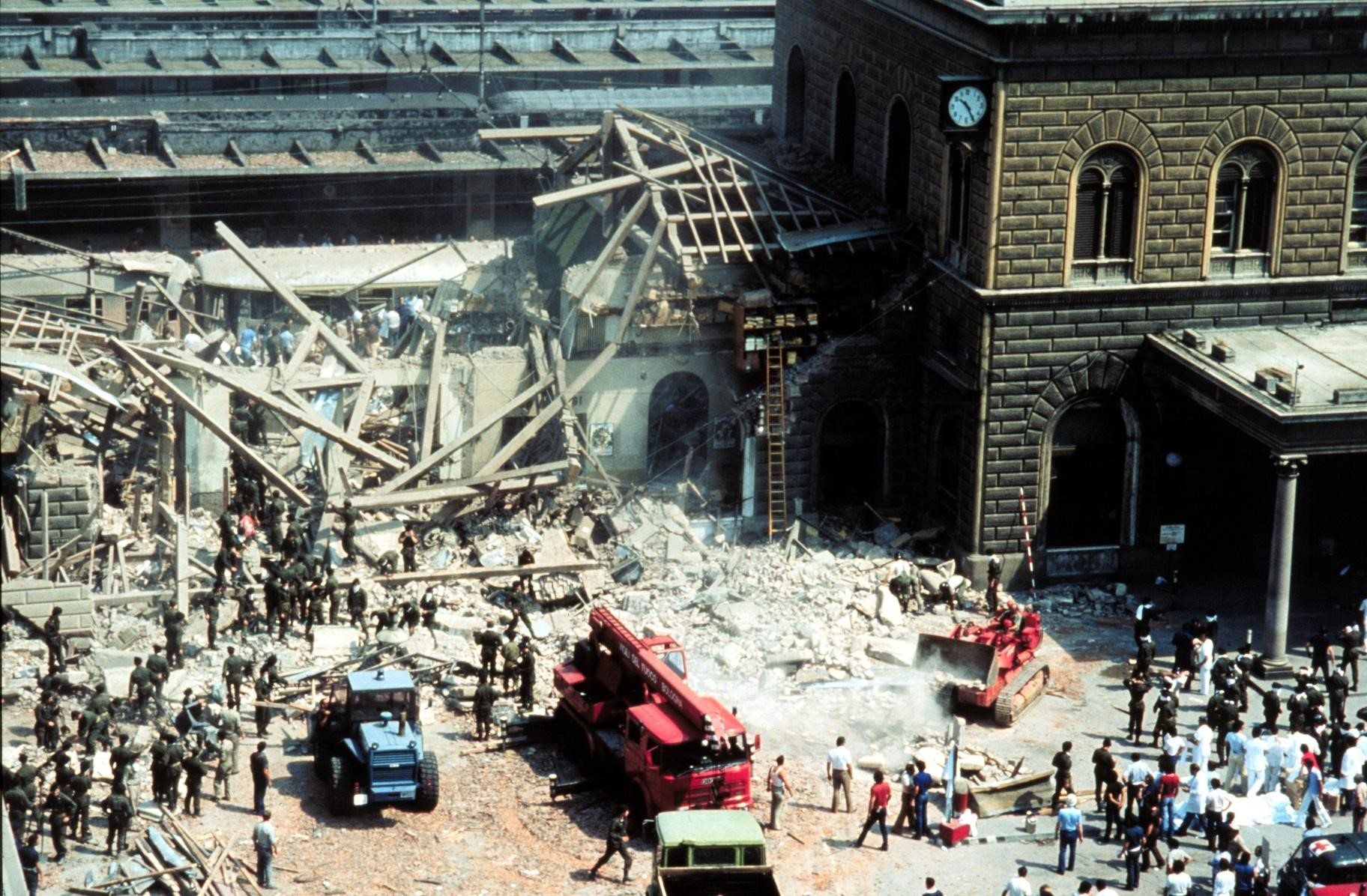
A szélsőjobboldali terroristák által felrobbantott bolognai vasútállomás, ahol 85-en vesztették életüket

Ebben az időszakban jelentősen csökkent a római katolikus egyház társadalomra gyakorolt hatása. 1984-ben új államszerződést kötöttek az egyházzal és a katolicizmus megszűnt Olaszország államvallásának lenni. Az egyház tiltakozása ellenére 1970-ben lehetővé tették a válást, 1979-ben pedig legalizálták az abortuszt. Jelentősen megnőtt a felsőoktatásban részt vevők száma: míg az 1960/1961-es tanévben 217 ezren (a lakosság 0,4%-a) jártak egyetemre, számuk a 2006/2007-es tanévre 1 809 186-ra nőtt (3%).
Amikor a Bretton Woods-i rendszer az 1970-es évek elején összeomlott, világszerte a lebegő árfolyamok időszaka kezdődött. Az olajválság Nyugat-Európa más országaiban is a stagnálás és infláció („stagfláció") évekig tartó, viszonylag magas munkanélküliséggel járó időszakát indította el, ami az addig intenzíven fejlődő olasz gazdaságot is számottevően lassította: Az 1973/1974 telén bekövetkezett első kőolajárválság hozzájárult az infláció növekedéséhez; stagfláció következett. 1979/1980-ban következett be a második olajválság, amire az olasz gazdaság különösen rosszul reagált. A szocialista miniszterelnök, Bettino Craxi kormánya 1983-tól megszorító intézkedésekkel és a scala mobile fokozatos eltörlésével próbálta kezelni a krízist. Az 1980-as években a gazdaság ismét erőteljes növekedésnek indult és 1987-ben Craxi bejelentette, hogy Olaszország GDP-je megelőzte Nagy-Britanniáét, és immár a világ ötödik legnagyobb gazdaságává vált. A növekedés fenntartása érdekében azonban az olasz állam egyre inkább eladósodott; az államadósság az 1980-as évek folyamán megduplázódott. Az infláció viszonylag magas maradt, a lírát leértékelték (ami elősegítette az exportot és lassította az importot, támogatva az olasz ipart).

### A pártrendszer átrendeződése (1990–1994)
Komoly gondot jelentett a szervezett bűnözés térhódítása. Az 1990-es évek elején az állam kisebb sikereket ért el az ellenük folytatott harcban, de 1992-ben meggyilkolták Giovanni Falcone és Paolo Borsellino ügyészeket. Ezt követően ismét szigorítottak a maffiaellenes törvényeken.
1992-től a korrupciós és pártfinanszírozási botrányok (lásd Tangentopoli-ügy) miatt a pártrendszer alapvető változásokon ment át. Az országot negyven éven át vezető kereszténydemokrata, szocialista, szociáldemokrata, liberális és republikánus pártok egy éven belül vagy megszűntek vagy jelentéktelenné váltak. Ezzel párhuzamosan a Szovjetunió összeomlása ideológiai válságba sodorta a kommunistákat. A PCI átalakult a szociáldemokrata jellegű Baloldali Demokrata Párttá (Partito Democratico della Sinistra, PDS). A gazdag Északon a szeparatista Északi Liga (Lega Nord) gyűjtötte össze azokat, akik elégedetlenek voltak a nagypolitikával. A pártrendszer összeomlása és az azt kísérő politikai változások a második világháború utáni olasz történelem legnagyobb választóvonalának számít. Bár az 1948-as alkotmány érvényben maradt, az 1992–1994-es reformok előtti időszakot gyakran első köztársaságként (prima repubblica), az azt követő éveket pedig második köztársaságként (seconda repubblica) emlegetik.
Pénzügyileg Olaszország szintén az összeomlás szélére került, az államadósság meghaladta az éves GDP-t, a líra pedig 20%-ot vesztett az értékéből. Emiatt 1992-ben a Giuliano Amato vezette kormány szigorú megszorító intézkedéseket vezetett be. Minden bankszámlára egyszeri különadót vetettek ki, így először fordult elő az 1960-as évek óta, hogy csökkent a háztartások vagyona. 1993-ban Carlo Azeglio Ciampi pártonkívüli szakértői kormánya az euró bevezetésének érdekében folytatta a szigorú monetáris politikát, privatizálták az állami tulajdont, felszámolták a klientúrahálózatokat; mindezért Ciampi a „Signor Euro” becenevet kapta. Az államháztartás átszervezése során számos, a politikai klientúrabotrányokban érintett állami vállalatot privatizáltak; ezek termelése időnként elérte az ország GDP-jének a felét. Összességében a privatizáció jóval több mint 100 milliárd eurót hozott az államkincstárnak, így ez volt a valaha volt legnagyobb privatizációs akció. Csak az ENI és az Enel energiakonszernek eladása 35 milliárd dollárt eredményezett. Az energiaellátásban, a repülőgépiparban és a közszolgáltatásokban lévő stratégiai részesedések azonban állami kézben maradtak.

### Változó politikai szövetségek, gazdasági válság (1994-)

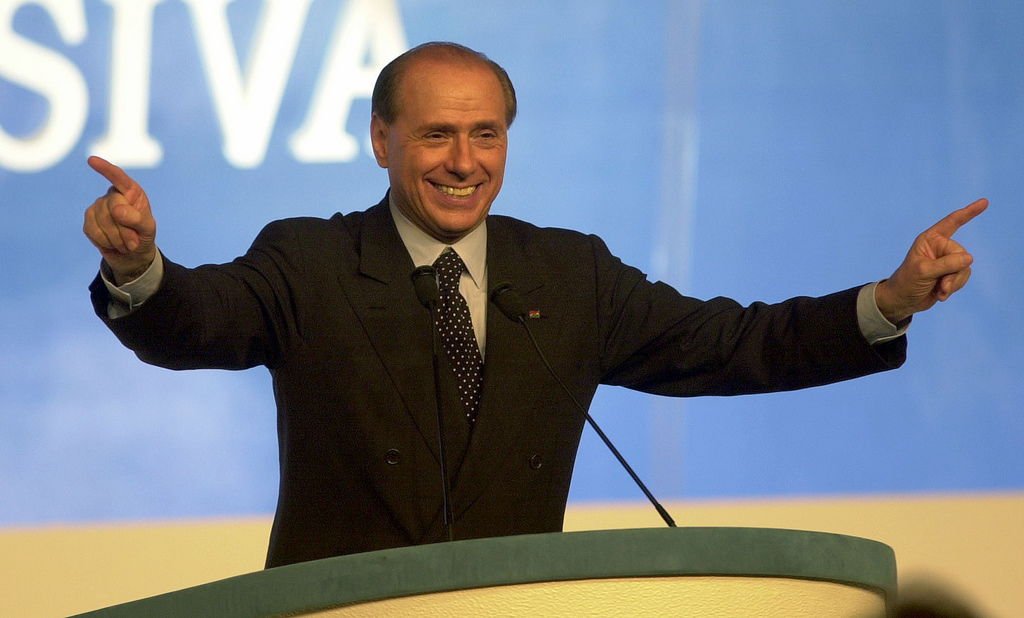
Silvio Berlusconi egy kampánygyűlésen

Az 1994-es parlamenti választásokon Silvio Berlusconi építőipari és médiavállalkozó koalíciója meglepetésszerűen legyőzte az Achille Occhetto vezette baloldali szövetséget. A mindössze néhány hónappal korábban alapított jobbközép Forza Italia a Lega Norddal és a posztfasiszta Movimento Sociale Italianóból kivált Alleanza Nazionaléval szövetkezett. A koalíció azonban már néhány hónap után felbomlott. Az így létrejött szakértői kormány Lamberto Dini, az Olasz Nemzeti Bank korábbi főigazgatója (és Berlusconi pénzügyminisztere) vezetésével 1995 januárjától 1996 májusáig kormányzott.
Az 1996-os választásokat a balközép koalíció (Ulivo) nyerte meg, amelyet a korábbi kereszténydemokrata Romano Prodi vezetett. Az első Prodi-kormányban (1996. május–1998. október) első ízben kerültek be eurokommunista miniszterek. Prodi szigorú megszorító politikával egyengette Olaszország útját az euróövezetbe. Miután politikai szövetségesei cserbenhagyták, le kellett mondania, és Massimo D'Alema (akinek pártja, a Baloldali Demokrata Párt (PDS) 1998-ban Baloldali Demokratákra (Democratici di Sinistra, DS) nevezte át magát), majd a szocialista Giuliano Amato (aki 1992-93-ban már volt kormányfő) vette át a kormány vezetését.
A 2001-es választást Berlusconi Casa delle Libertà ("A Szabadság Háza") szövetsége nyerte. 1997-ben megreformálták a fegyveres erőket és ennek alapján 2005-ben eltörölték a sorkötelezettséget. Berlusconit öt évnyi hivatalban töltött idő után a 2006-os parlamenti választáson ismét Romano Prodi győzte le. 2006 májusában Romano Prodi jelöltjét, Giorgio Napolitanót választották köztársasági elnökké; ez volt az első alkalom, hogy egy egykori kommunista töltötte be ezt a tisztséget.
Az államháztartásnak továbbra is nagy gondot jelentett a feketegazdaság és az adóelkerülés (ami becslések szerint a GDP 20-30%-át teszi ki), a fokozódó egészségügyi költségek és nyugdíjterhek, valamint a régiók túlzottan Róma-központú finanszírozása. Lassú és kevéssé hatékony volt az igazságszolgáltatás és a közigazgatás, különösen Dél-Olaszországban, ahol továbbra is jelentős maradt a szervezett bűnözés befolyása.
2008 januárjában a Romano Prodi vezette szövetség szétesett, miután a koalíciós partner UDEUR kilépett a szövetségből, Prodi megbukott a bizalmi szavazáson. Az újonnan kiírt választást Silvio Berlusconi új választási szövetsége, a Popolo della Libertà – Lega Nord – Movimento per l'autonomia nyerte 46,8%-kal (a képviselőházban), illetve 47,3%-kal (a szenátusban). Silvio Berlusconi negyedik kormánya 2008. május 8-án tett esküt. A pénzügyi válság miatt a bruttó hazai termék 2008-ban 1 %-kal, 2009-ben pedig további 5 %-kal csökkent. Berlusconi negyedik kormányának szembe kellett néznie a gazdasági világválsággal, amelyet kezdetben bankrendszerének és a háztartások alacsony adósságállományának köszönhetően jól menedzselt, de 2011-ben az országot elérte az euróválság is. 2010 közepétől több képviselő is kilépett Berlusconi koalíciójából, míg 2011 novemberére elfogyott a többsége a képviselőházban. A személye miatt kirobbantott botrányok, a folyamatban lévő bírósági eljárások, valamint az euróválság súlyosbodása miatt Berlusconi 2011. november 12-én lemondásra kényszerült. 

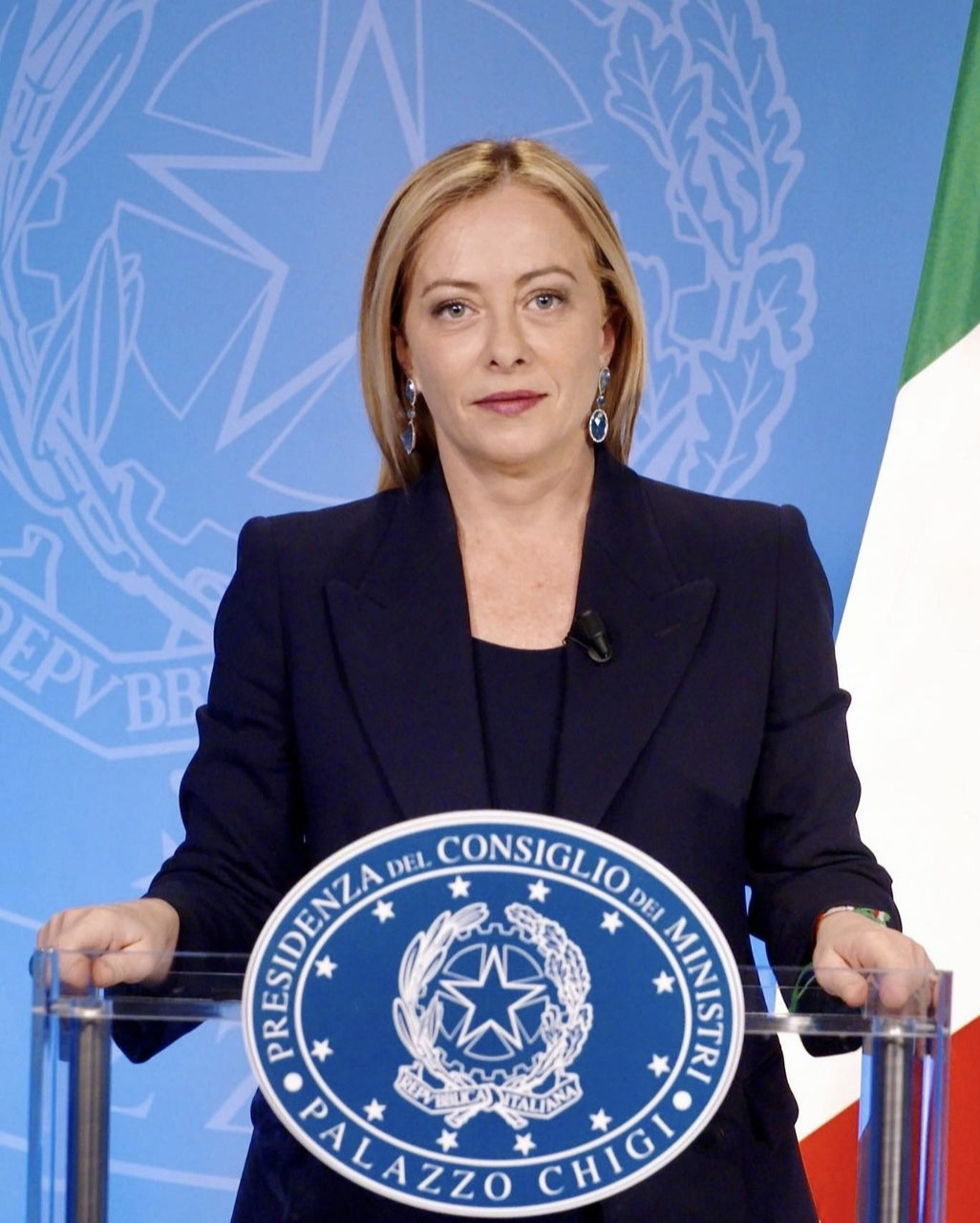
Giorgia Meloni, Olaszország 2022-ben megválasztott miniszterelnöke

Napolitano köztársasági elnök a pártonkívüli Mario Montit, az EU korábbi belső piaci és versenyügyi biztosát bízta meg a kormányalakítással. Monti súlyos gazdasági problémahalmazt örökölt. 2011 végére Olaszország 1,9 billió eurós adósságot halmozott fel, a tízéves államkötvények kamatlába elérte a 7,56%-ot, a munkanélküliség 2012 márciusában 9,3%-ra, decemberre 11,2%-ra (a fiatalok körében 31,9%-ra) nőtt.
2013. februárjában Pier Luigi Bersani balközép szövetsége a szavazatok 29,54%-ával éppen hogy megnyerte a választást, megelőzve Berlusconi szövetségét, amely 29,18%-ot kapott. Ugyanekkor a Beppe Grillo komikus által alapított Öt Csillag Mozgalom (MoVimento 5 Stelle) meglepetésre a szavazatok 25,09%-át gyűjtötte be. Napolitano elnök javaslatára a parlament Enrico Lettát, a Partito Democratico képviselőjét választotta miniszterelnökké. Kevesebb mint egy év után egy párton belüli hatalmi harcot követően Letta helyét a korábbi firenzei polgármester, Matteo Renzi vette át. A Renzi-kormány reformintézkedéseket hajtott végre a munkaerőpiacon, a szociális ellátórendszerekben és a közintézményekben, de ők vezették be az azonos neműek élettársi kapcsolatát is. Miután a kormány által javasolt alkotmánymódosítást 2016. decemberében népszavazáson elutasították, Renzi lemondott; a kormány vezetését külügyminisztere, Paolo Gentiloni vette át.

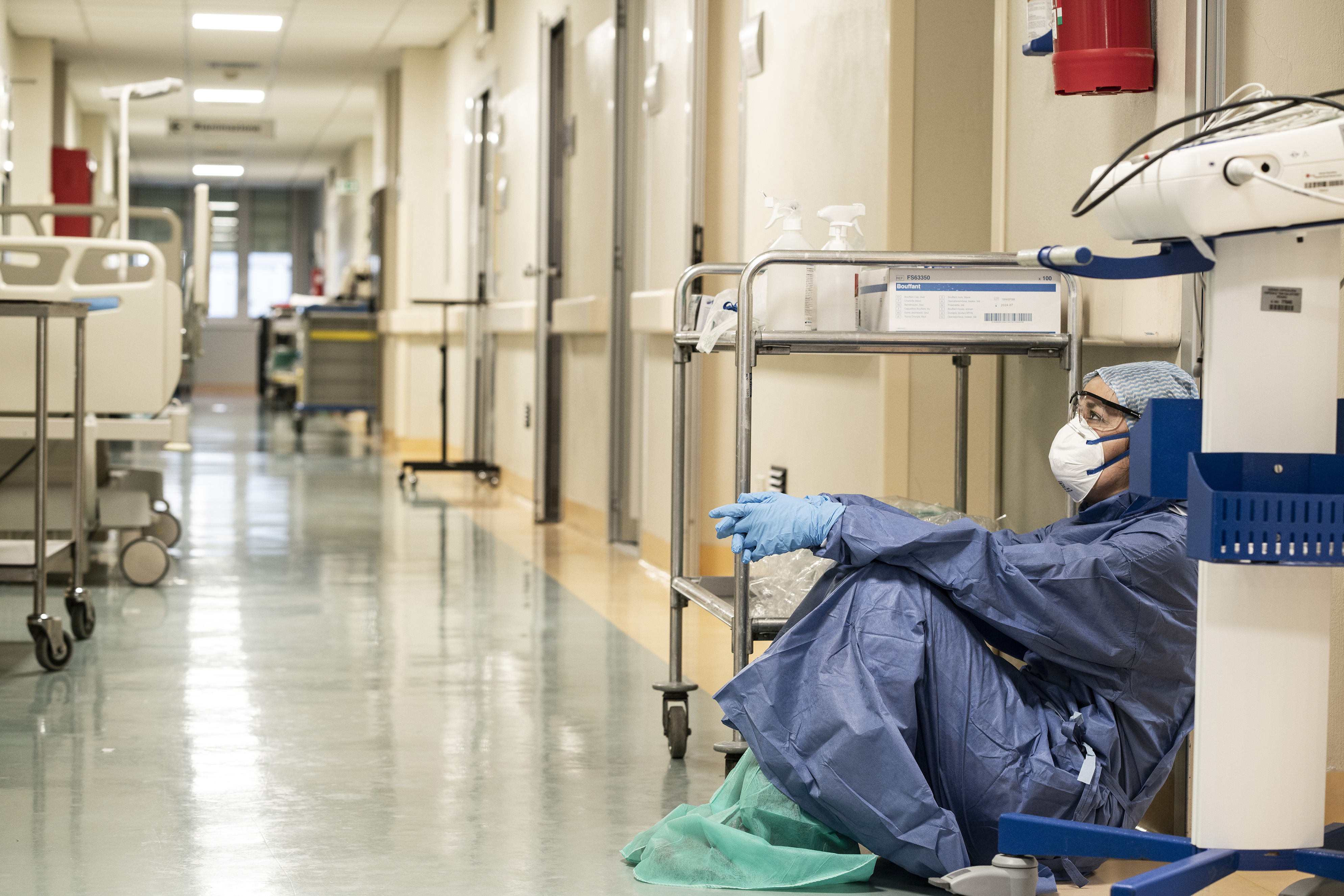
Kimerült aneszteziológus Pesaróban; Olaszországot különösen súlyosan sújtotta a Covid-pandémia első hulláma

A 2018 márciusában tartott választáson az Öt Csillag Mozgalom nyert 32,68%-kal és a 17,34%-ot begyűjtő nacionalista Legával (immár a Nord jelző nélkül) lépett koalícióra; kormányukat a pártonkívüli Giuseppe Conte vezette. Luigi Di Maio, az Öt Csillag Mozgalom és Matteo Salvini, a Lega vezetője egy-egy miniszterelnök-helyettesi posztot kapott. Salvini hamarosan kilépett a koalícióból, mire Conte bevonta kabinetjébe a Partito Democratico, a Liberi e Uguali, az Italia Viva és a Movimento Associativo Italiani all'Estero pártokat. 2021 januárjában az Italia Viva is kilépett a szövetségből, Conte pedig lemondott. Kormányzása alatt többek között elfogadták és népszavazáson megerősítették a parlament méretének csökkentését célzó alkotmányos reformot.
Sergio Mattarella köztársasági elnök a Covid-19 járvány miatt ellenezte az új választásokat, és Mario Draghit, az Európai Központi Bank korábbi elnökét és az Olasz Nemzeti Bank volt igazgatóját bízta meg kormányalakítással. A nemzeti egységkormányt elsősorban az Öt Csillag Mozgalom, a Partito Democratico, a Lega és a Forza Italia támogatta. A jobboldali nacionalista párt, az Olasz Testvérek nem vett részt ebben a kormányban.
2022 júliusában Draghi ellen bizalmi szavazást kértek, amit megnyert ugyan, de a három kormánypárt (az Öt Csillag Mozgalom, a Lega és a Forza Italia) tartózkodott, így a miniszterelnök a bizalom hiánya miatt lemondott. 2022 szeptemberében az előrehozott választáson a Giorgia Meloni vezette Olasz Testvérek és koalíciós partnereik, a Lega és a Forza Italia győztek (a képviselőházi választási szavazatok 43,79%-át és a szenátusi szavazatok 44,02%-át szerezték meg) és jobbközép kormányt tudtak alakítani, amelyben kisebb pártok is részt vettek (Noi con l'Italia, Italia al Centro, Coraggio Italia, Unione di Centro, Movimento Associativo Italiani all'Estero). Ezzel Giorgia Meloni személyében először lett női miniszterelnöke Olaszországnak.

## Fordítás
- Ez a szócikk részben vagy egészben  a   Geschichte Italiens című német Wikipédia-szócikk ezen változatának fordításán alapul.  Az eredeti cikk szerkesztőit annak laptörténete sorolja fel. Ez a jelzés csupán a megfogalmazás eredetét és a szerzői jogokat jelzi, nem szolgál a cikkben szereplő információk forrásmegjelöléseként.